# Alfred Marzolff
Vous lisez un « bon article » labellisé en 2017.
Alfred Marzolff est un sculpteur et médailleur français, né le 4 mars 1867 à Strasbourg et mort le 4 mai 1936 à Rountzenheim (Bas-Rhin). Professeur à l'École des arts décoratifs de Strasbourg et membre du cercle de Saint-Léonard animé par le peintre et marqueteur Charles Spindler, il est l'auteur d'une soixantaine d'œuvres (statues, monuments aux morts, plaques et médaillons), surtout visibles à Strasbourg et dans plusieurs localités alsaciennes, mais certaines de ses réalisations furent détruites pendant l'annexion de l'Alsace.

## Biographie

### Jeunesse et formation
Fils d'un tonnelier, Alfred Marzolff est formé à l'École des arts décoratifs de Strasbourg de 1881 à 1886. Il fait ensuite son apprentissage dans l'atelier des Arts décoratifs d'Eugène Dock (1827-1890). Eugène Dock a employé dans ses ateliers de Paris et Strasbourg les sculpteurs Auguste Bartholdi (1834-1904) et Auguste Rodin (1840-1917).
Pour contrebalancer l'influence francophile de la Société des Arts de Strasbourg, le Reichsland d'Alsace-Lorraine distribue des bourses aux artistes alsaciens pour se former dans les académies allemandes (Berlin, Düsseldorf, Munich...). C'est la raison pour laquelle Alfred Marzoff reçoit, en 1889, une bourse de l'État allemand pour se perfectionner à l'Académie des beaux-arts de Munich (il est inscrit sous le matricule 555) sous la direction du professeur Wilhelm von Rümann (1850-1906) qui réalisera le monument aux morts bavarois à Wœrth. Il rencontre également Adolf von Hildebrand (1847-1921) pour qui il a une profonde admiration. Ce sculpteur allemand considéré comme le plus talentueux de sa génération est l'auteur du bronze controversé du Père du Rhin (en raison de son déhanchement) inspiré de Neptune installé sur la place Broglie (ce bronze sera installé, en 1929, à Munich),. Il réalise à Munich son bronze L'Archer en 1890. Il sera le lauréat du Salon des artistes français de Paris de 1893 pour cette œuvre. L'Archer est acquis par la ville de Strasbourg et se trouve actuellement dans les réserves du musée d'art moderne et contemporain de Strasbourg,.
Alfred Marzolff ne taille pas la pierre directement, il réalise d'abord des moules de terre ou de plâtre, parfois de taille réelle. Puis il assemble sa statue en se servant de la technique des boulettes pour tailler enfin l'argile qui lui sert de moule. « Il serait davantage un modeleur qu'un tailleur », selon Audrey Dufournet, comme son contemporain Auguste Rodin.

À son retour, il ouvre son atelier au Heyritz avec Émile Schneider et Léon Hornecker, au sud de Strasbourg, desservi par un canal ; ce qui lui permet d'être livré en blocs de grès des Vosges pour ses sculptures. En 1893, il est professeur de modelage figuratif pour former les sculpteurs à l'École des arts décoratifs de Strasbourg,. Il enseigne le modelage à Emile Schneider qui réalisera un portrait de son maître en 1899. Alfred Marzolff en est renvoyé après un mois car il privilégie sa création artistique à l'enseignement. En 1901, Christian Kraft de Hohenlohe-Öhringen, issu d'une famille aristocratique allemande, lui finance son voyage de découverte des maîtres italiens (Michel-Ange, Cellini, Le Bernin) à Florence et sa maison du 3, rue des Pontonniers à Strasbourg.

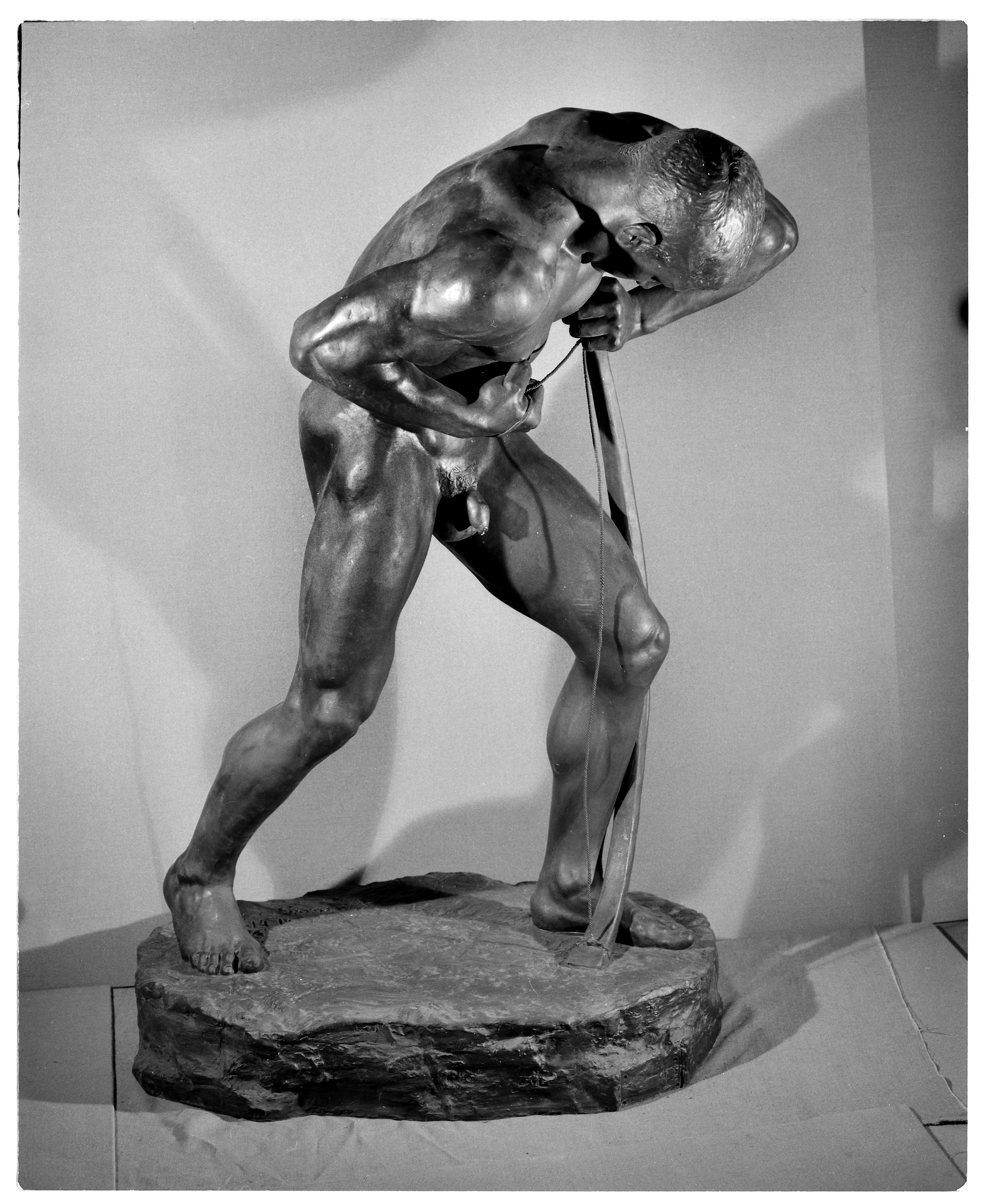
L'archer d'Alfred Marzolff (Mamcs).
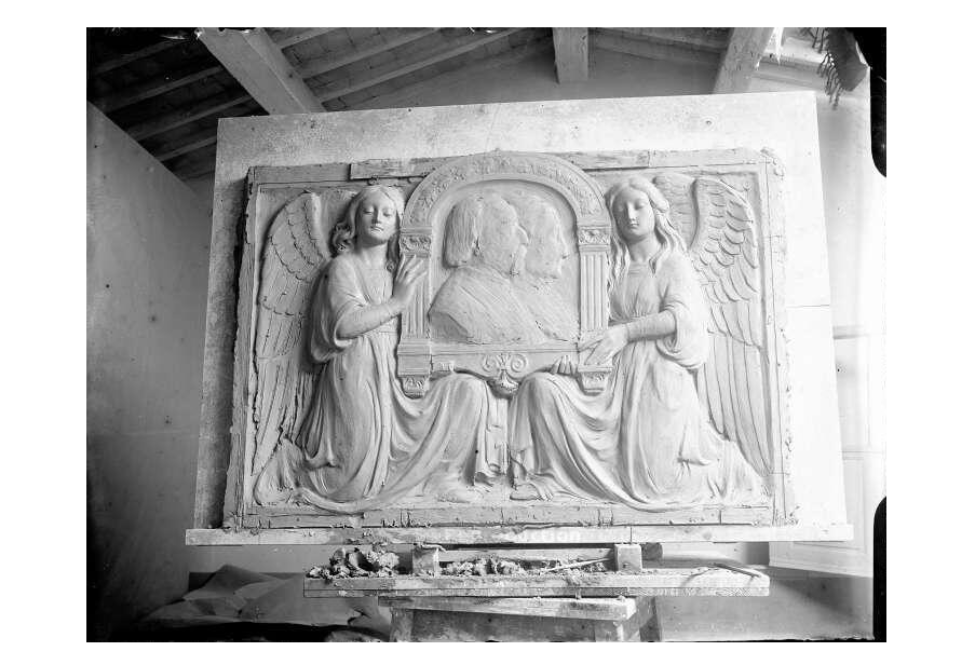
Maquette en plâtre du sarcophage de Pauline et Hugo zu Hohnelohe-Öhringen réalisée par A. Marzolff et photographiée par L. Blumer.
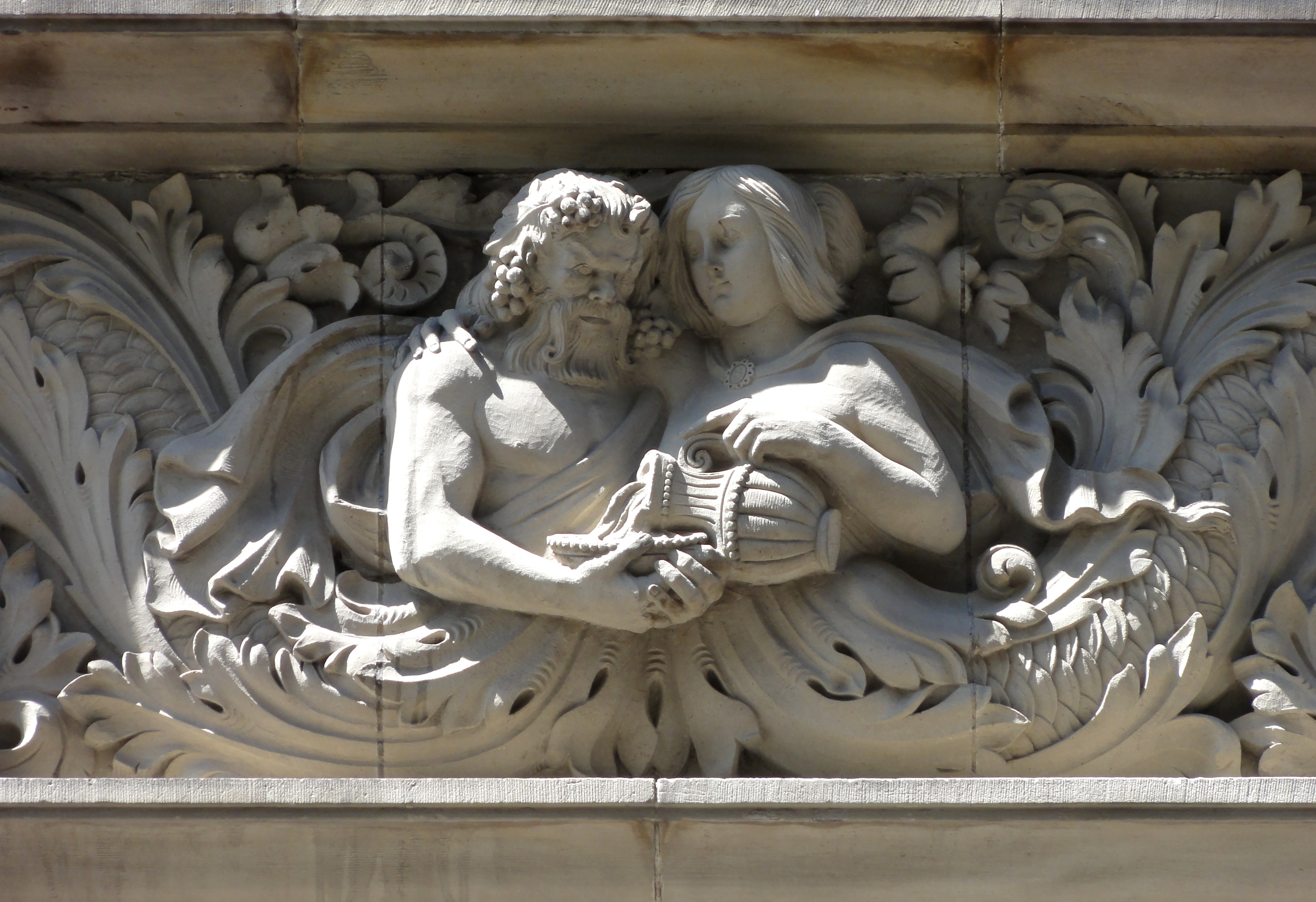
Villa Marzolff, détail du balcon.

Cette famille de mécènes a donné deux Statthalter (gouverneurs) à l'Alsace, Chlodwig zu Hohenlohe-Schillingsfürst(1885-1894) et Hermann zu Hohenlohe-Langenburg (1894-1907) (portrait en 1897), ainsi qu'un député Alexandre de Hohenlohe-Schillingsfürst, député de Haguenau-Wissembourg de 1893 à 1903. En 1901, il  réalisera les deux reliefs de bronze du sarcophage de Hugo et Pauline Hohenlohe-Öhringen dans la collégiale de Öhringen dans le Wurtemberg (la maquette des deux reliefs en plâtre a été prise en photo par Lucien Blumer).

### Un sculpteur portraitiste et éclectique
Cette œuvre lui vaut de nombreuses commandes comme des bustes, des médaillons ou des plaques funéraires de personnalités ou de notables alsaciens.

#### Les bustes
Il fait les bustes du peintre alsacien et membre du cercle Saint-Léonard Léon Hornecker (1894), de Friedrich Goltz, médecin et professeur en physiologie à l'université de Strasbourg de 1872 à 1902, qui fit construire l'institut par l'architecte E. Salomon (buste au cimetière Saint-Urbain de Strasbourg en 1902), d'Eugène Boeckel, chirurgien et professeur à la Faculté de médecine de Strasbourg, dans le jardin de l'Hôpital civil (1903), de sa mère Caroline Marzolff (1907) et du pasteur Louis Gustave Heyler (1869-1904) qui a sorti les agriculteurs de Hœrdt de la pauvreté en y introduisant la culture de l'asperge à partir de son observation des méthodes culturales de Philippeville lorsqu'il était en Algérie (1911). En 1916, il fait le buste en plâtre de Guillaume Gillig, ami d'A. Marzolff et propriétaire de l'auberge au Bœuf de Sessenheim et où se trouve le premier musée des amours de Goethe et de Frédérique Brion. En 1918, il réalise le buste du maire de Haguenau, Xavier Nessel.

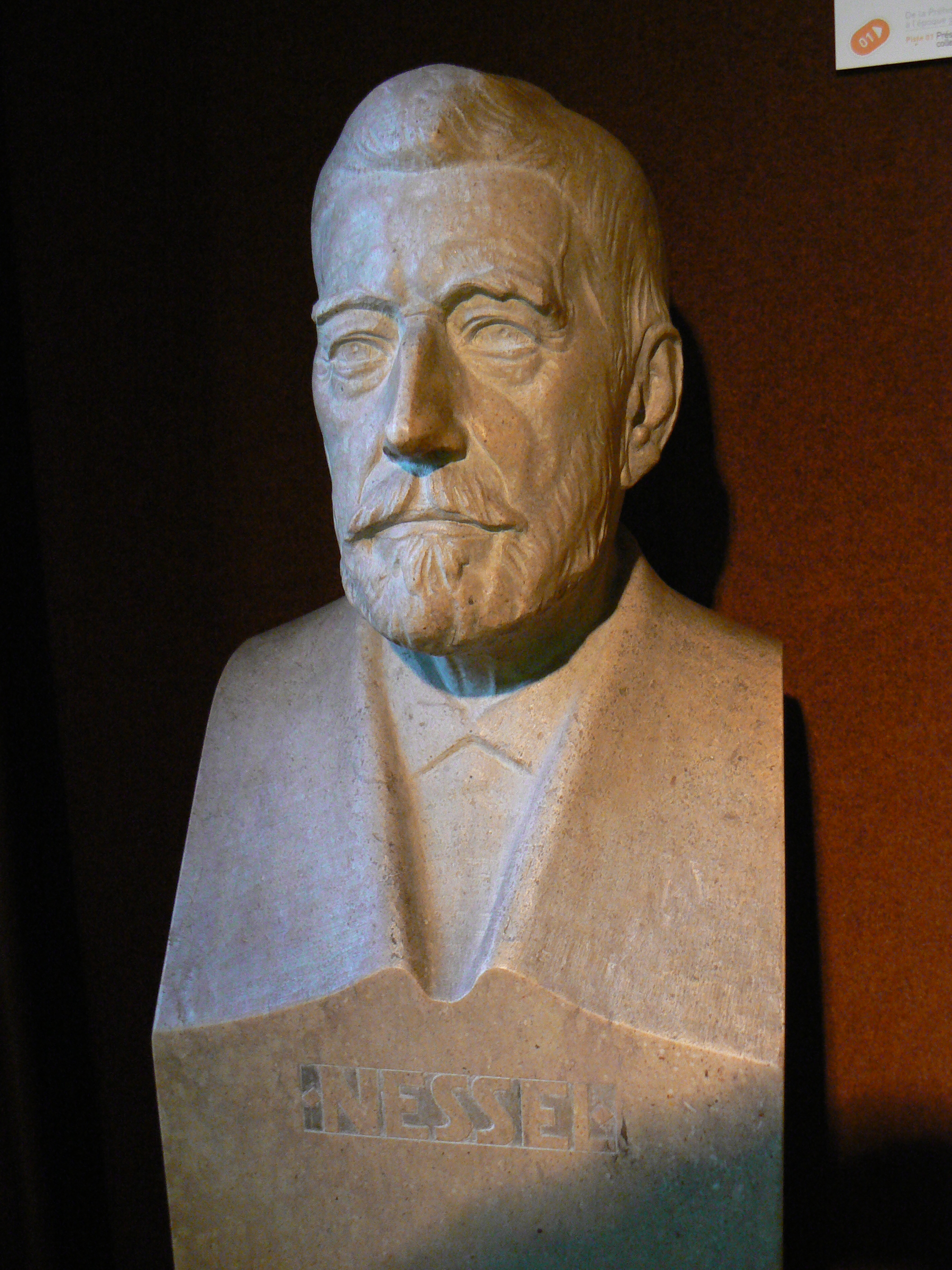
Buste du maire X. Nessel de Haguenau réalisé en 1918 par A. Marzolff.

#### Les médaillons en bronze

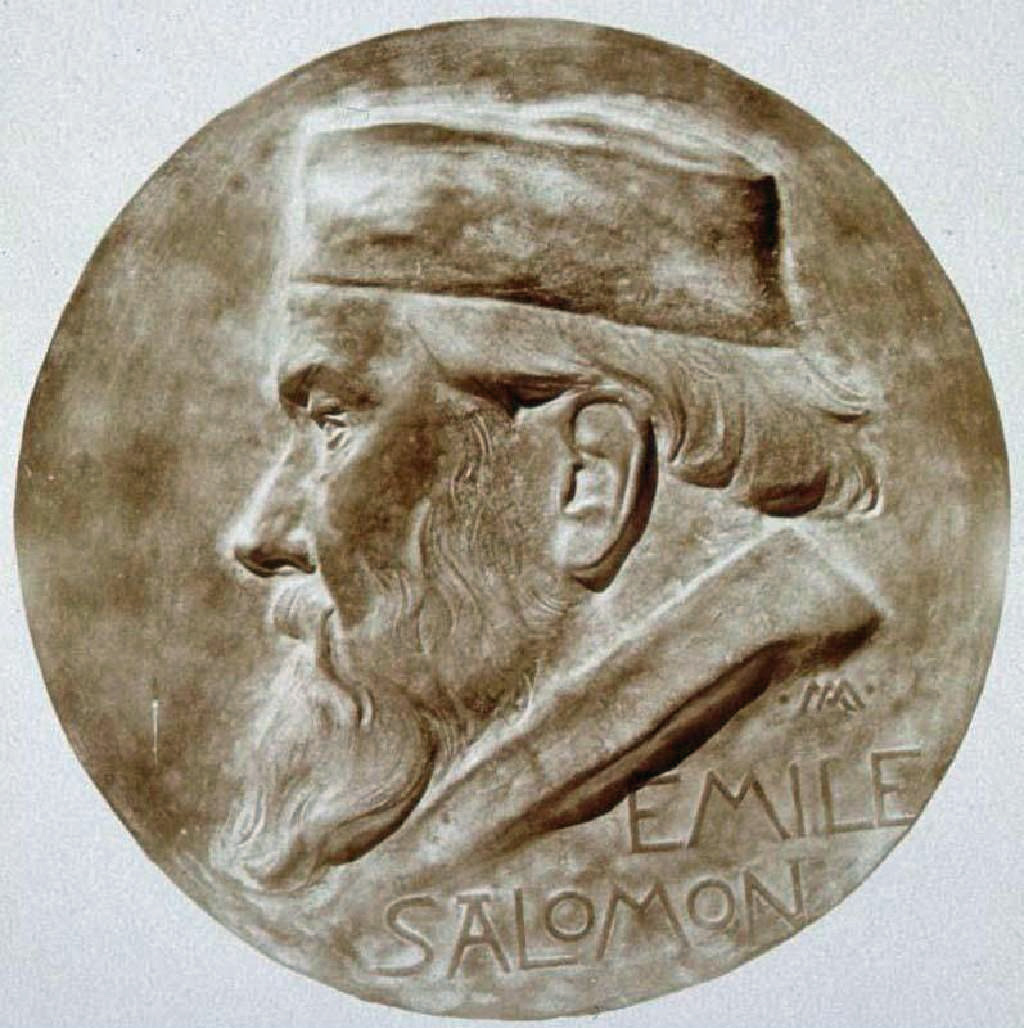
Médaillon d'Émile Salomon par A. Marzolff.

Il se spécialise dans les médaillons. En 1905, il réalise le médaillon d'Adolf Michaelis, archéologue allemand ayant réalisé une collection de moulages de sculptures grecques à l'université. Il réalise ainsi le médaillon de Charles-Émile Salomon, président des Amis des Arts de Strasbourg architecte de la ville de Strasbourg (1910) qui a reconstruit le Temple-Neuf et a construit l'école protestante, le gymnase Jean-Sturm, ainsi que l'institut de physiologie de l'hôpital civil de Strasbourg< Il fait les médaillons du poète alsacien Daniel Hirtz (1893), de prêtres historiens de leur ville, le chanoine Joseph Gyss à Obernai (1900) ou de l'abbé Hanauer à Haguenau (1917), de nobles comme un bas-relief du sous-secrétaire d'État aux finances d'Alsace-Lorraine Max von Schraut en 1894, un médaillon de Joseph von Stichaner (situé rue du Général-Leclerc à Wissembourg), préfet du cercle de Wissembourg de 1872 à 1886 (1892-1893), restaurateur du château du Fleckenstein et des pierres tombales de l'église de Wissembourg, et des bronzes ou des médaillons des familles Hohenlohe-Schillingsfürst et Hohenlohe-Öhringen, comme le médaillon des noces d'or du prince Clowig (1897),,. Il fait les deux médaillons en bronze de Rouget de Lisle et du maire Dietrich sur le monument de la Marseillaise (1922) déplacés après sa destruction par les nazis sur la façade de la Banque de France. Il sculpte les médaillons pour deux maires, celui du monument dédié à son ami, l'ancien maire de Strasbourg, Jacques Peirotes et du maire de Gambsheim (1882-1919), Joseph Zimmer (1927). En 1929, il sculpte le médaillon d'Henri Borromée, préfet du Bas-Rhin de 1922 à 1930. Il réalise la stèle commémorative d'Alexandre Ribot (1884-1923), le fondateur du Crédit Immobilier, que l'on trouve sur la place des Rouges-Gorges dans le quartier du Neuhof de Strasbourg (1930-1932). En 1894, il réalise un Profil d’homme, bas-relief en bronze dont le fondeur est la société Thiébaut frères.

#### L'art funéraire
Il sculpte également des statues, des tombeaux ou des croix funéraires. Il réalise un ange et un médaillon des époux sur les tombeaux de Marie-Jeanne Dergermann et de son époux au cimetière protestant de Barr (1893). Il est l'auteur de la plaque funéraire de Lucie Berger, la directrice du pensionnat protestant de jeunes filles au cimetière des diaconesses de Koenigshoffen en 1906. Il fait la statue d'une Femme éplorée sur la tombe du notaire Jean Michel au cimetière d'Oberbronn en 1916. Il sculpte la plaque du caveau de la famille Ulrich réalisée par Hippolyte Grombach (1922).

#### Les félins en céramique

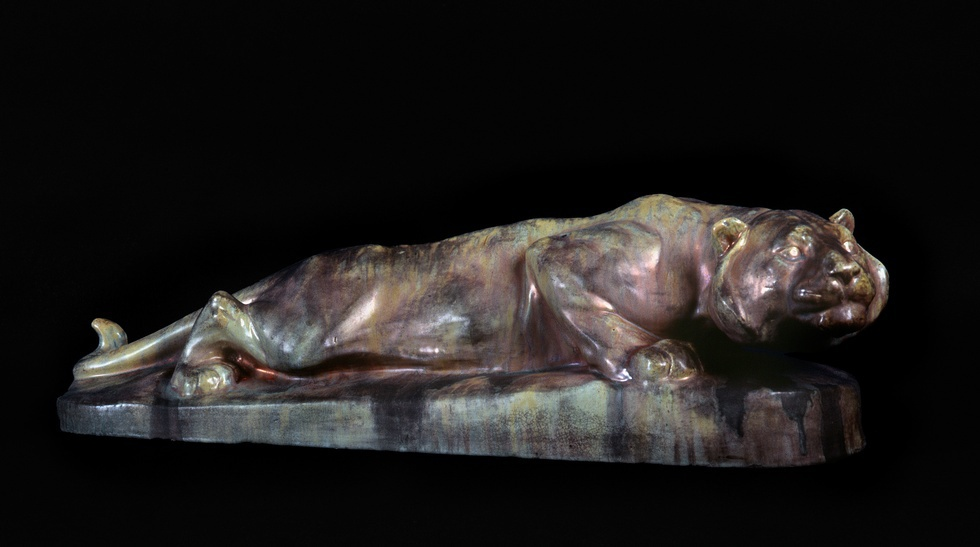
Panthère d'A. Marzolff en céramique avec la collaboration d'Elchinger.

Alfred Marzolff a deux périodes de travail avec les céramistes de Soufflenheim. Il expérimente avec Philippe Elchinger et fils à la manufacture des céramiques Elchinger, dans les années 1905-1907, des félins en céramique. Alfred Marzolff fait les moules en plâtre, dont un exemplaire est conservé dans les réserves du musée historique de Haguenau. Le céramiste Elchinger les réalise avec des émaux de couleur différente. On trouve ainsi La Panthère en grès émaillé vert clair avec coulures de cuivre et d'argent réalisée à Soufflenheim avec Léon Elchinger (1906) conservée actuellement au MAMCS (70 cm). On trouve également La Lionne accroupie en céramique de couleur verte (70 à 75 cm) et La Lionne de couleur grise (65 cm) en 1907 possédées par des collectionneurs privés. Un catalogue sur la céramique à Soufflenheim montre un original du lion d'Alfred Marzolff mais il précise que de nombreuses variantes de 40 à 70 cm ont été créées sans l'autorisation ou la signature du maître, de même le lieu de la création n'est pas toujours précisé.
De 1919 à 1936, Alfred Marzolff travaille avec un autre céramiste Ernest-Jean-Xavier Elchinger qui signe sous le nom de Jean Garillon. Ils travaillent ensemble sur La Lionne à l'affût,. Alfred Marzolff fait pour Jean Garillon des vide-poches ou cendriers comportant une sirène de couleur bleu lapis-lazuli  (les réserves du musée historique de Haguenau) et des porte-couteaux zoomorphes pour le céramiste. Le bleu dont Jean Garillon est le seul céramiste de Soufflenheim à utiliser la couleur est un moyen de reconnaître la période de création de la pièce en céramique. Par un article de 1928, on sait qu'Alfred Marzolff a réalisé des statuettes, comme Diane, des taureaux et des chevaux dont il ne reste plus aucune trace.

### Embellir l'espace public
Ses sculptures embellissent les places publiques, les parcs, les ponts et les bâtiments publics.

#### Les commandes des municipalités

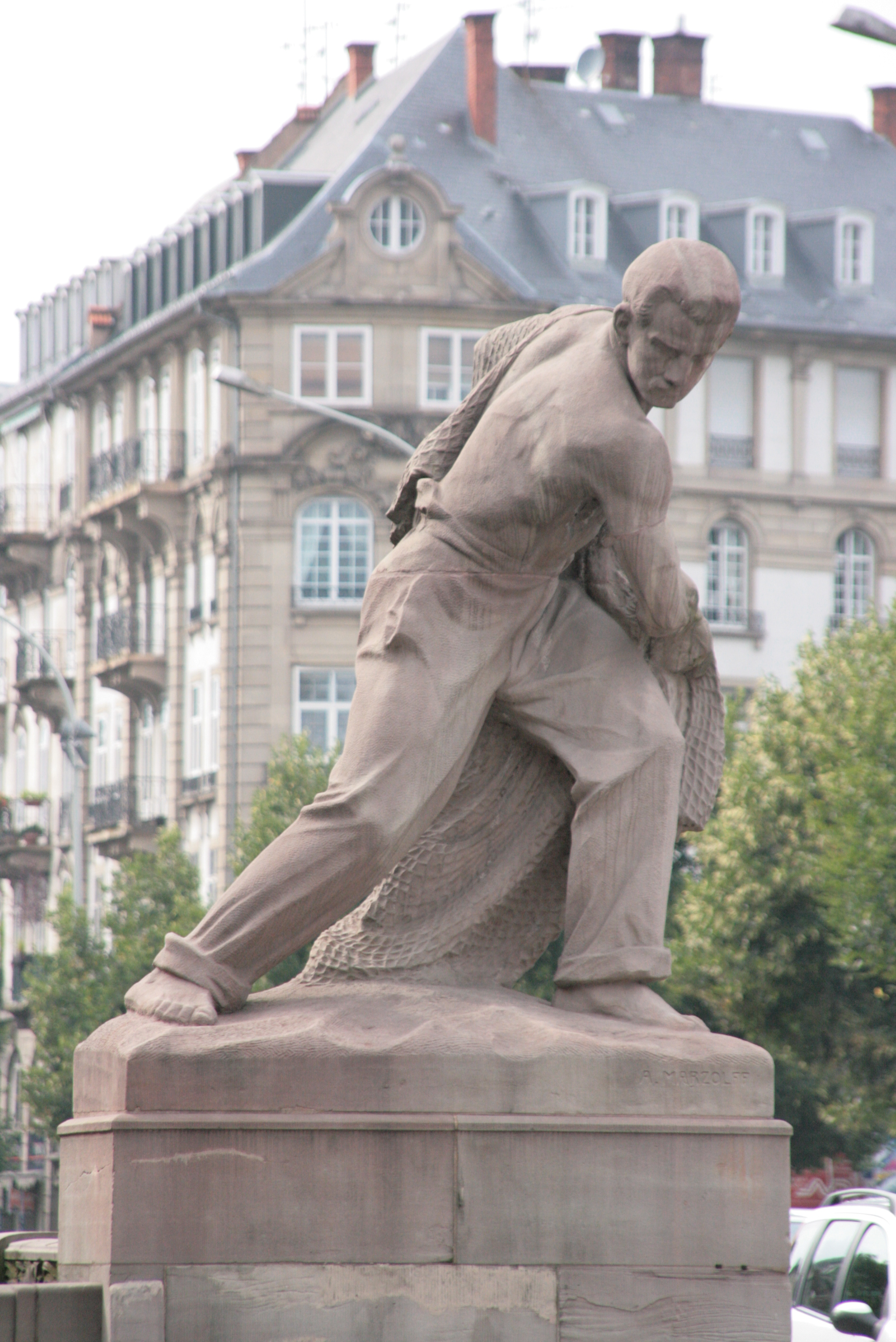
Une des trois statues d'origine d'A. Marzolff sur les quatre du Pont Kennedy de Strasbourg.

Grâce au soutien de son ami Charles Spindler et d'Anselme Laugel (le créateur du Cercle de Saint-Léonard) , il réalise la sculpture de la fontaine Sainte-Odile sur une des places d'Obernai (1904). Il fait une partie de la décoration du parc de l'Orangerie en sculptant au moment de l'exposition industrielle de Strasbourg, en 1895, le buste du compositeur Victor Nessler, auteur de deux œuvres musicales très populaires en Allemagne, Le Joueur de flûte de Hamelin (Das Rattenfänger von Hameln, 1879) et der Trompeter von Säckingen (1884). Il réalise la statue d'Hercule terrassant le lion (1905). Le peintre et photographe Lucien Blumer a pris deux photographies de Hercule terrassant le lion dans l'atelier d'Alfred Marzolff.
En 1906-1907, l'architecte Fritz Beblo lui confie la réalisation des Viermännerbrücke (Quatre hommes du pont), deux pêcheurs, un haleur et un pelleteur du pont de la Forêt-Noire reliant le port du Rhin à la gare (aujourd'hui pont Kennedy). Lothar von Seebach, peintre impressionniste allemand originaire de Fessenbach (à côté d'Offenburg) installé à Strasbourg, représente Alfred Marzolff réalisant la sculpture d'une des quatre statues dans son atelier 3, rue des Pontonniers.
Alfred Marzolff représente des métiers du peuple, il s'inspire en cela du sculpteur belge Constantin Meunier dont les premières sculptures d'ouvriers en 1886 annoncent les sculptures du réalisme socialiste en héroïsant la figure du travailleur. En 1907, Alfred Marzolff représente des métiers qui vont disparaître au milieu des années 1920 remplacés par des chevaux, puis des tracteurs : le pelleteur retirait le sable et les graviers des rivières à l'aide d'une sorte de pelle et les chargeait dans une barque tirée par un haleur à l'aide d'une corde et d'un harnais le long des berges de l'Ill. On voit également deux pêcheurs, l'un lance son filet, l'autre le ramasse.
En 1945, le pelleteur a été renversé par un camion militaire, une copie a été réalisée en 1950 par le sculpteur Jean Henninger à l'aide d'une maquette conservée par la veuve d'Alfred Marzolff. Il n'y a donc que trois statues d'origine.

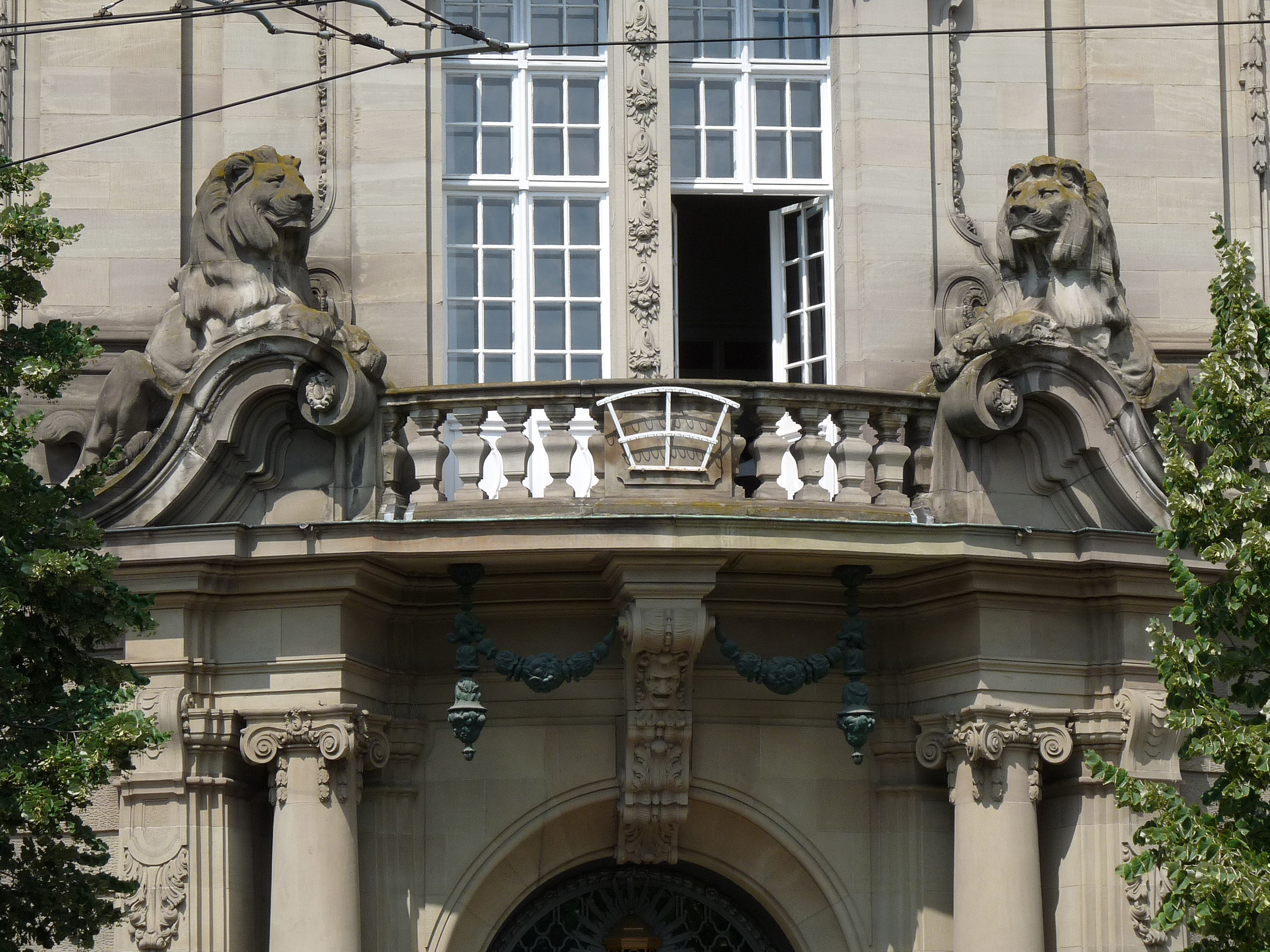
Les lions d'A. Marzolff sur le ministère Est, actuelle préfecture de Strasbourg.

#### Les commandes publiques du Reichsland Elsaß-Lothringen
Alfred Marzolff, en raison de sa proximité avec la famille Hohenlohe et avec le sous-secrétaire d'État aux finances d'Alsace-Lorraine Max von Schraut, reçoit une commande pour orner les bâtiments administratifs construits autour de la place Impériale (actuelle place de la République).
Sous la direction d'Eugène Dock, il est un des sculpteurs avec Horst, Riedel, Johann Riegger (le sculpteur des 22 médaillons de la bibliothèque nationale et universitaire de Strasbourg) et Hippolyte Grombach de l'Hôtel des postes impériales, situé dans la Kaiser-Wilhelmstrasse (avenue de la Liberté) réalisé de 1897 à 1899.
Parmi les trois membres du jury chargé de sélectionner les projets des ministères Ouest, actuelle Trésorerie, (1899-1902) et Est (1907-1912), on trouve le sous-secrétaire Max von Schraut, Alfred Marzolff obtient, en 1911, la réalisation des deux lions qui ornent le fronton du portail du ministère Est, actuelle préfecture administrative d'Alsace et du Bas-Rhin. Selon l'historien Karl Nohlen, Alfred Marzolff obtient la somme la plus importante parmi les sculpteurs, F. Funck, Albert Schultz, Burth, chargés d'embellir le ministère Est.
Après l'extension de l'hôpital civil de 1875 à 1918, Gustave Oberthür demande à Alfred Marzolff de réaliser le buste du professeur de pathologie chirurgicale (1871-1900) Eugène Boeckel (1903) dans l'enceinte de l'Hôpital civil, derrière l'ancienne pharmacie. Sa statue Allégorie de la maladie pour la commémoration de Pasteur n'est pas retenue. Cette statue d'un homme terrassant un serpent (1919) sera installé en haut des escaliers de l'Institut de bactériologie devant l'entrée des Urgences de l'hôpital civil de Strasbourg, 3, rue Koeberlé.

### Un artiste au cœur des réseaux de défense de la culture alsacienne

#### Le cercle de Saint-Léonard

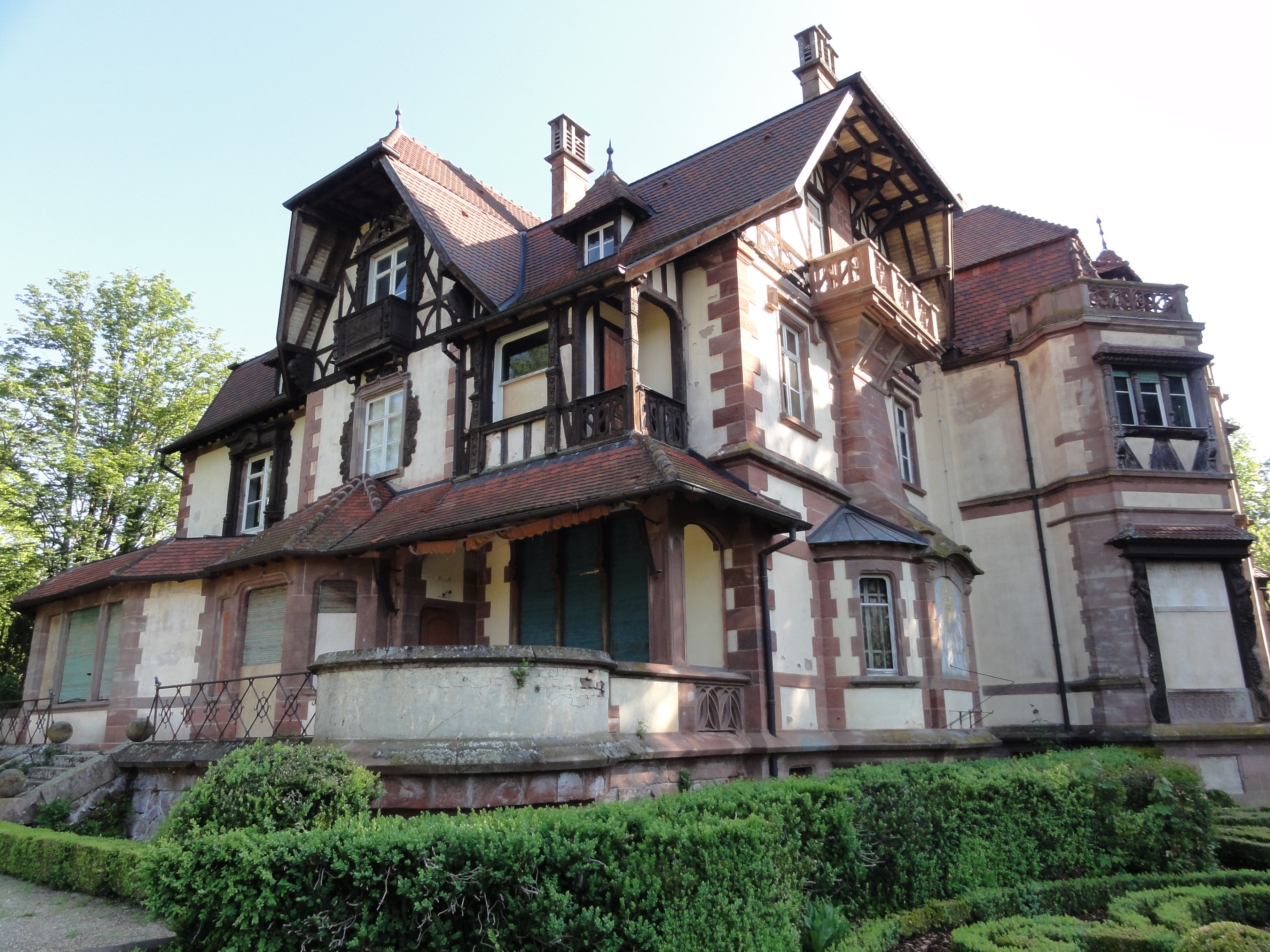
La Léonardsau à Boersch, lieu de réunion du cercle Saint-Léonard.

Le cercle de Saint-Léonard est un cercle d'artistes alsaciens composé de sculpteurs (Alfred Marzolff), de musiciens et compositeurs (Marie-Joseph Erb) ou d'artistes polyvalents à la fois aquarellistes, peintres, graveurs et illustrateurs, comme Charles Bastian, Léon Elchinger, Lothar von Seebach (1853-1930), Léo Schnug (1878-1933) et Charles Spindler (1865-1938). Ce cercle fondé par Anselme Laugel, député francophile au parlement régional d'Alsace-Lorraine de 1900 à 1911 où il préside le Centre alsacien, cherche à défendre la spécificité de la culture alsacienne tiraillée entre les influences française et allemande au moment où l'Alsace est devenue allemande en 1870 et où on assiste à une montée du nationalisme français pour récupérer les deux provinces perdues de l'Alsace et de la Lorraine (Moselle). Ces artistes trouvent ainsi leur inspiration dans l'art populaire régional. Alfred Marzolff est considéré comme « le noyau dur des artistes à l'origine du cercle ».

#### Les cercles gastronomiques, lieux de la renaissance culturelle alsacienne
Alfred Marzolff fait partie des invités de Georges Haehl, fabricant de bougies, à La Robertsau, dans un cercle appelé « Dîner des Treize » ou « Cercle de la Robertsau » qui réunit artistes, écrivains français et allemands, ainsi que des musiciens. 

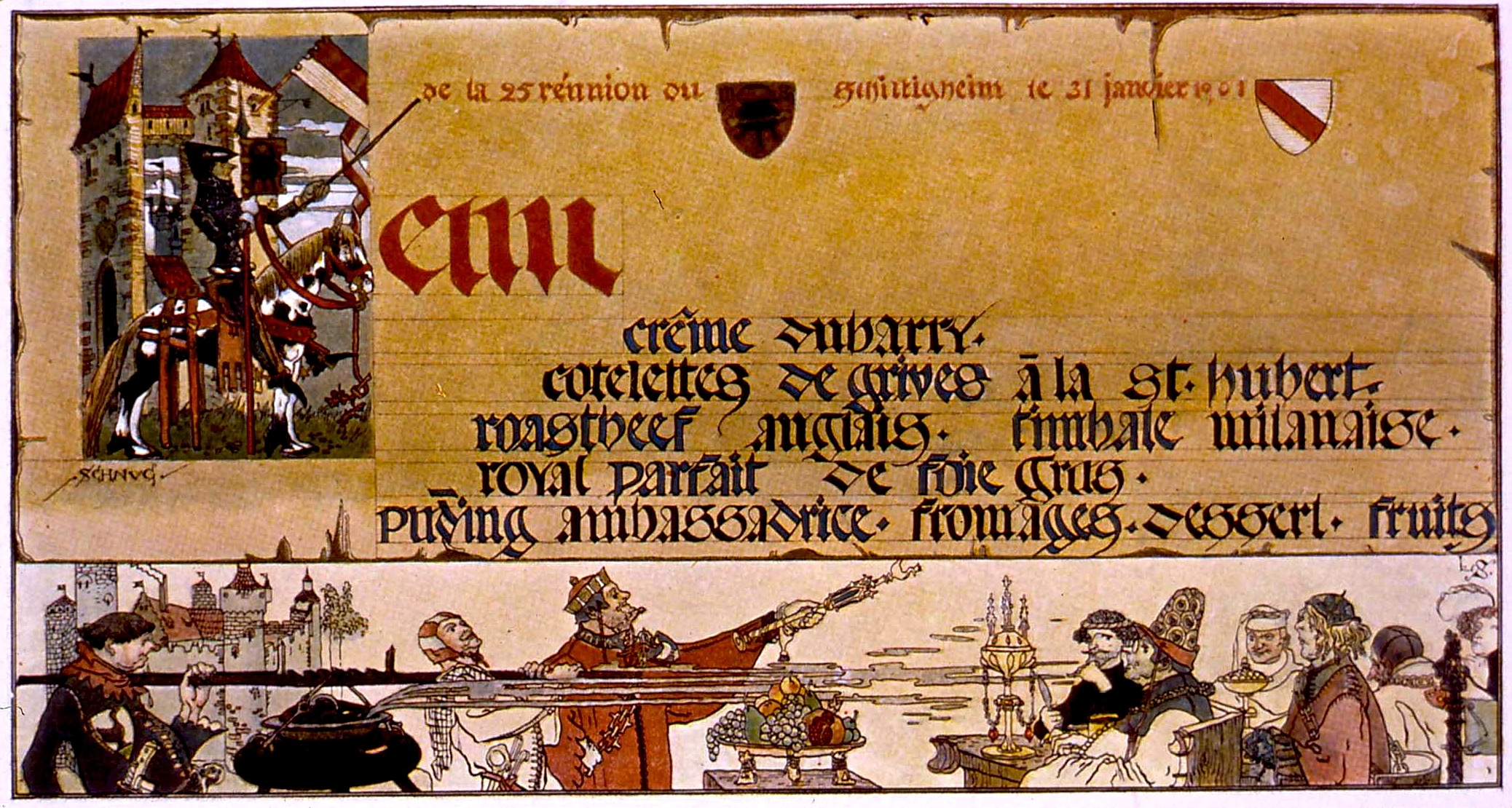
Un des menus décoré par Léo Schnug lors des réunions culturelles de la Kunschthaafe.

Alfred Marzolff participe également à Kunschthafe (Marmites de l'art) à Schiltigheim organisé par Auguste Michel, producteur de foie gras et mécène des artistes alsaciens de 1896 jusqu'à sa mort en 1909. Ces dîners réunissant une quarantaine d'artistes, d'écrivains, des conservateurs de musées, des industriels (docteur Sorgius, dirigeant de la société Quiri), des collectionneurs et des hommes politiques alsaciens (Pierre Bucher) servent de cercle de réflexions où s'élabore la défense de la culture alsacienne. Des réunions des différents artistes alsaciens (musiciens, écrivains, sculpteurs, peintres), hommes politiques et mécènes à la Kunschthafe naîtront le Théâtre alsacien (1898), la Maison d'art alsacienne (dont Alfred Marzolff sera un des directeurs artistiques), 6 rue Brûlée (1905), le musée alsacien (1904) et , la Revue alsacienne illustrée (1898). Alfred Marzolff est un des acteurs de cette stratégie de défense de la culture alsacienne, il participe ainsi à la revue Images alsaciennes de 1895 à 1896 devenue, par la suite, Revue alsacienne illustrée qui diffuse l'Art nouveau. Cette floraison culturelle est comparée à une véritable « Renaissance alsacienne du début du XXe siècle » (Armand Peter, Auguste Michel et le Kunsthafe),.

#### L'association des artistes strasbourgeois
A. Marzolff fréquente la Société des Amis des Arts, dès 1891 destinée à promouvoir les jeunes artistes. Les artistes alsaciens sont au centre de l'affrontement politique et culturel entre la Société des Amis des Arts, association francophile tournée vers la peinture française et la Strassburger Kunstverein, association des artistes strasbourgeois (1883-1890), qui favorise les artistes allemands. Les artistes alsaciens se considèrent marginalisés par la Société : leur spécificité régionale n'est pas mise en valeur.
Les artistes alsaciens décident de s'organiser par l'intermédiaire du réseau Saint-Léonard en multipliant les expositions, comme en 1894 où les œuvres d'Alfred Marzolff sont exposés aux côtés de celles de Léon Hornecker, Lothar von Seebach et Charles Spindler. Les Amis des Arts décident de soutenir les jeunes artistes strasbourgeois dirigés par Gustave Stoskopf pour une première grande exposition à Strasbourg en 1897, le salon Strasbourg-Novembre, une sorte de « salon des artistes alsaciens », à l'hôtel de ville réservé aux seuls artistes professionnels ayant exposé à Paris, Munich ou Berlin et sélectionné par un collectif d'artistes alsaciens professionnels. À ce salon, on trouve pas moins de 16 œuvres d'Alfred Marzolff. En 1903, l'association des artistes strasbourgeois (qui deviendra l'ADIA, l'association des artistes indépendants d'Alsace) organise une autre exposition au salon des Rohan de Strasbourg qui est un véritable succès : 10 000 visiteurs et 60 œuvres acquises. Se posant rapidement en rivaux de la Société des Amis des Arts, les jeunes artistes alsaciens sont exclus du salon organisé par les Amis des Arts en 1904. En réaction, les artistes, dont Alfred Marzolff, dirigés par Gustave Stoskopf  adhèrent à la Société des amis des arts de la région du Rhin, Verband der Kunstfreunde in den Ländern am Rhein, association qui favorise les Arts décoratifs et les répand en Alsace. 
En 1905, Charles Spindler et Gustave Stoskopf fondent l'Union des artistes strasbourgeois auquel adhère A. Marzolff et tous les artistes du groupe Saint-Léonard avec un lieu d'exposition à la Maison d'art alsacienne, 6 rue Brûlée (1905) aménagée par Gustave Oberthür et dirigée par Gustave Stoskopf dont Alfred Marzolff est un des directeurs artistiques. L’inauguration de la Maison d’art alsacienne  est réalisée, le 10 décembre 1905, en présence du gouverneur d'Alsace-Lorraine, le Statthalter Hermann von Hohenlohe-Langenbourg, dont la famille est le mécène d'Alfred Marzolff et du sous-secrétaire d’État aux finances Max von Schraut dont le sculpteur a fait le portrait sur un bas-relief neuf ans plus tôt.
En 1906, l'association des artistes strasbourgeois organise à Karlsruhe une exposition. Ces 24 artistes qui présentent 100 œuvres sont les sculpteurs Alfred Marzolff, Albert Muschweck, Robert Rauschert, Albert Schultz, Jean-Désiré Ringel d'Illzach et les peintres Henri Beecke, Lucien Blumer, Paul Braunagel, Auguste Cammissar, Georges Daubner, Anton Dieffenbach (de), Anna Giesler, Alphonse Graser, Théodore Haas, Léon Hornecker, Albert Koerttgé, Théodore Knorr, Paul Leschhorn, Henri Loux, Alfred Pellon, Joseph Sattler, Léo Schnug, Lothar von Seebach et Gustave Stoskopf,. En 1910, lors d'une exposition à Metz, l'empereur Guillaume II admire L'Archer. En 1912, A. Marzolff expose le lion destiné au Parc zoologique et botanique de Mulhouse au palais Rohan de Strasbourg aux côtés d'Antoine Bourdelle, Jules Dalou et Auguste Rodin qui présente Le penseur.

#### Les marchands d'art
L'autre réseau qui permet de diffuser les œuvres d'Alfred Marzolff est celui des marchands d'art, il s'agit à Strasbourg de Bader-Nottin et Grombach. La Revue alsacienne illustrée est hébergée dans les locaux de Bader-Nottin, 23 rue de la Nuée-Bleue et ouvre une salle d'exposition permanente des artistes alsaciens à partir de 1899 et organise pas moins de six expositions consacrées aux artistes contemporains alsaciens et aux arts décoratifs (Charles Spindler, Elchinger). Le deuxième marchand d'art est le sculpteur Hippolyte Grombach qui a son magasin, rue Saint-Nicolas, et qui expose les sculptures de son ami Alfred Marzolff, ainsi que les tableaux des peintres alsaciens de Lucien Blumer, Léon Hornecker et d'Émile Schneider, auteur d'un portrait d'Alfred Marzolff qu'il expose à cette occasion. Ce dernier prendra à la tête du mouvement « les peintres de Saint Nicolas », puis de l'association des artistes alsaciens.

### Ses collaborations avec les architectes du Heimatschutz
Alfred Marzolff fréquente des architectes appartenant au mouvement du Heimatschutz ou style néo-germanique qui refusent le style historicisant (néo-roman, néo-gothique, néo-Renaissance...) très en vogue dans la Neustadt de Strasbourg et s'attache à l'architecture régionale. De plus, ils s'inspirent des conceptions du Werkbund (1906) qui cherchent un rapprochement entre l'architecture et les industriels. Il s'agit d'architectes comme Fritz Beblo, architecte de la ville de Strasbourg de 1903 à 1919 (la Grande Percée et les Bains municipaux de Strasbourg), Gustave Oberthür (architecte du lycée des Pontonniers de Strasbourg et de nombreuses villas dans le quartier de la Robertsau à Strasbourg) et Édouard Schimpf, architecte de la cité ouvrière du Stockfeld à Strasbourg, Théo Berst (restaurateur du bâtiment du 23 B, quai Saint-Nicolas de Strasbourg qui deviendra le musée alsacien).
Ces architectes qui vont marquer l'urbanisme de l'Alsace sont appelés « la génération de 1910 » ; ils fréquentent le Cercle Saint-Léonard. Certains de ces architectes, Fritz Beblo, Édouard Schimpf, Théo Berst, construisent le château de la Leonardsau du baron Albert de Dietrich à Boersch en suivant les principes du Heimatschutz.

#### Le Pont des quatre hommes de Fritz Beblo
Avec Fritz Beblo, originaire de Breslau (actuelle Wrocław), architecte de la ville de Strasbourg, l'initiateur du mouvement du Heimatschutz, Alfred Marzolff réalise les quatre hommes en grès rose représentant deux pêcheurs, un haleur et un pelleteur du pont Kennedy à Strasbourg (1907). La décision d'attribuer la réalisation du pont à Marzolff revient à son ami Charles Spindler, membre du jury, qui met en avant qu'il est le seul à pouvoir réaliser un pont avec quatre statues.
Fritz Beblo qui construit l'église Sainte-Madeleine de Strasbourg donne à Alfred Marzolff la réalisation du Crucifix avec un christ « athlétique et de bonne corpulence loin des représentations pathétiques ou doloristes », explique le site Archi-Wiki. Le crucifix se trouve sur le fronton Ouest de l'entrée de l'église et a été réalisé en 1910.

#### Les bâtiments d'Art nouveau et d'Art moderne de Gustave Oberthür
Sa collaboration avec l'architecte Gustave Oberthür, originaire de Bischwiller, consiste à décorer sa villa au 3 rue des Pontonniers à Strasbourg avec un balcon représentant un homme et une femme, allégories du Rhin et de la Moselle et des sculptures sur la porte d'entrée. Gustave Oberthür lui commande la statue du docteur Eugène Boeckel pour le jardin de l'hôpital civil et la décoration de la fontaine Sainte-Odile sur la place du Marché à Obernai. Alfred Marzolff réalise les sculptures sur les bâtiments de l'architecte : l'immeuble du 18, rue du 22-Novembre dans le cadre de la réalisation de la Grande-Percée (1910) à Strasbourg, les statues du Stettmeister (Premier magistrat de la ville impériale libre de Strasbourg) Jacques Sturm (1489-1553) et de l'architecte de la Renaissance Daniel Specklin (1539-1589) sur le bâtiment des Petites Boucheries à Strasbourg, les statues de la Famille sur la façade de la Sécurité sociale dans la rue de Lausanne à Strasbourg, les anges (Putti) et les corbeilles de fruits à l'entrée des bains municipaux de Haguenau (1928), la statue d'Emma la lumière dans l'immeuble du Gaz de Strasbourg (1932).

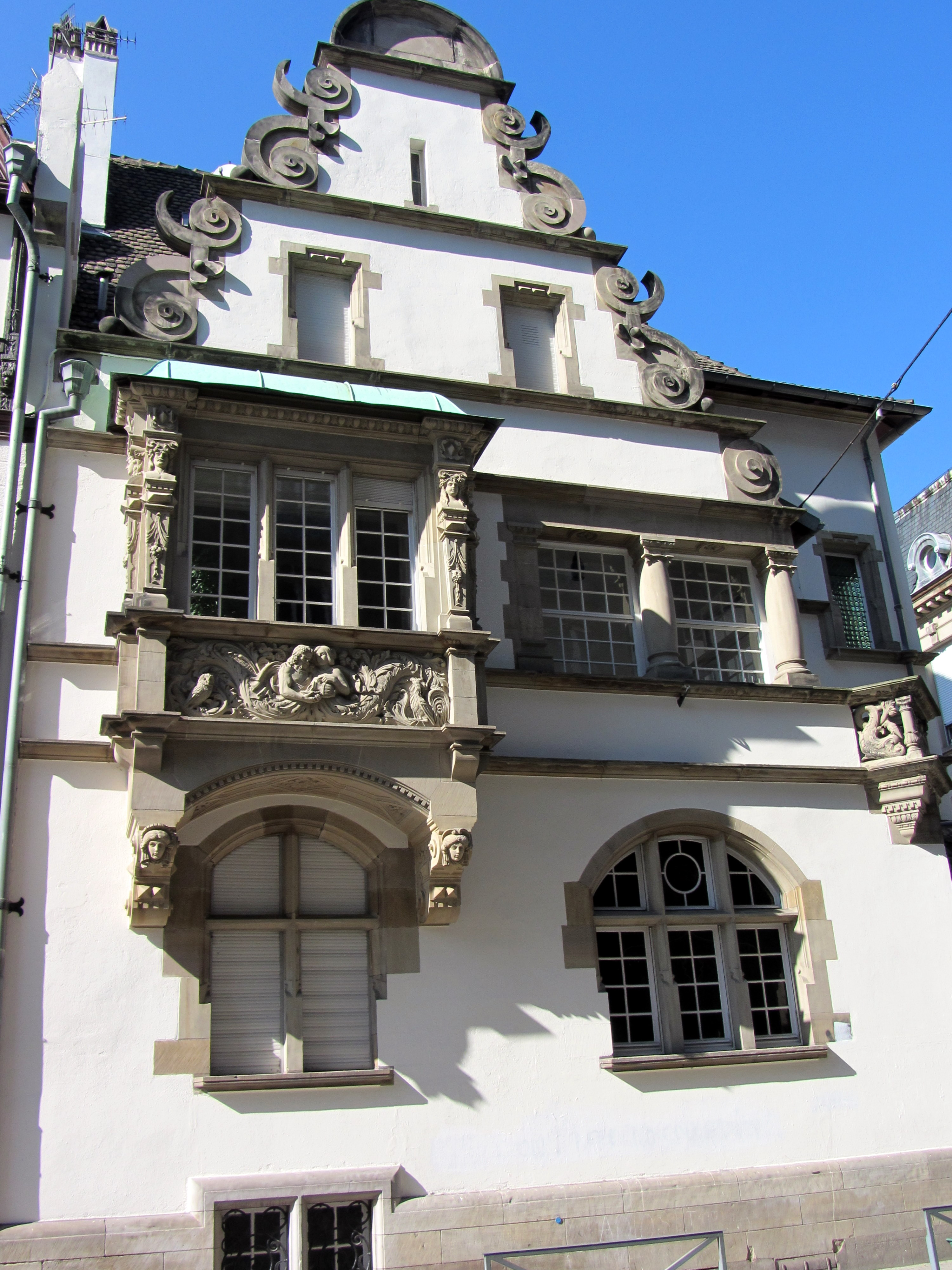
Villa Marzolff par l'architecte Oberthür, décorations d'A. Marzolff.
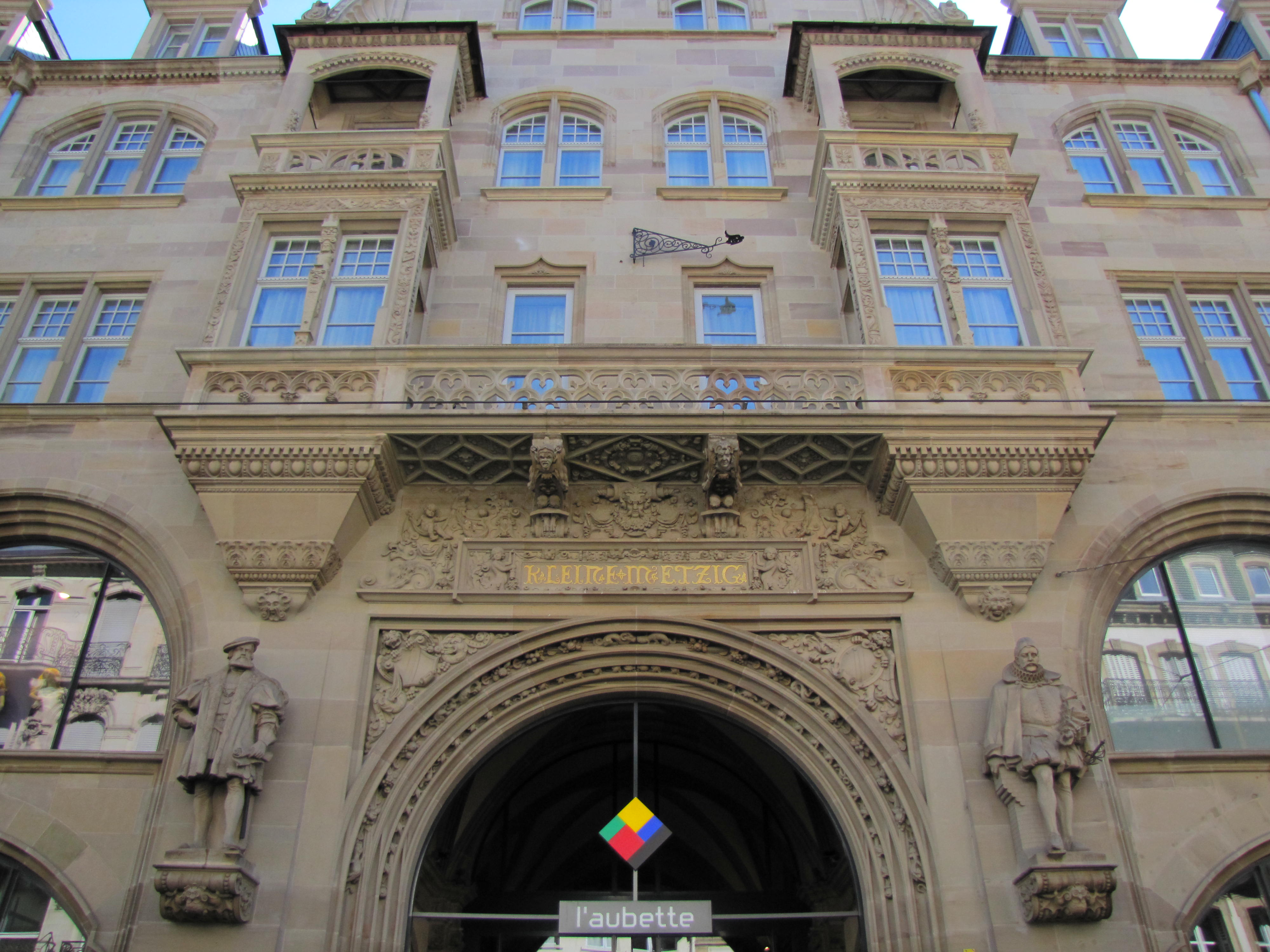
Les statues de J. Sturm et de D. Specklin d'A. Marzolff  sur les Petites-Boucheries (1902).
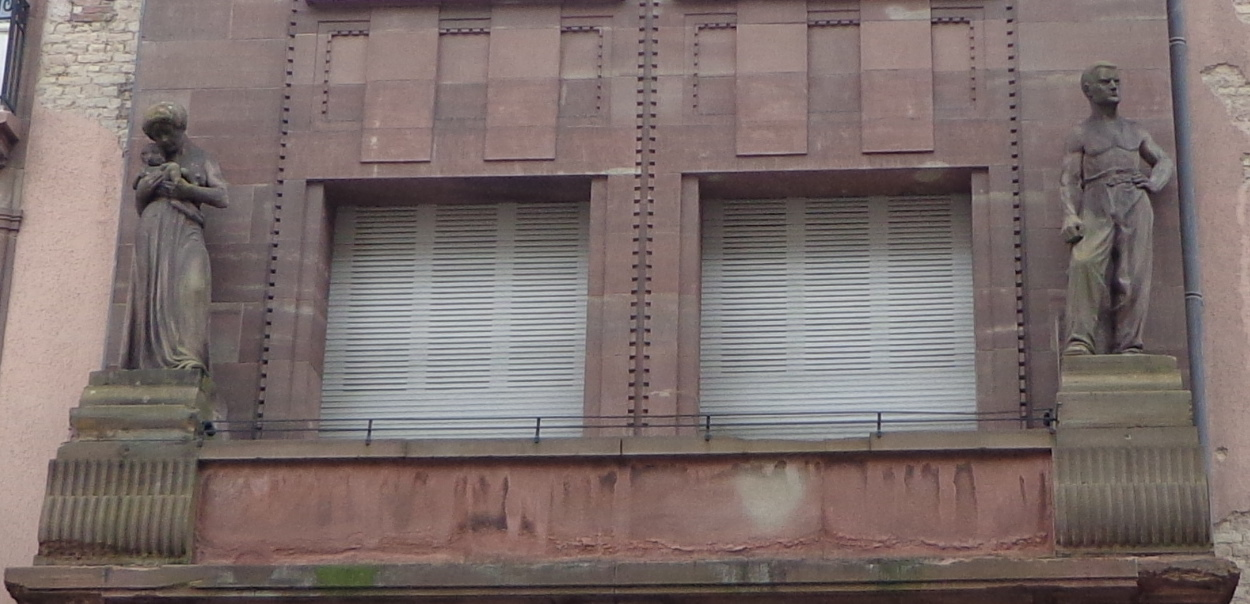
Sculpture d'A. Marzolff, La famille sur le bâtiment de la sécurité sociale de G. Oberthür.
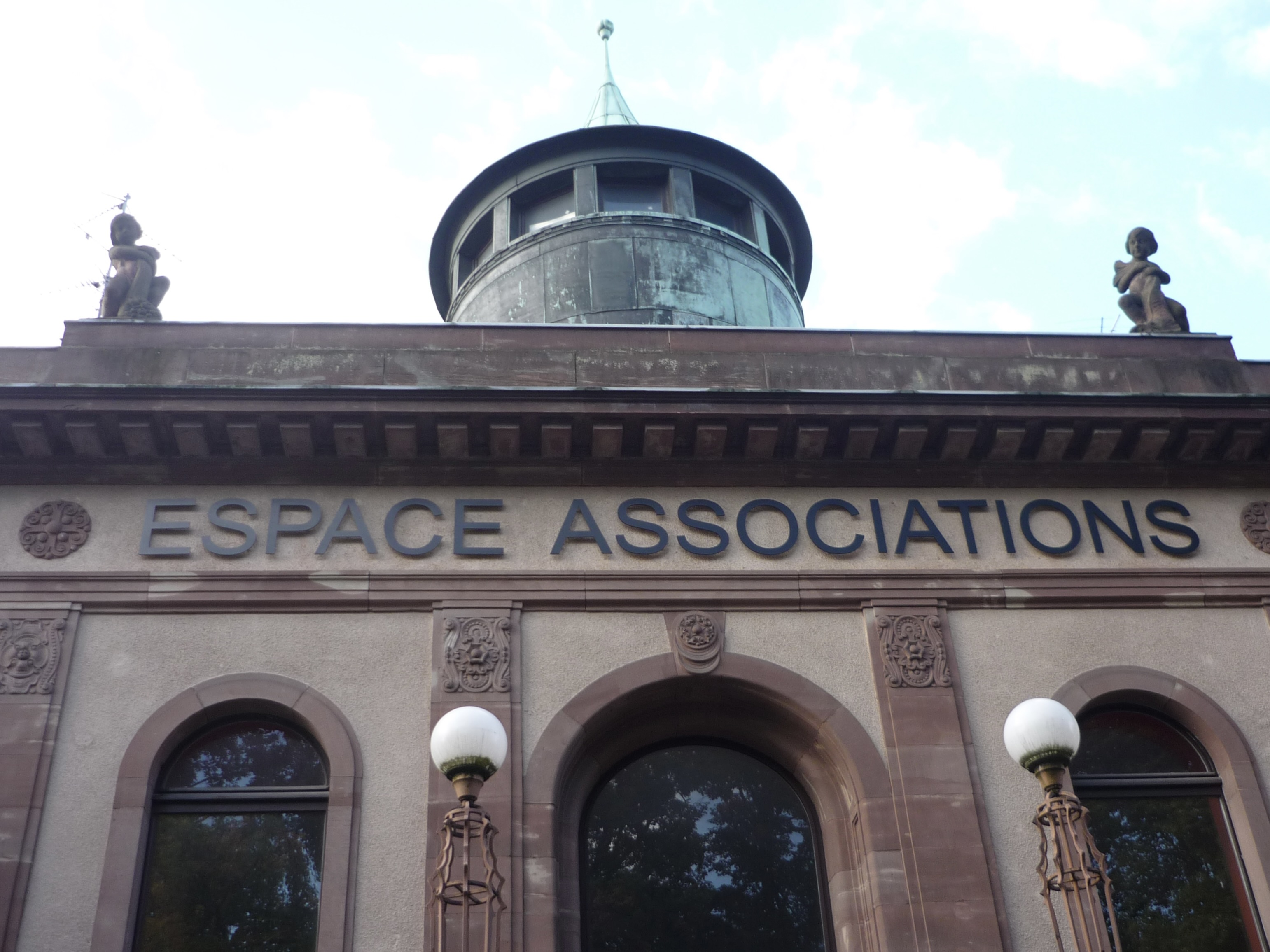
Bains-douches d'Oberthür à Haguenau, sculptures des Putti d'A. Marzolff. Place Robert-Schuman.

#### Les décors des réalisations d'Edouard Schimpf
Il travaille avec un troisième architecte Édouard Schimpf, originaire de Wissembourg. Il réalise le lion au parc zoologique de Mulhouse (1906), le Putto (l'ange) de la maison de l'architecte au 11 rue Gustave-Doré à Strasbourg, le bas-relief des écoliers à l'école maternelle de la rue de la Tour-du-Diable à Mulhouse (1904-1907) et le bas-relief du Christ sur le portail de l'église protestante à Koenigshoffen (1911-1914).

### La période à Rountzenheim (1912-1936): le sculpteur des monuments aux morts

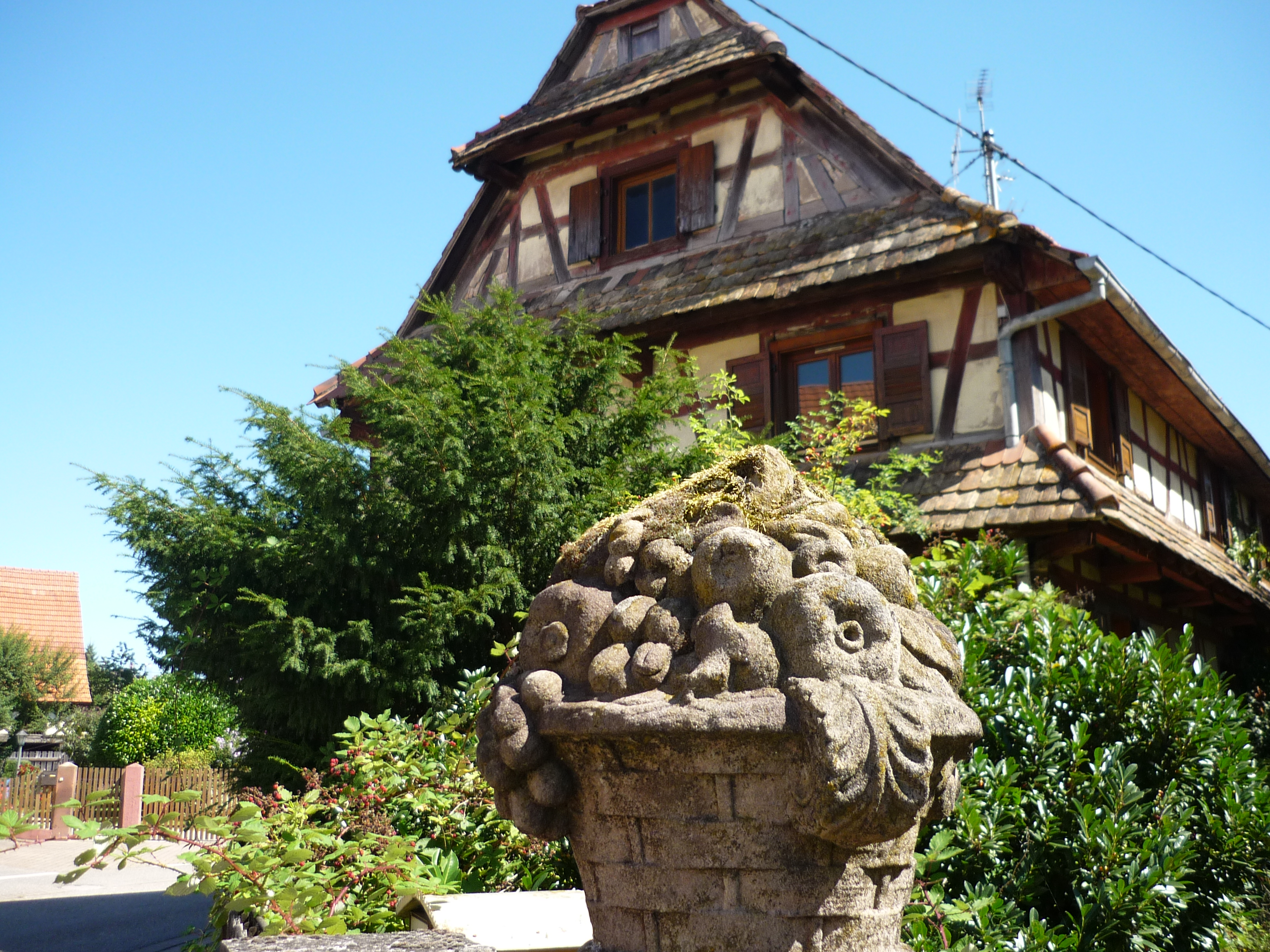
La maison d'A. Marzolff à Rountzenheim avec une corbeille de fruits sculptée.

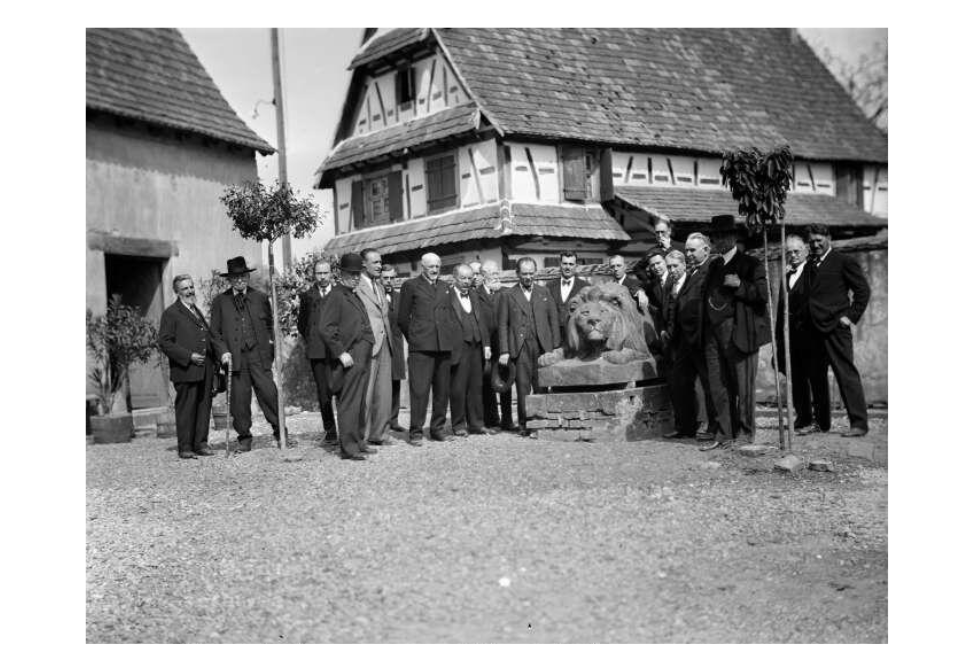
Les amis d'Alfred Marzolff à son domicile à Rountzenheim photographiés par Lucien Blumer.

Les tensions s'exacerbent entre les artistes privilégiant une école alsacienne (Gustave Stoskopf, Charles Spindler), ceux qui choisissent l'appartenance à la France (Léon Hornecker, Emile Schneider après 1912) et ceux qui privilégient l'appartenance à un monde culture européen dont le carrefour artistique serait Strasbourg entre Paris, Munich et Berlin (Emile Schneider). La concurrence des artistes allemands ou français en Alsace limite les commandes aux artistes alsaciens.
Aux tensions politico-culturelles et à la concurrence économique exacerbée s'ajoute le divorce avec son épouse Sophie Strohl en 1910, Alfred Marzolff décide de quitter Strasbourg pour s'installer à Rountzenheim. Alfred Marzolff est loin d'être isolé à Rountzenheim ; il reçoit fréquemment la visite d'artistes alsaciens, comme les peintres Lucien Haffen, Henri Loux et Jacques Gachot (Drusenheim),, de Gustave Stoskopf à Brumath et de Léon Elchinger à Soufflenheim .

#### Le temps des échecs
Juste avant la Première Guerre mondiale et son départ à Rountzenheim, Alfred Marzolff participe à un concours pour réaliser un monument aux morts, ce sera le début de plusieurs échecs.

##### Le monument aux morts de Wissembourg
Son premier échec se passe pour le concours du monument aux morts du Geisberg à Wissembourg, projet porté par Auguste Spinner, en 1909. Parmi les membres du jury, on trouve trois de ses proches, Anselme Laugel du Cercle Saint-Léonard, Charles Spindler et Lucien Blumer. Le premier projet choisi doit être exécuté et les trois autres seront récompensés. Sur les 18 maquettes, 4 sont retenues. Le 17 avril 1909, le projet d'Albert Schultz obtient 7 voix contre 5. Les trois autres projets récompensés sont dans l'ordre celui d'Edouard Preiser, d'Alfred Marzolff (9 voix contre 3) et de Guérin (sculpteur à Metz). Selon Charles Spinder, Alfred Marzolff arrive en deuxième position derrière Edouard Preiser car il s'est écarté des conditions du concours (faire apparaître les quatre périodes des batailles : 1705, 1744, 1793 et 1870 et le caractère général calme du monument et rien de théâtral), alors qu'il bénéficie du soutien de Charles Spindler. Le projet de Marzolff présente, en effet, un cheval cabré sur les pattes arrière ayant fait chuter son cuirassier traîné par terre et retenu au cheval par un des deux étriers, mais ce projet a marqué le jury. Hugo Haug, directeur de la Chambre de commerce et d’industrie de Strasbourg évoque dans une correspondance à son frère son opinion sur les résultats du concours. Selon lui, des impératifs financiers et nationalistes ont guidé le choix du jury : Edouard Preiser a été écarté car son projet de monument était jugé trop coûteux. Les artistes alsaciens auraient préféré Alfred Marzolff, mais comme il n'évoque que le conflit de 1870, il a été écarté par les deux architectes parisiens. Le projet d'Albert Schultz est jugé « le plus banal, mais le meilleur marché à exécuter ». La déception a dû être immense pour Alfred Marzolff qui présentait d'ailleurs trois projets différents, ce qui expliquerait la  réalisation d'une Marseillaise en 1909. C'est donc le sculpteur Albert Schultz qui réalise la sculpture du monument de Wissembourg, ornée d'un coq rajouté par le jury, qui sera d'ailleurs dynamitée par les nazis en 1940. 

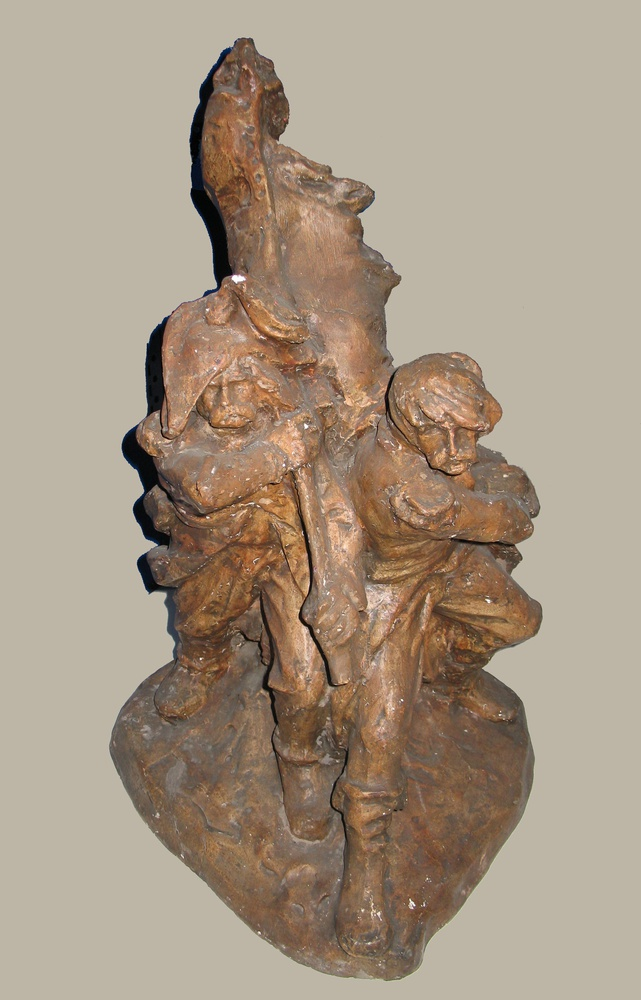
Maquette en plâtre du Monument de la Marseillaise d'Alfred Marzolff (1919).

##### Les projets avortés d'un monument aux morts à Haguenau

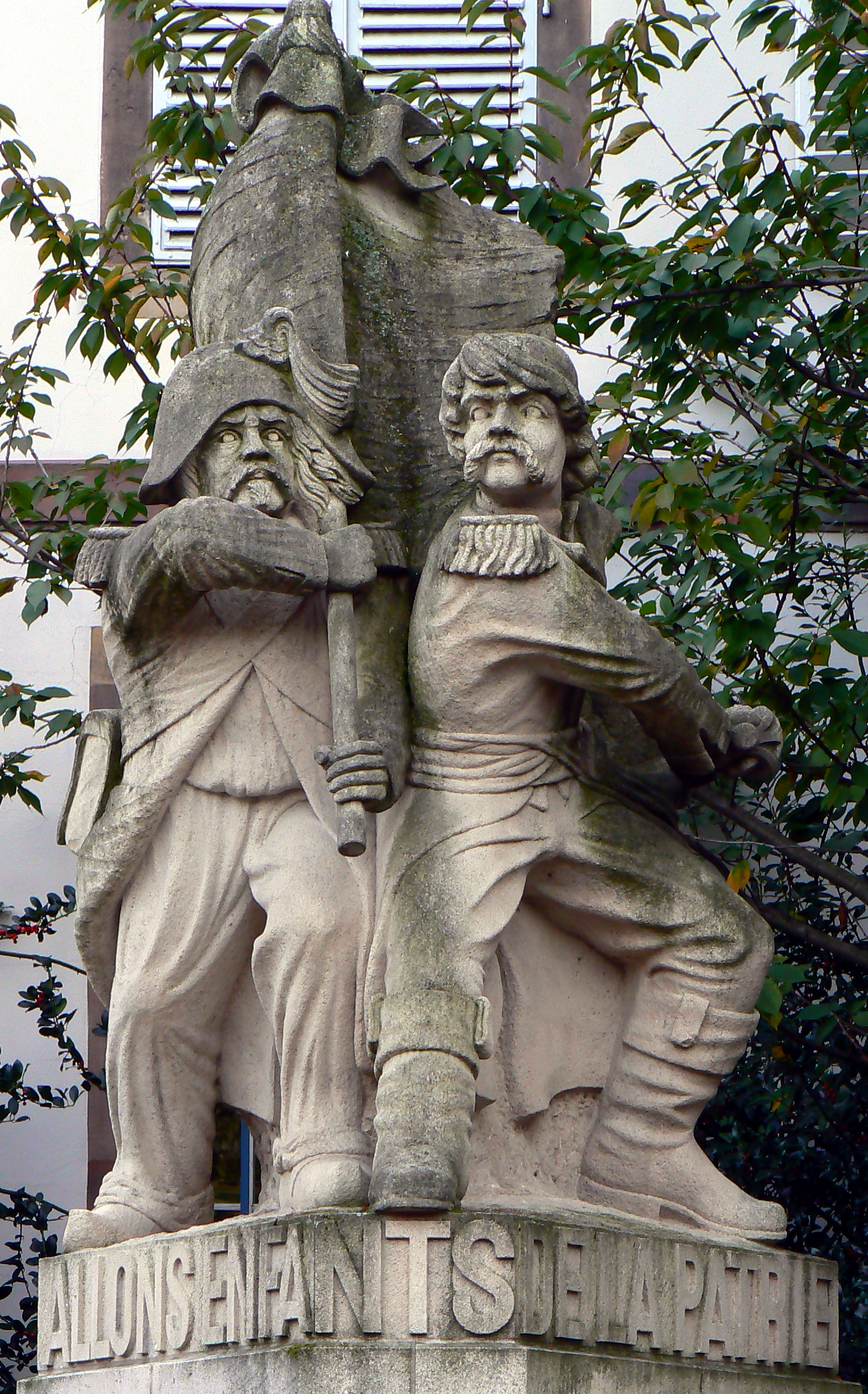
La Marseillaise d'A. Marzolff à côté de l'hôtel de ville de Strasbourg.

Le projet de la Marseillaise réalisé en modèle réduit à Strasbourg commence en réalité à Haguenau. En février 1919, il propose ce projet à la municipalité haguenovienne qui souhaite réaliser son monument aux morts pour 398 de ses enfants tués. Alfred Marzolff veut favoriser Haguenau sur Strasbourg car la ville lui a commandé un buste du maire Xavier Nessel et un bas relief du conservateur du musée, l'abbé Hanauer. Si l'œuvre a eu de bonnes critiques lors d'une exposition à Paris en 1912, le motif  des deux soldats de 1792 brandissant le drapeau français pose problème au conseil municipal. En effet la majorité des 398 soldats de Haguenau sont tombés sous l'uniforme allemand, seuls cinq ont été tués sous l'uniforme français. Certains conseillers voient dans la Marseillaise la défense de la patrie, d'autres des traditions démocratiques et un moyen de se distinguer des monuments aux morts de France qui figurent systématiquement des poilus. Le maire de Haguenau défend en vain le projet d'Alfred Marzolff. Le conseil municipal étant divisé, la décision est repoussée et ne devient à nouveau d'actualité qu'en 1924. Alfred Marzolff propose deux projets de monuments avec l'architecte Gustave Burckartsmeyer (Consolation et Destin), ils n'arrivent qu'en deuxième et quatrième position. Le projet du sculpteur Edouard Preiser et de l'architecte Theo Berst gagnent le concours. Une fois les artistes classés, il s'agit de savoir quel sera le projet effectivement réalisé : le projet d'Edouard Preiser gagne par 9 voix contre 2 à Alfred Marzolff. Le projet étant déplacé du parc de la gare au jardin situé plus haut, Alfred Marzolff demande en vain au préfet l'annulation du concours. Les statues du bûcheron et de la cueilleuse de houblon devant l'école de commerce seraient alors peut-être le prix de consolation pour le perdant.

##### Les échecs d'Alfred Marzolff à Strasbourg

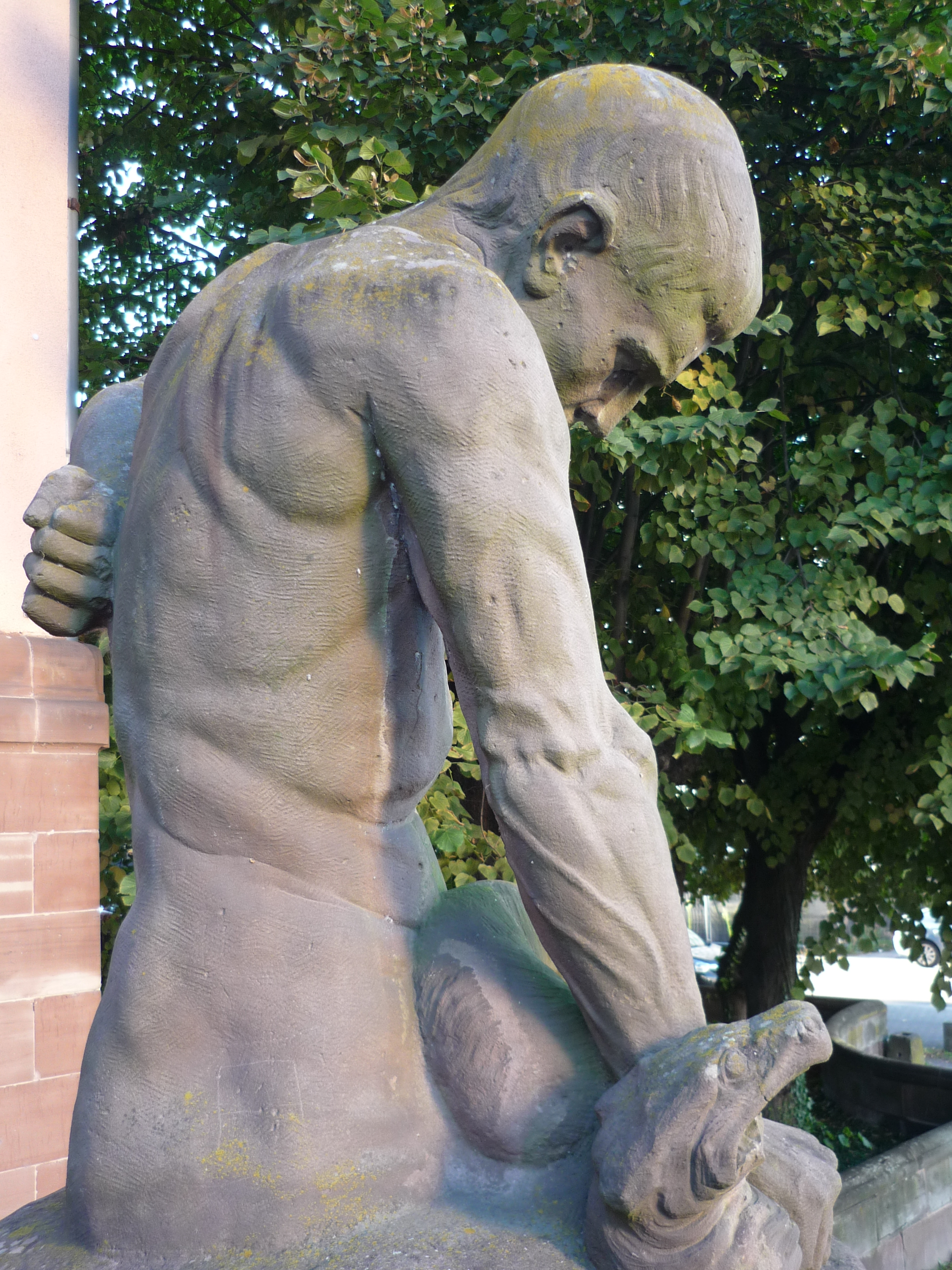
Le poison vaincu ou homme terrassant un serpent, statue en hommage à Pasteur d'Alfred Marzolff (Institut de bactériologie de Strasbourg).

En 1919, Alfred Marzolff propose à la mairie de Strasbourg pour la place de la République un monument La Chevauchée et la gloire avec deux poilus et deux soldats de 1792 au pied du socle. Gustave Oberthür, conseiller municipal, défend le projet d'Alfred Marzolff. En 1921, il envisage un monument avec deux groupes de combattants avec un obélisque surmonté d'un coq. Le 14 juillet 1922, le projet est réalisé avec les seuls soldats de 1792 et les deux médaillons de Philippe-Frédéric de Dietrich et de Rouget de Lisle sur la place Broglie à côté de l'hôtel de ville.
En 1921, il échoue pour le monument Pasteur installé devant l'université. La sculpture de Jean-Baptiste Larrivé gagne le prix. On y voit un obélisque décoré de pseudo-hiéroglyphes avec un groupe de deux statues en bronze, un homme mordu par un chien appelant Pasteur à l'aide et un berger avec son mouton regardant la scène. En plus d'Alfred Marzolff, les sculpteurs Boucher et Preiser participent au concours. La colonne est très critiquée par la population et la presse qui la compare à une carotte ; elle sera détruite par les nazis en 1940. La statue d'Alfred Marzolff Le Poison vaincu n'obtient qu'une mention honorable. Entre-temps, en 1922, Alfred Marzolff propose le monument de la Marseillaise, deux soldats de 1792 avec deux médaillons de Rouget de Lisle et de Philippe-Frédéric de Dietrich, pour la place de la République à Strasbourg ; c'est un échec : non seulement le monument est réduit à sa plus simple expression, mais il est relégué à côté de l'hôtel de ville au lieu de la prestigieuse place de la République alors même qu'il est l'ami du maire de Strasbourg Jacques Peirotes. Le monument est inauguré le 14 juillet 1922 par le maire de Strasbourg Jacques Peirotes et le préfet du Bas-Rhin Henri Borromée.
L'écrivain Alfred Döblin, l'auteur du roman Berlin Alexanderplatz qui revient en Alsace en 1938 pour écrire Novembre 1918, une révolution allemande décrit le monument pour le tome II de cet ouvrage : "Bientôt un monument s'élèvera devant cette mairie. Trois marches mèneront vers des personnages violemment agités. Un soldat en pierre se dressera là, jambes écartées. Furieux, il tire un sabre du fourreau, les cheveux lui flagellent le front, et à ses côtés, un autre porte un drapeau. C'est le drapeau de la révolution. Sur le socle, une inscription : "Allons enfants de la patrie". Ce sera le monument à La Marseillaise et à Rouget de Lisle".
En 1928, Alfred Marzolff participe au concours du monument d'hommage à Lamartine et Victor Hugo : il propose les deux statues des écrivains surplombant un bassin avec un jet de 10 à 15 mètres avec une citation de Victor Hugo sur l'Alsace et la Lorraine et une autre de Lamartine sur la patrie. Le projet d'Henri Bouchard gagne le concours, mais le projet d'Alfred Marzolff reçoit 5 000 francs car il s'est adapté au lieu. Les  deux statues d'Henri Bouchard inaugurées en 1931 et placées à droite du Palais du Rhin seront détruites en 1940 par les nazis.

##### Échec pour les statues des deux réformateurs à l'église de Sessenheim
De confession luthérienne, comme nous l'apprend son inscription aux Beaux-Arts de Munich, Alfred Marzolff propose, en 1932, à l'église luthérienne de Sessenheim de réaliser les bustes des réformateurs Luther et Bucer pour décorer le portail de l'église. Manquant de moyens financiers, les bustes ne sont pas réalisés, les modèles d'Alfred Marzolff sont toujours dans une chapelle située à droite de l'entrée au fond de l'église, ; ce ne sera qu'en 2006 que l'église protestante réalisera les deux statues à l'entrée de l'église sur le modèle des statues en plâtre d'Alfred Marzolff.

#### Le retour du succès: les monuments aux morts d'Alfred Marzolff

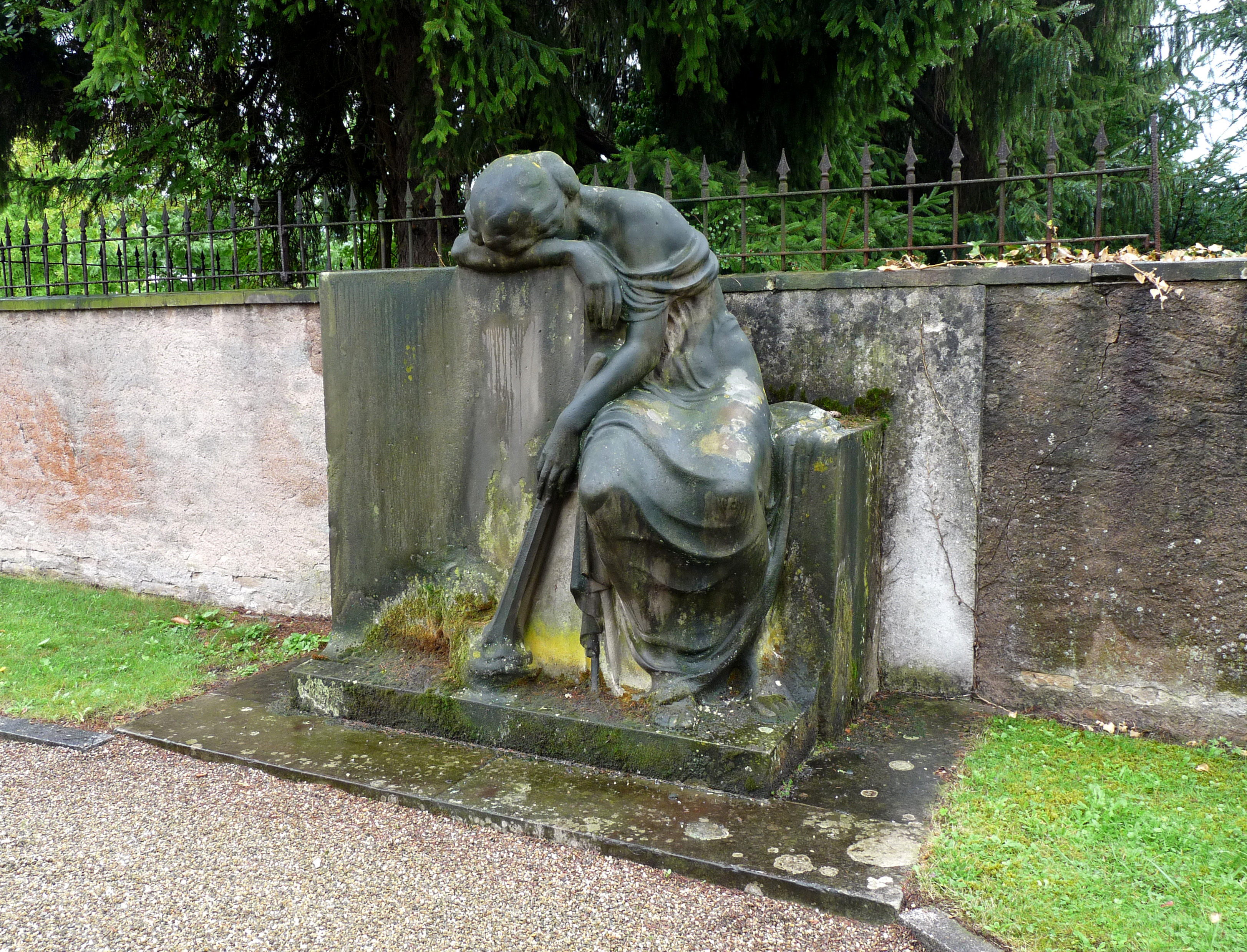
Ancien monument de La Robertsau par A. Marzolff (mutilé par les nazis en 1940).

Certains projets de monuments aux morts seront acceptés et réalisés à la Robertsau (une femme assise posant sa tête sur sa main et retenant de l'autre un flambeau à terre, 1923 ; la maquette en plâtre a été prise en photo par L. Blumer), au Neudorf (une femme assise ayant sa tête baissée sur un bouquet de fleurs, 1923 ; la maquette en plâtre a été prise en photo par Lucien Blumer), à Koenigshoffen (un homme debout symbolisant la mort posant sa main sur l'épaule de sa femme assise qui cache son visage avec une de ses mains, 1925), à Hatten (le monument représente, selon une vieille carte postale de Hatten, un ange immense qui tend ses bras vers deux plaques où se trouvent les noms des combattants tués en 1914-1918 ; le monument a été détruit par les combats de l'Opération Nordwind de la fin de la Deuxième Guerre mondiale), à Rountzenheim (une femme ayant un genou à terre et regardant de l'autre côté du monument aux morts, le modèle s'inspire de sa deuxième compagne Emma Weiss épousée en 1926, 1928), à Soufflenheim (Jeanne d'Arc, 1928), à Altkirch (une femme assise portant un bonnet phrygien regarde sa fille : les deux statues se tiennent par l'épaule, 1928) et à Bischheim (sur un obélisque un ange de la paix tient d'une main une palme et met sa main sur sa poitrine, 1934).

#### Le réseau politique d'Alfred Marzolff dans les années 1920 et 1930

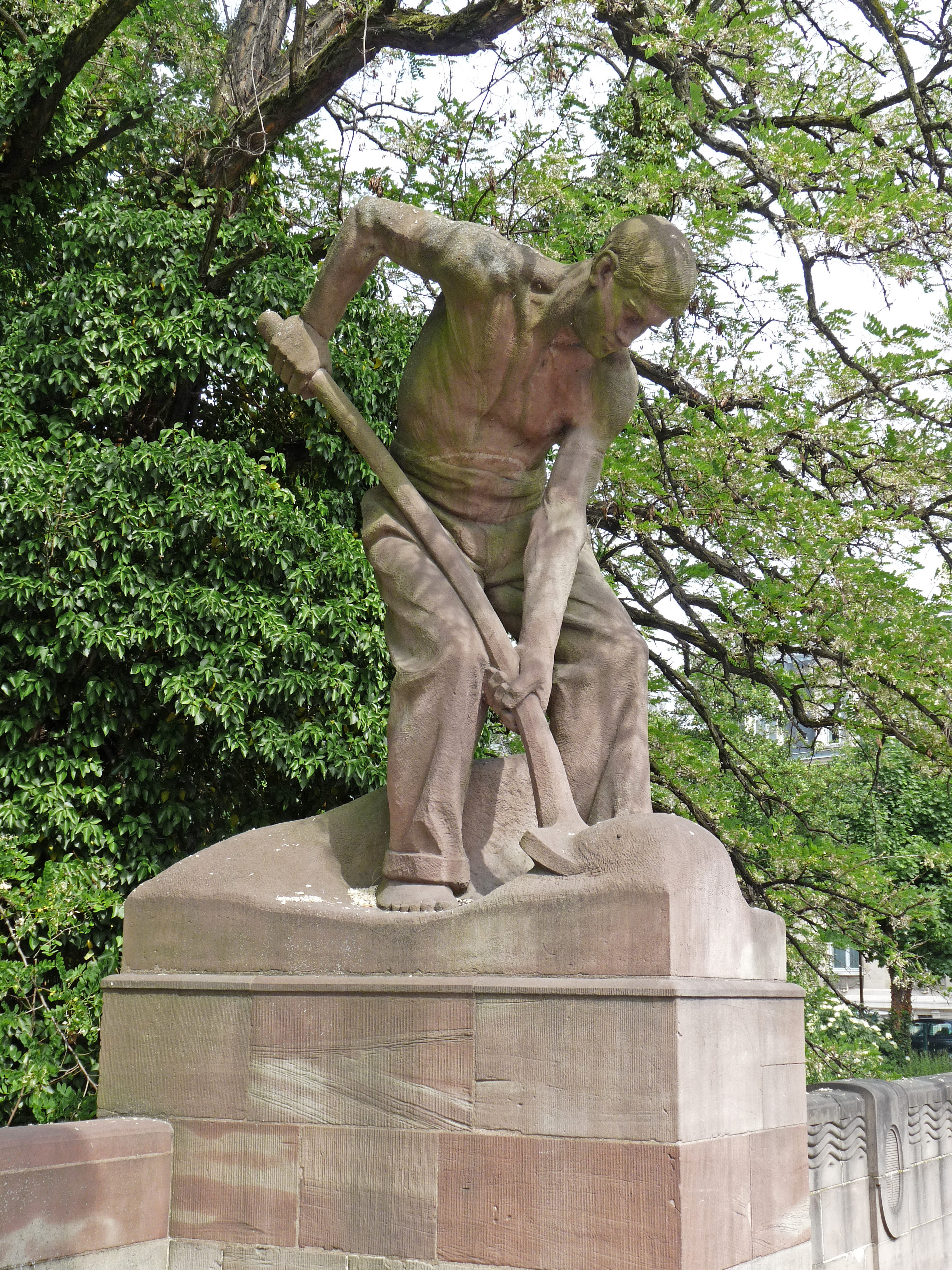
Le Pelleteur, statue d'Alfred Marzolff sur le pont Kennedy à Strasbourg.

Alfred Marzolff a besoin d'appuis politiques pour obtenir des commandes des municipalités pour les monuments aux morts ou pour les bustes et les médaillons commémoratifs.
On sait que Jacques Peirotes de tendance socialiste francophile, maire de Strasbourg de 1919 à 1929, est un de ses amis (le médaillon Jacques Peirotes devant les HBM). Dans le conseil municipal de Strasbourg, on trouve son ami architecte Gustave Oberthür. Malgré ses nombreux échecs à Strasbourg, il obtiendra la réalisation de son monument de La Marseillaise et de quatre monuments aux morts de l'agglomération strasbourgeoise (La Roberstau, Neudorf, Koenigshoffen, Bischheim).
Il est également l'ami de l'homme politique du Centre-gauche autonomiste : Camille Dahlet, adjoint au maire de Strasbourg et député de Saverne (1928-1940), sera présent lors de la cérémonie de la remise des palmes académiques au sculpteur. Il est fort probable que ce soit Camille Dahlet qui ait servi d'intermédiaire dans la rencontre entre Alfred Marzolff et Raoul Péret, ancien président de l'Assemblée nationale (1920-1924 ; 1926-1927) et ministre de la Justice (1930) à son atelier de Rountzenheim, comme le rapporte la presse locale de l'époque. Dans la même tendance politique, on trouve Paul Jourdain, sénateur-maire d'Altkirch, ancien ministre du Travail (1919-1921) et des Anciens Combattants (1925-1926) dont il réalisera le monument aux morts à Altkirch.
Alfred Marzolff obtient également des commandes de la ville de Haguenau dirigée par une municipalité de l'Union populaire républicaine (UPR), le Centre catholique autonomiste, dont une figure marquante est Jean Keppi (ancien adjoint au maire de Strasbourg Jacques Peirotes de 1919 à 1922 et secrétaire général du maire de Haguenau de 1922 à 1936). A. Marzolff échoue pour le monument de La Marseillaise, mais obtient les décorations (deux putti tenant des poissons) des bains-douches et les deux statues du lycée professionnel de Haguenau réalisés par l'architecte Gustave Oberthür.

#### La mort du «Rodin alsacien»
Il décède en 1936. À son enterrement, le peintre et dramaturge Gustave Stoskopf, les peintres Charles Spindler, Henri Beecke, Lucien Blumer, Paul Braunagel, Jacques Gachot, Adolphe Graeser, Lucien Haffen (qui prononce l'hommage funèbre), Georges-Daniel Krebs, Gustave Muller-Vallentin, les architectes Paul Dopff, architecte en chef de la ville de Strasbourg à partir de 1928 et Eugène Haug (avec son collaborateur Albert Brion, ils sont les architectes de l'immeuble des assurances Rhin et Moselle dont Alfred Marzolff a fait les deux statues sur le fronton et Eugène Haug est l'architecte du monument Nessler du parc de l'Orangerie), les sculpteurs de la Fondation de l'Œuvre Notre-Dame Preisler et Acker et le graveur Isler sont présents.

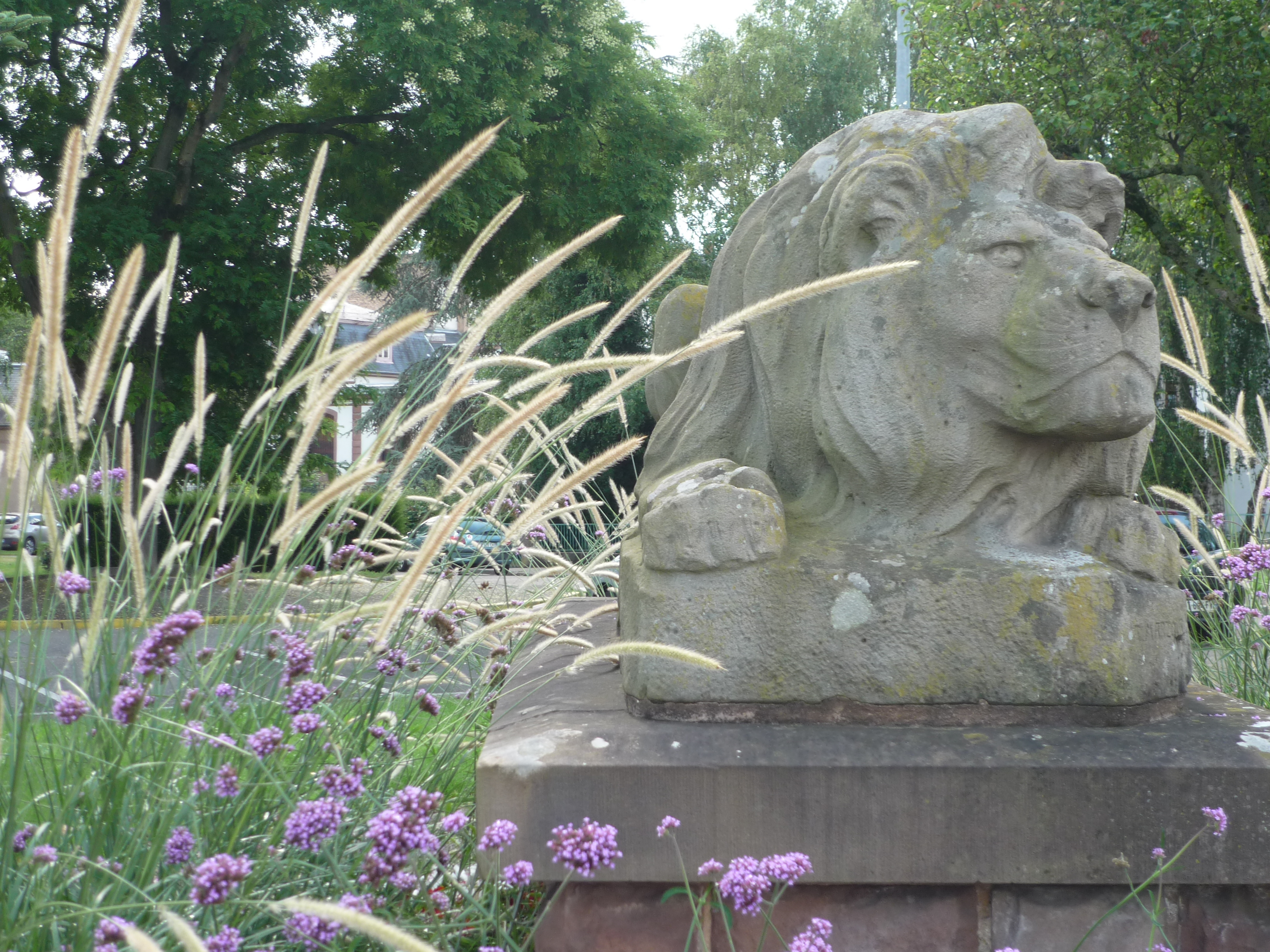
Lion de Haguenau sculpté par A. Marzolff.

## Postérité: cultiver la mémoire du sculpteur alsacien

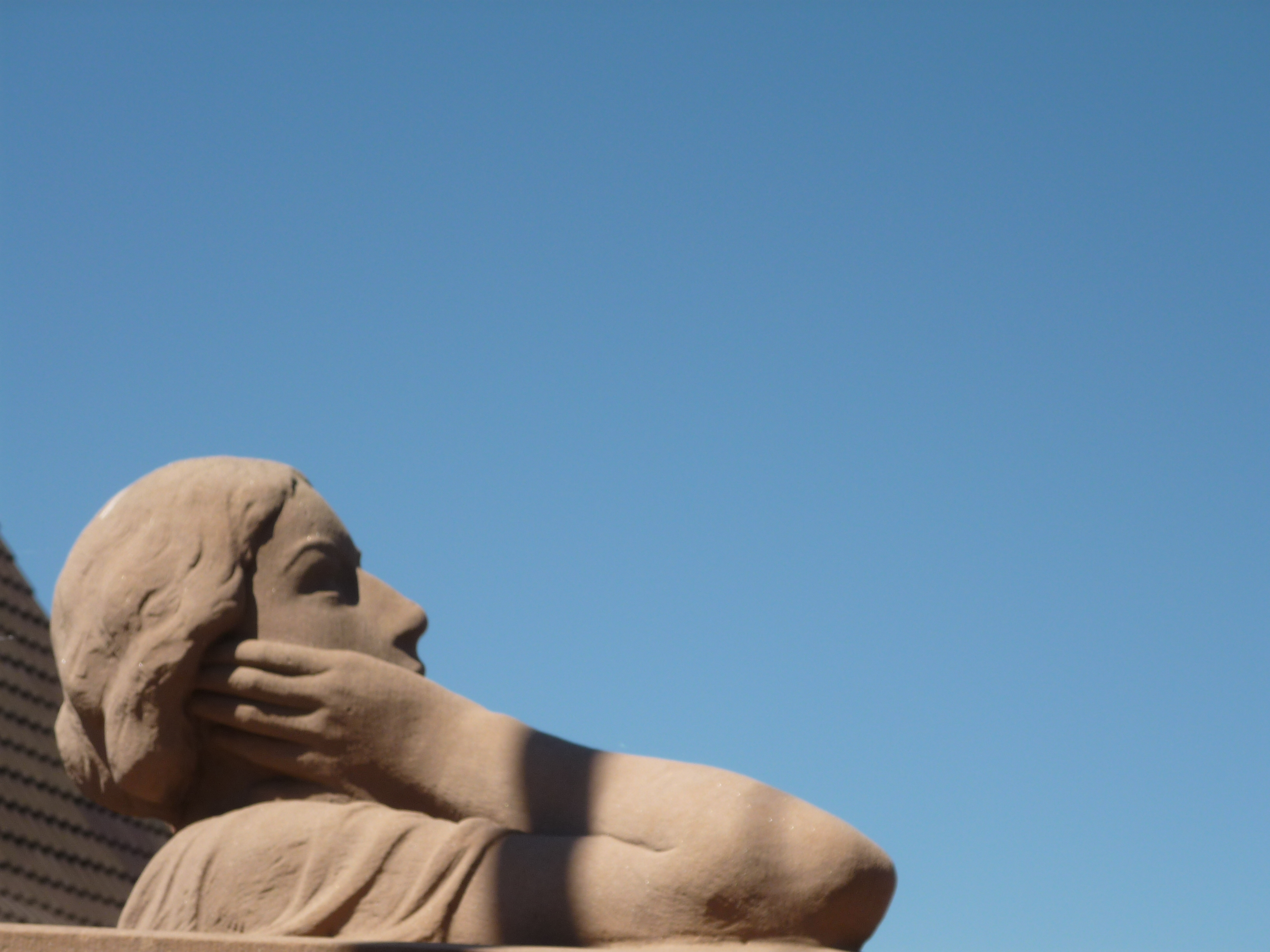
Emma Weiss, modèle de la statue du monument aux morts de Rountzenheim.

Emma Weiss, la veuve d'Alfred Marzolff, propose en 1949 le lion de Rountzenheim situé dans la cour de la maison à la ville de Strasbourg qui refuse. Le lion sera finalement acheté par la ville de Haguenau en 1951 et installé en face de la gare sur le boulevard Nessel. Les œuvres d'Alfred Marzoff sont souvent situées à des endroits emblématiques de Strasbourg, comme la place de la République (Strasbourg), le pont Kennedy, le parc de l'Orangerie, le lycée des Pontonniers, au centre des villes d'Obernai et de Haguenau ou sont présentes sur les monuments aux morts des communes des alentours de Strasbourg. C'est probablement cette présence au cœur de la vie des habitants et en raison de la beauté plastique de ses sculptures qu'on peut expliquer la persistance de la mémoire d'Alfred Marzolff.

### Après l'iconoclasme nazi, reconstruire ou préserver les œuvres d'Alfred Marzolff
Paradoxalement les échecs d'Alfred Marzolff ont permis à ses œuvres d'échapper à la destruction, contrairement à ceux de ses concurrents, comme le monument Geisberg à Wissembourg ou le monument à Pasteur. En revanche, la Marseillaise détruite est reconstituée par le musée de l'Œuvre Notre-Dame en 1980 à l'aide de sa maquette. Mais comme l'explique Emmanuel Honegger, vice-président de la Société des amis des arts et des musées de Strasbourg : « L'amplitude des mouvements, le port de tête et l'expression des visages, celui [du soldat] de droite en particulier, n'ont malheureusement pas retrouvé la puissance originelle de l'oeuvre ». Les deux médaillons de Rouget de Lisle et du maire Frédéric de Dietrich sont installés sur le bâtiment de la Banque de France.

En revanche, ses monuments aux morts sont souvent détruits, comme à la Robertsau. La seule statue rescapée des destructions est déplacée dans le cimetière, tandis qu'un nouveau monument aux morts est réalisé. À Soufflenheim, la statue de Jeanne d'Arc est mutilée, elle sera restaurée, mais un nouveau monument aux morts est réalisé en contrebas. À Altkirch, le monument est détruit en 1941, il ne reste que deux fragments.

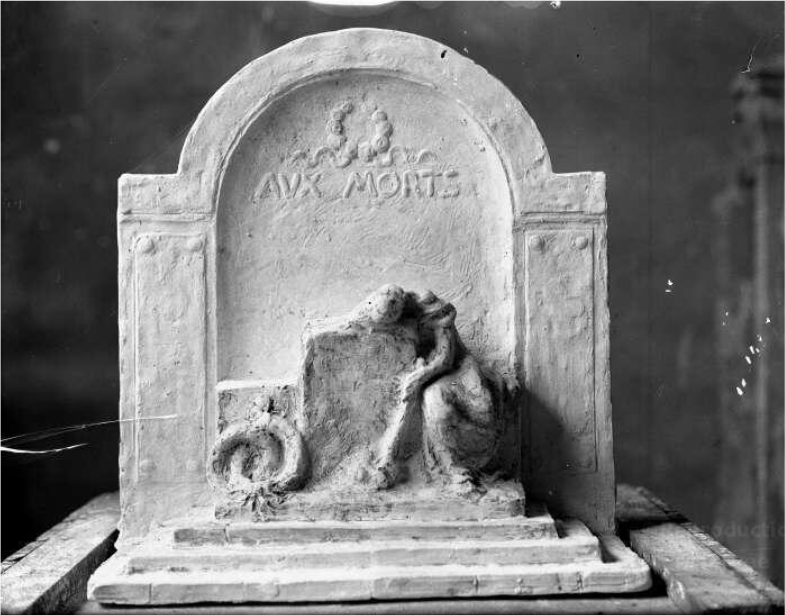
Maquette du monument aux morts de la Roberstau d'A. Marzolff (photo L. Blumer).
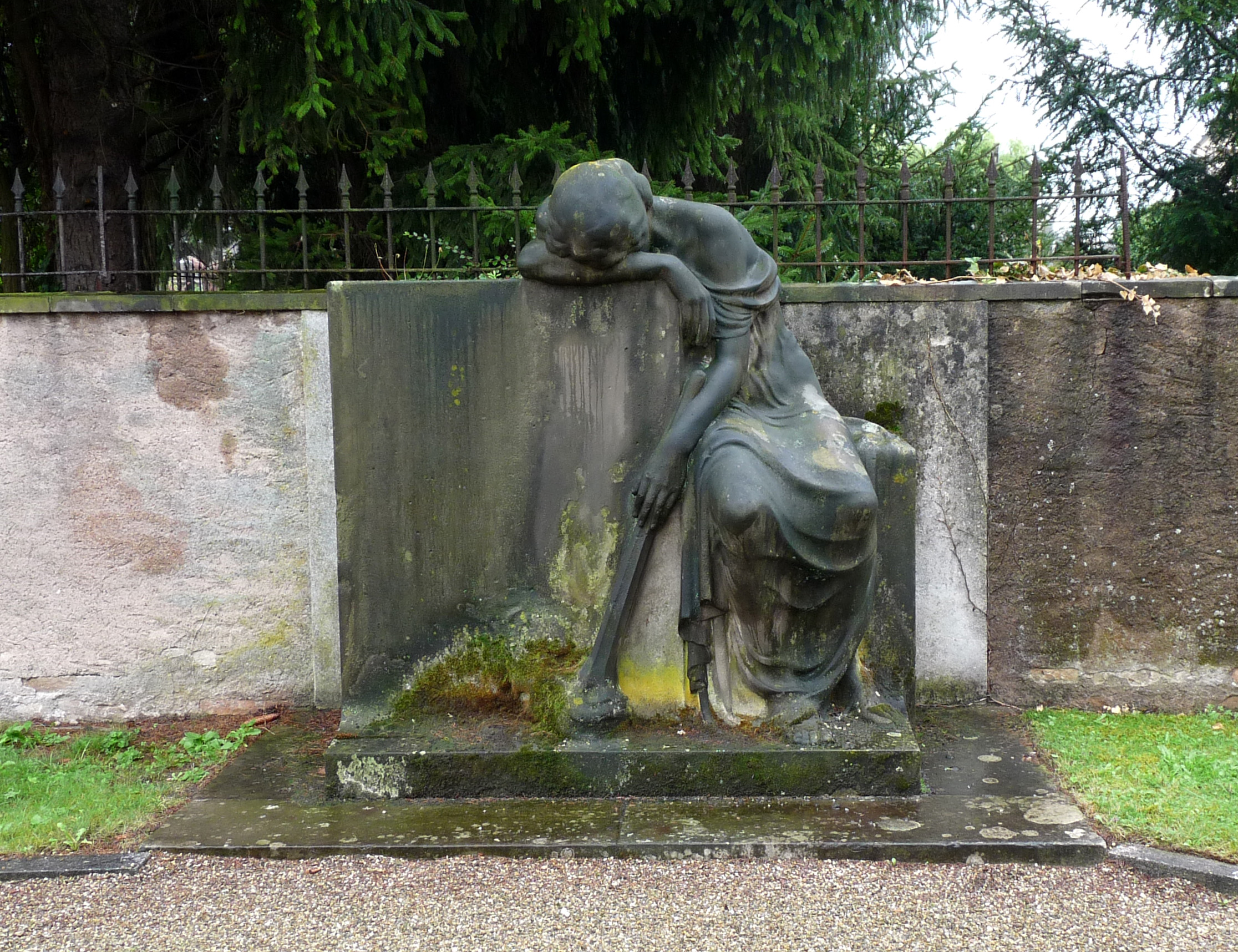
Monument après sa mutilation par les nazis déplacé dans le cimetière Saint-Louis.
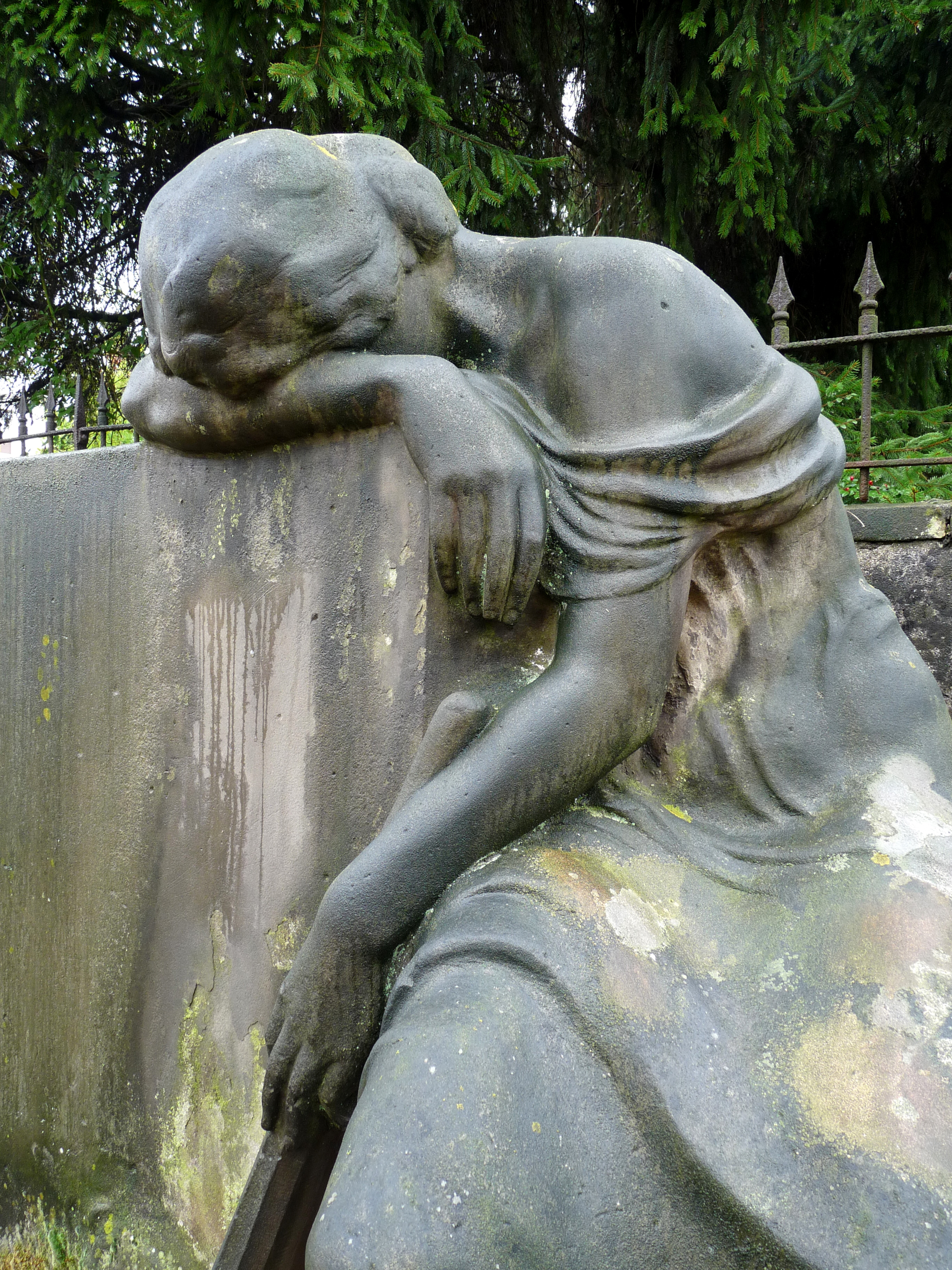
Détail de la statue d'A. Marzolff.

### Commémorations
De 1986 à 2007, des articles ont évoqué régulièrement la vie du sculpteur, tandis que les communes qui ont été fréquentées par le sculpteur ont rendu hommage à l'artiste à leur façon.
Un numéro spécial de la Société d'histoire et d'archéologie du Ried Nord est consacré à la vie et à l'œuvre d'Alfred Marzolff en 1986. La même année, la commune de Rountzenheim organise au foyer protestant la première exposition sur Alfred Marzolff.

En 2006 l’Agenda de l’Est agricole et viticole comporte un article de Jean-Jacques Mourreau sur le « 70e anniversaire de disparition : Marzolff l’oublié ». La même année, l'église protestante de Sessenheim réalise les statues prévues par Alfred Marzolff, 74 ans plus tôt.

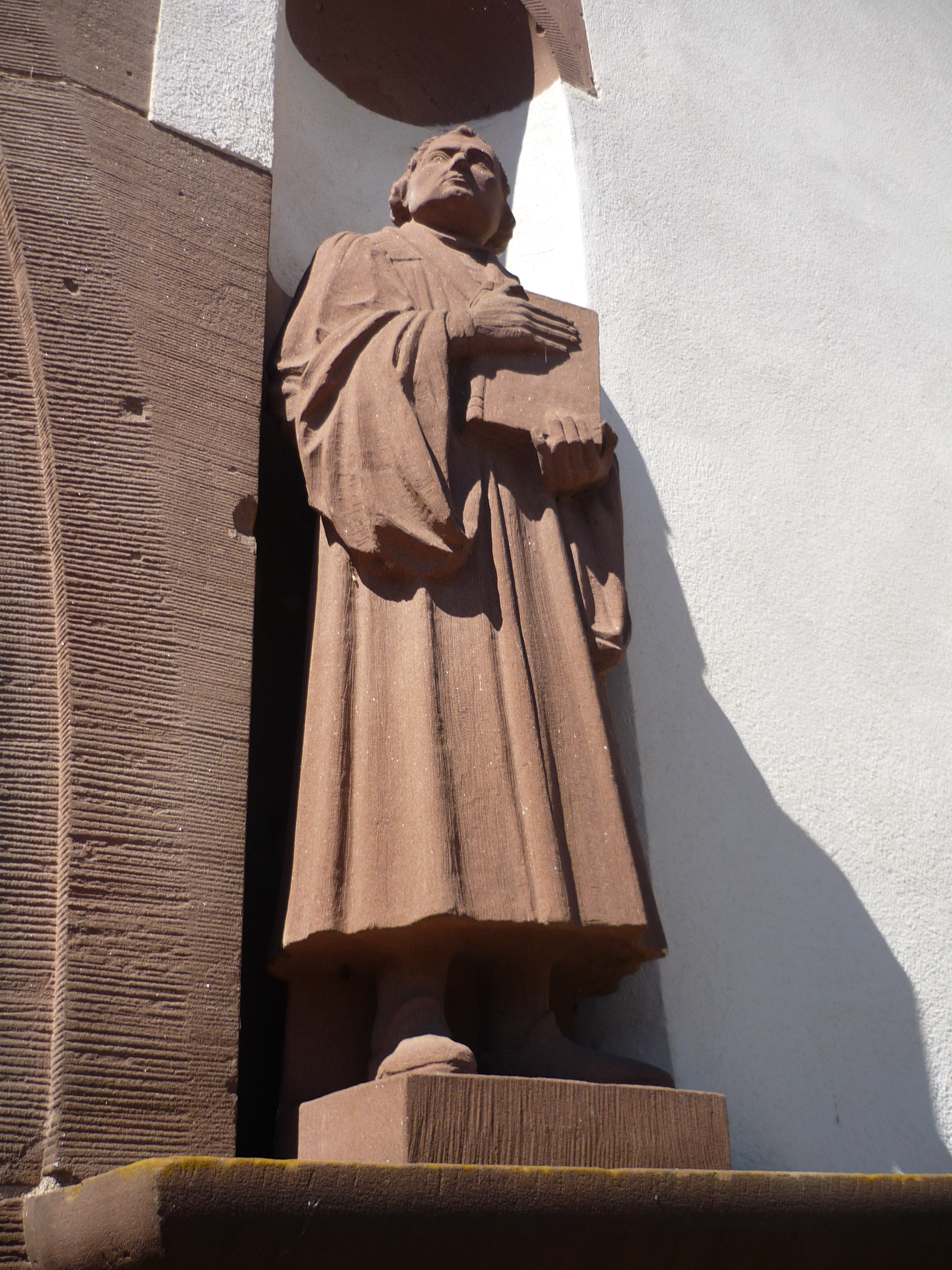
Statue de Luther sur le modèle de la statue en plâtre d'A. Marzolff.
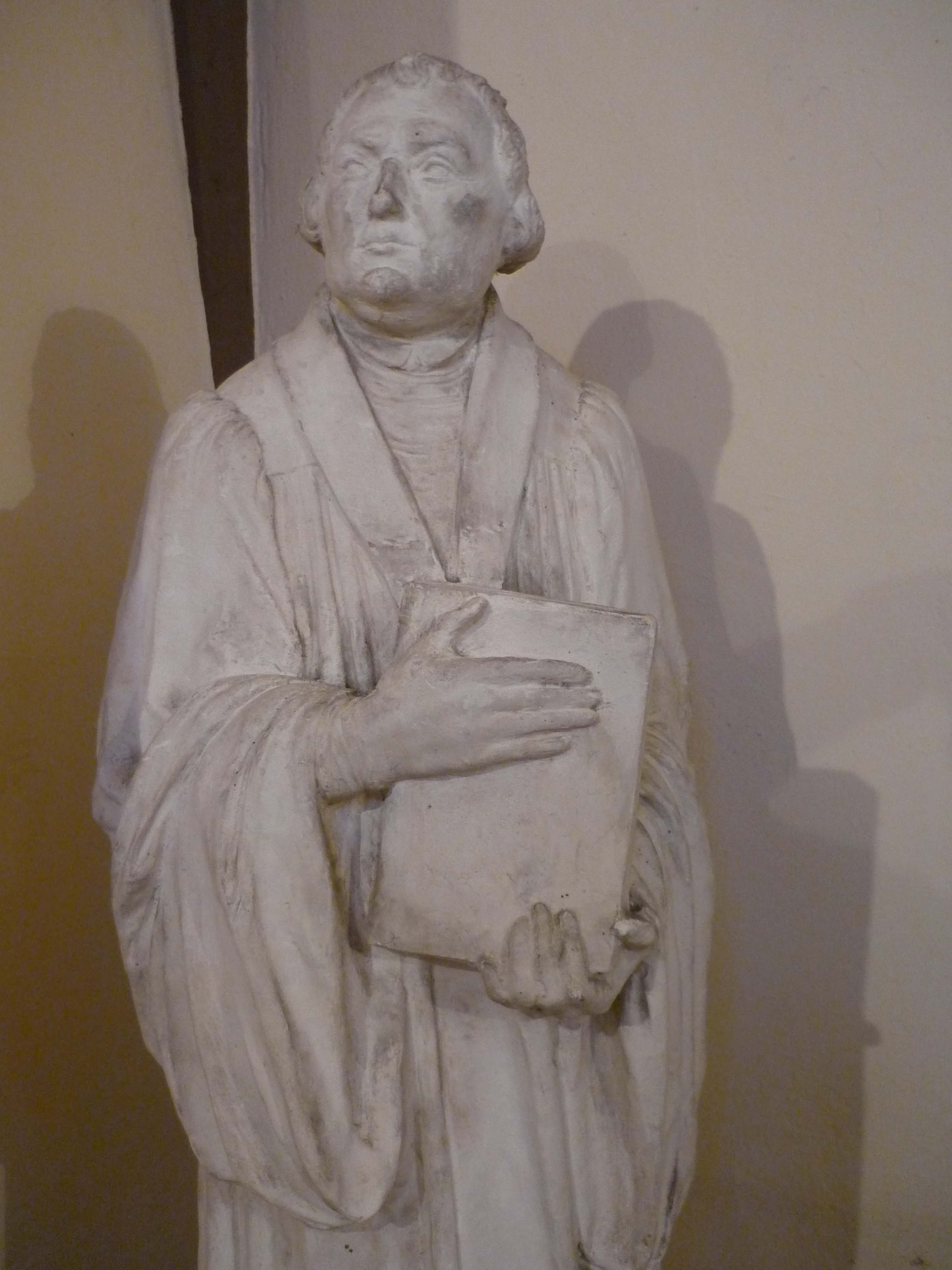
Statue en plâtre de Luther par A. Marzolff.
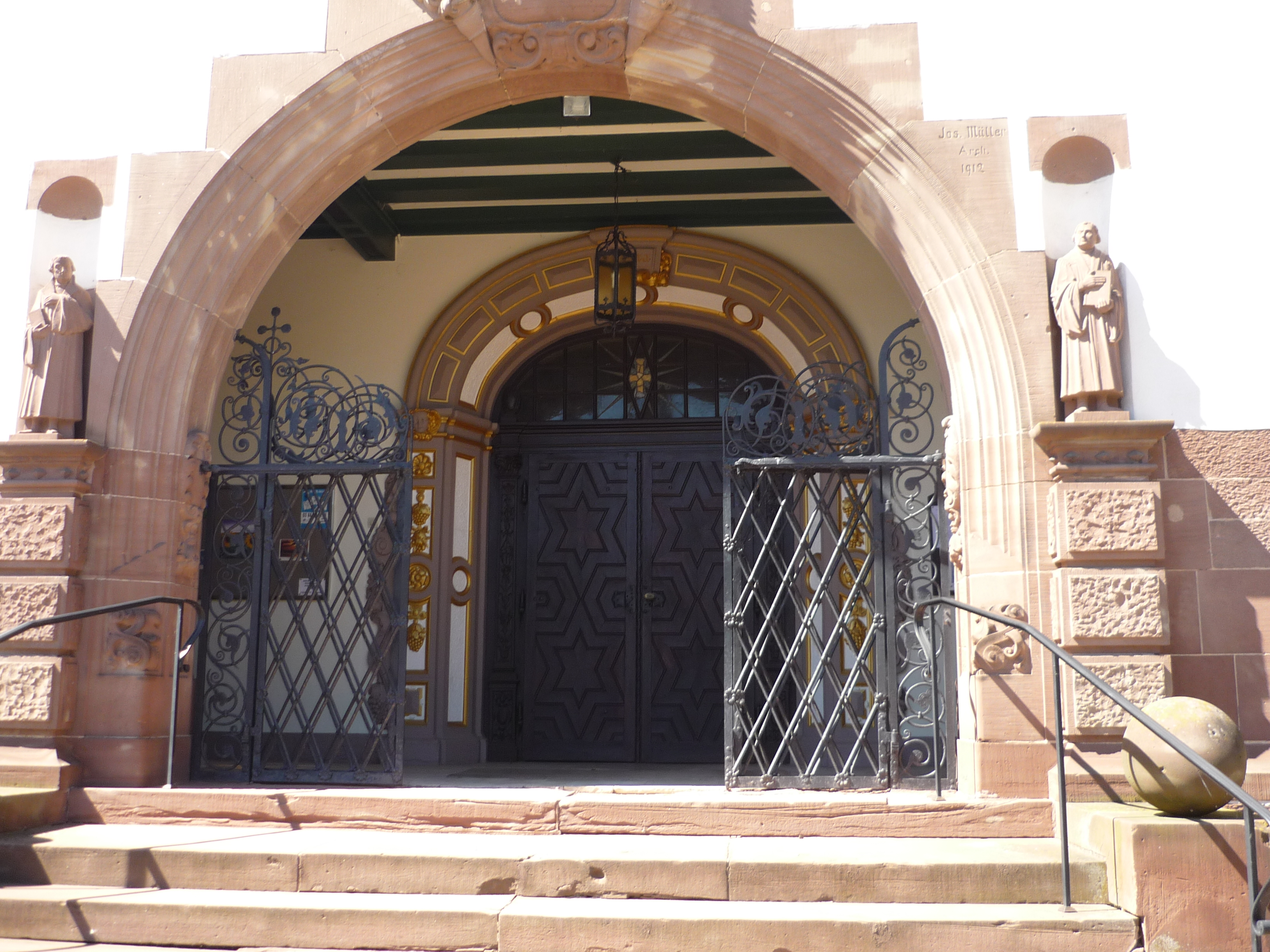
Entrée de l'église de Sessenheim.
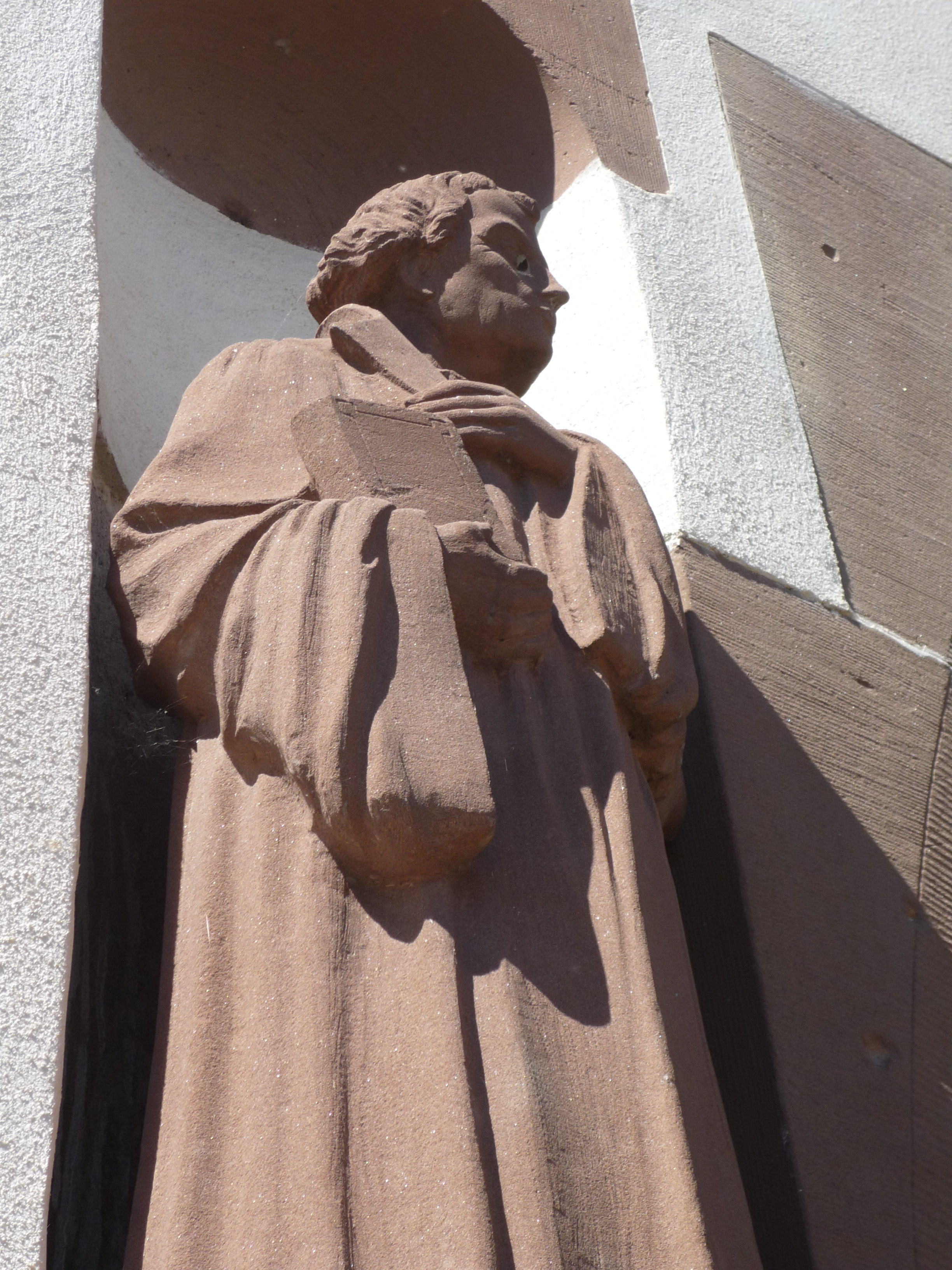
Statue de Bucer sur le modèle d'A. Marzolff.
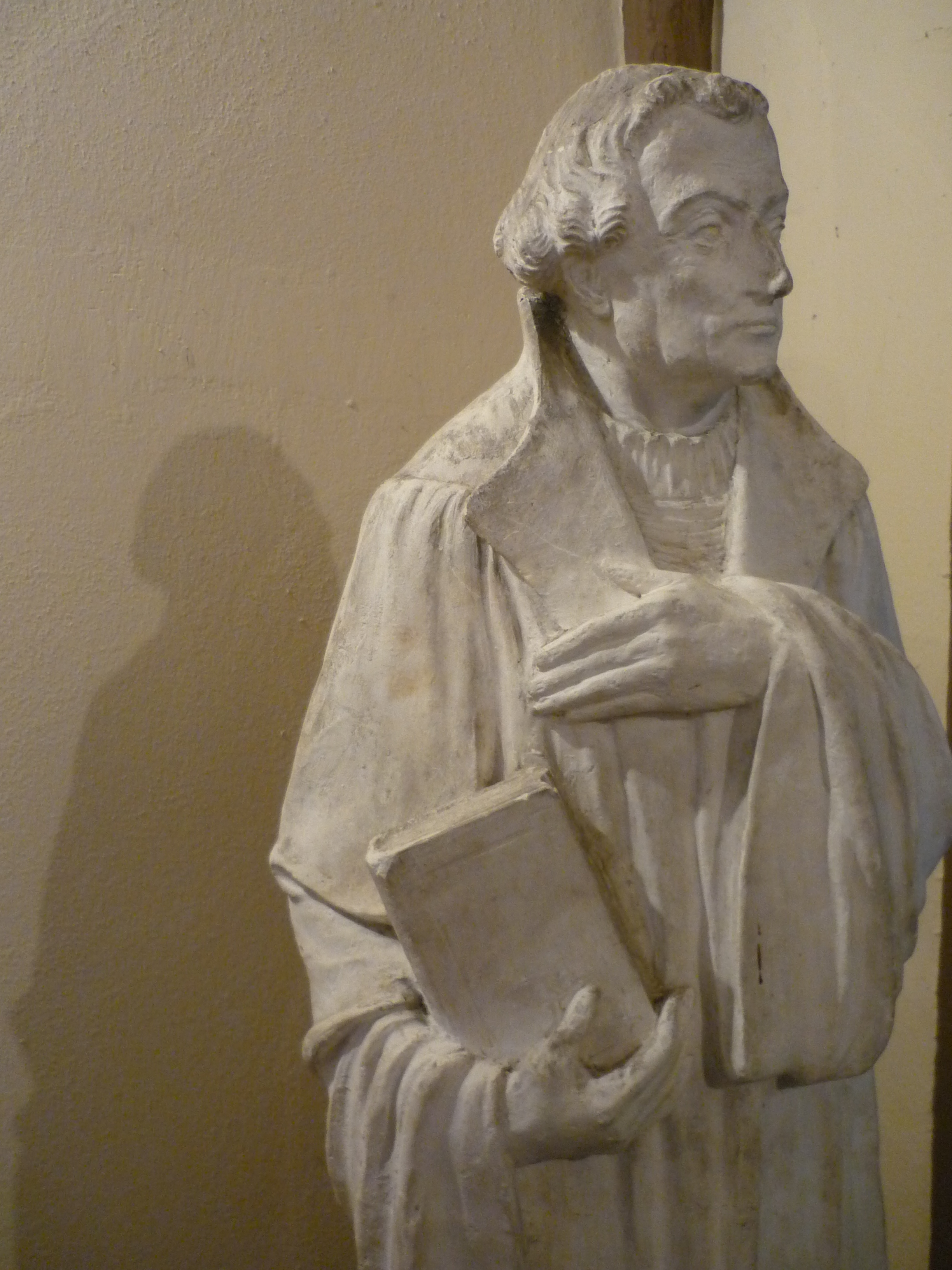
Statue en plâtre de Bucer par A. Marzolff.

Le 14 juillet 2007, la commune de Rountzenheim donne le nom d'Alfred Marzolff à la place située en face du monument aux morts sculpté par l'artiste.
Le 24 juillet 2007, les Dernières Nouvelles d'Alsace consacrent un article de Jean-Jacques Blaesius sur les statues du pont Kennedy intitulé « Cent ans de servitude ».

### Première recherche universitaire et première publication sur le sculpteur Alfred Marzolff
À la fin des années 1990, l'université s'intéresse enfin à A. Marzolff. Un premier mémoire de maîtrise d’histoire de l’art est soutenu en 1997 par Audrey Dufournet sous la direction de Christine Peltre, « Alfred Marzolff, un sculpteur alsacien dans l’Art Nouveau » à l'université de Strasbourg. Ce mémoire recense avec précision sa vie et ses œuvres. En 2013, Lore Valéry, nièce d’Alfred Marzolff, publie un ouvrage à compte d'auteur sous le titre Alfred Marzolff, un sculpteur alsacien reprenant l'étude de Audrey Dufournet et ajoutant des archives familiales.

### 2017:150eanniversaire de la naissance d'Alfred Marzolff
En 2017, dans le cadre de l'exposition laboratoire européen Strasbourg 1880 - 1930 organisée par la ville de Strasbourg du 22 septembre 2017 au 25 février 2018 qui fait un panorama de la vie culturelle à Strasbourg à cette période, l'enrichissement de la fiche Wikipedia est réalisé.
Pour le 150e anniversaire de la naissance d'Alfred Marzolff, une exposition intitulée Alfred Marzolff : sculptures familières et artiste méconnu est organisée par le collège Foch et le LEGT Schuman (étude historique et créations plastiques) de Haguenau pour la Nuit des musées au musée historique (19-20 mai 2017), à la médiathèque de Haguenau (4-22 juillet 2017) et les communes d'Auenheim et Rountzenheim (22-23 septembre 2017).
Une série d'été de cinq articles sur la vie et les œuvres à Haguenau du sculpteur a été publiée au mois de juillet 2017 par les DNA dans les pages locales de Haguenau.
La 41e session du Comité du patrimoine mondial réunie à Cracovie a classé, le 9 juillet 2017, la Neustadt (Strasbourg) (quartier impérial) au patrimoine mondial de l'UNESCO. L'extension du périmètre classé à la Grande-Île (classée en 1988) et la Neustadt (le quartier impérial) font entrer dans le patrimoine mondial de dix œuvres d’Alfred Marzolff apportant ainsi au « Rodin alsacien » une notoriété mondiale :
- Les décorations de l’Hôtel des Postes.Périmètre de la Neustadt de Strasbourg classé au patrimoine mondial de l'UNESCO le 9 juillet 2017.

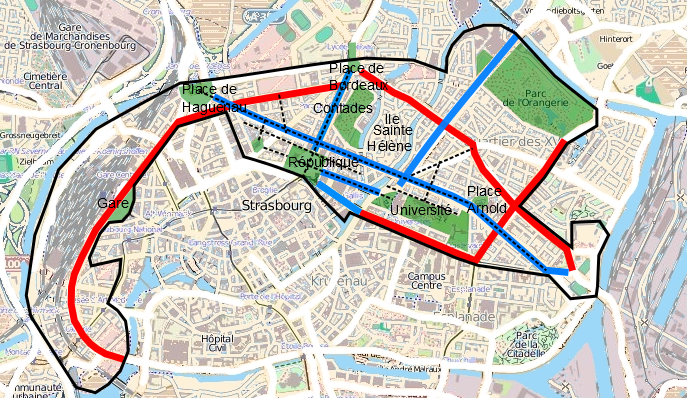
Périmètre de la Neustadt de Strasbourg classé au patrimoine mondial de l'UNESCO le 9 juillet 2017.

- Les deux statues du fronton des Assurances Rhin et Moselle, annexe Joffre de la BNUS
- Les statues de D. Specklin et J. Sturm sur les Petites-Boucheries
- La villa Marzolff ou la maison du directeur du lycée international des Pontonniers
- Le pont des Quatre-Hommes
- Les Lions sur le fronton de la préfecture de la place de la République (le ministère Est)
- L'ange de la maison de l'architecte E. Schimpf au 11, rue Gustave-Doré
- Les groupes d’anges au dernier étage du 18, rue du 22-Novembre, actuel cinéma Star
- La Marseillaise sur la place Broglie
- Les deux médaillons de Rouget de l’Isle et de F. de Dietrich sur la façade de la Banque de France de la place Broglie.

L'année 2017 a permis une redécouverte des œuvres du sculpteur Alfred Marzolff.

## Œuvres

### Strasbourg

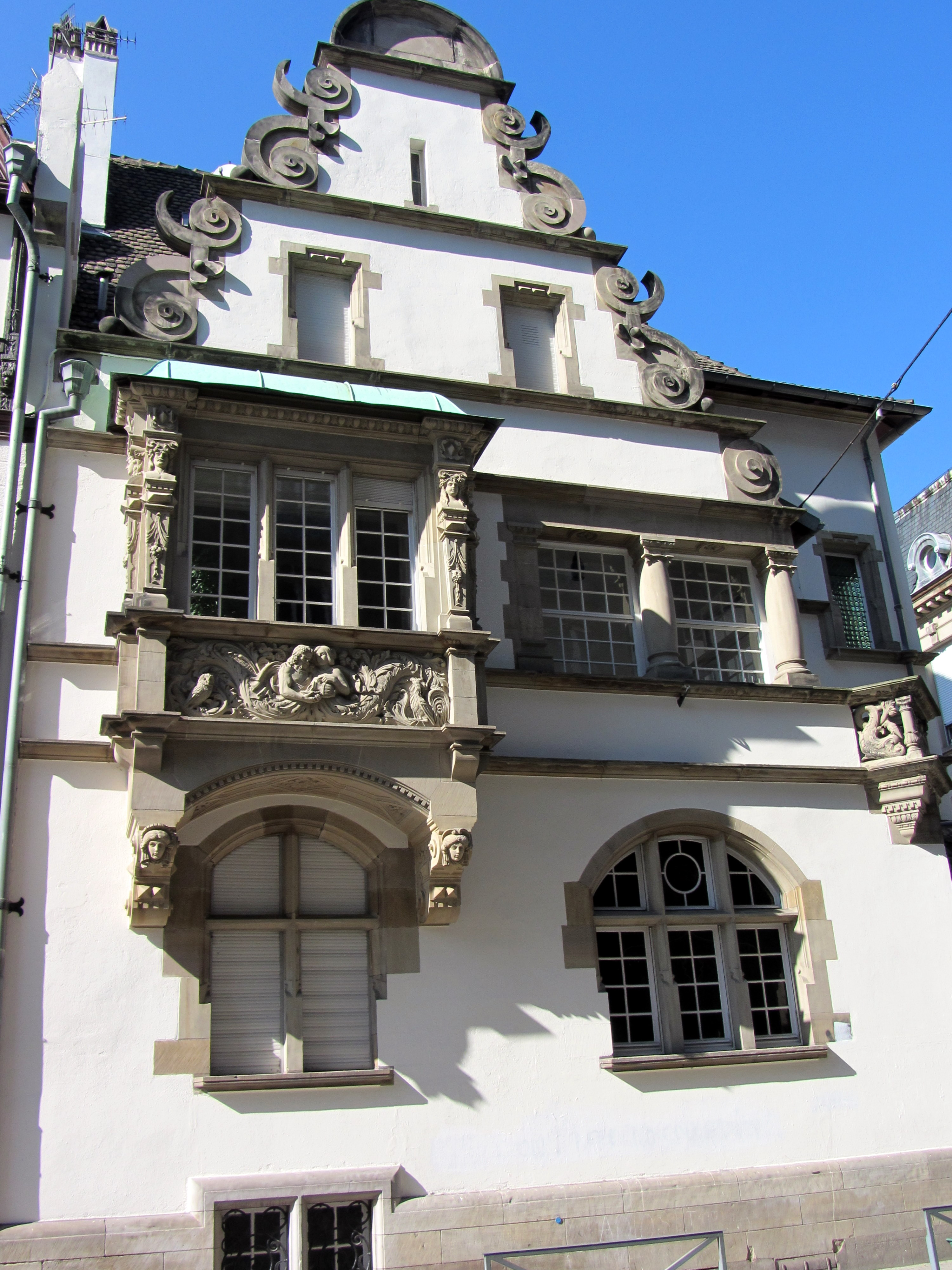
Maison d'Alfred Marzolff, 3 rue des Pontonniers à Strasbourg, construite par G. Oberthür et décorée par le sculpteur.

- Les quatre hommes en grès rose représentant deux pêcheurs, un haleur et un pelleteur (1906), sur le pont Kennedy, en collaboration avec l'architecte Fritz Beblo.
- Le monument de la Marseillaise (1922), détruit, mais reconstitué en 1980 dans le square de l'Hôtel-de-Ville par les ateliers de l'Œuvre Notre-Dame.
- La maison d'Alfred Marzolff, décorations du sculpteur et architecture par Gustave Oberthür.
- Le groupe sculpté en grès Hercule terrassant le lion (1905) et le buste du compositeur Victor Nessler (1895) dans le parc de l'Orangerie..

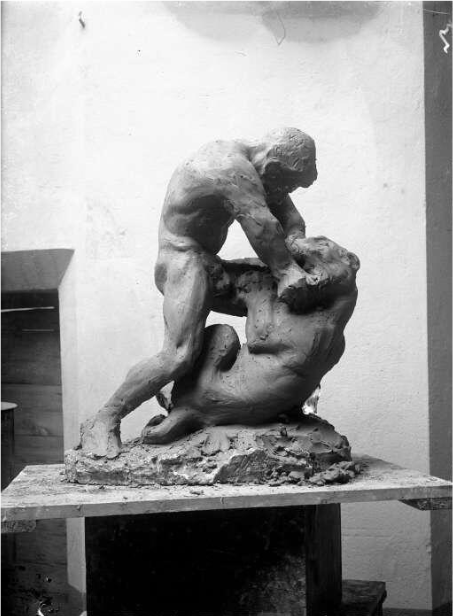
Hercule terrassant le lion dans l'atelier d'A. Marzolff (photographie de L. Blumer).
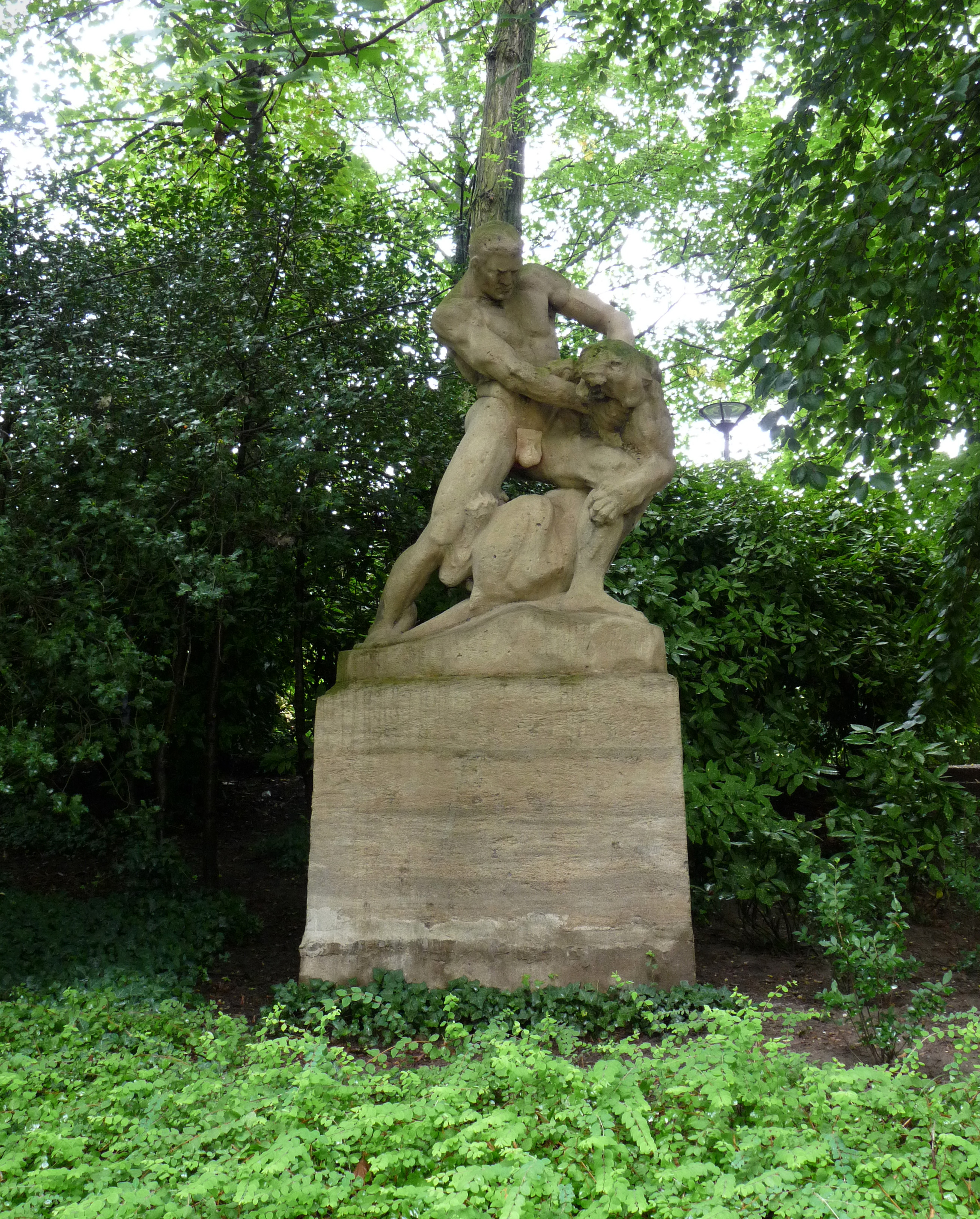
Héraclès tuant le lion.
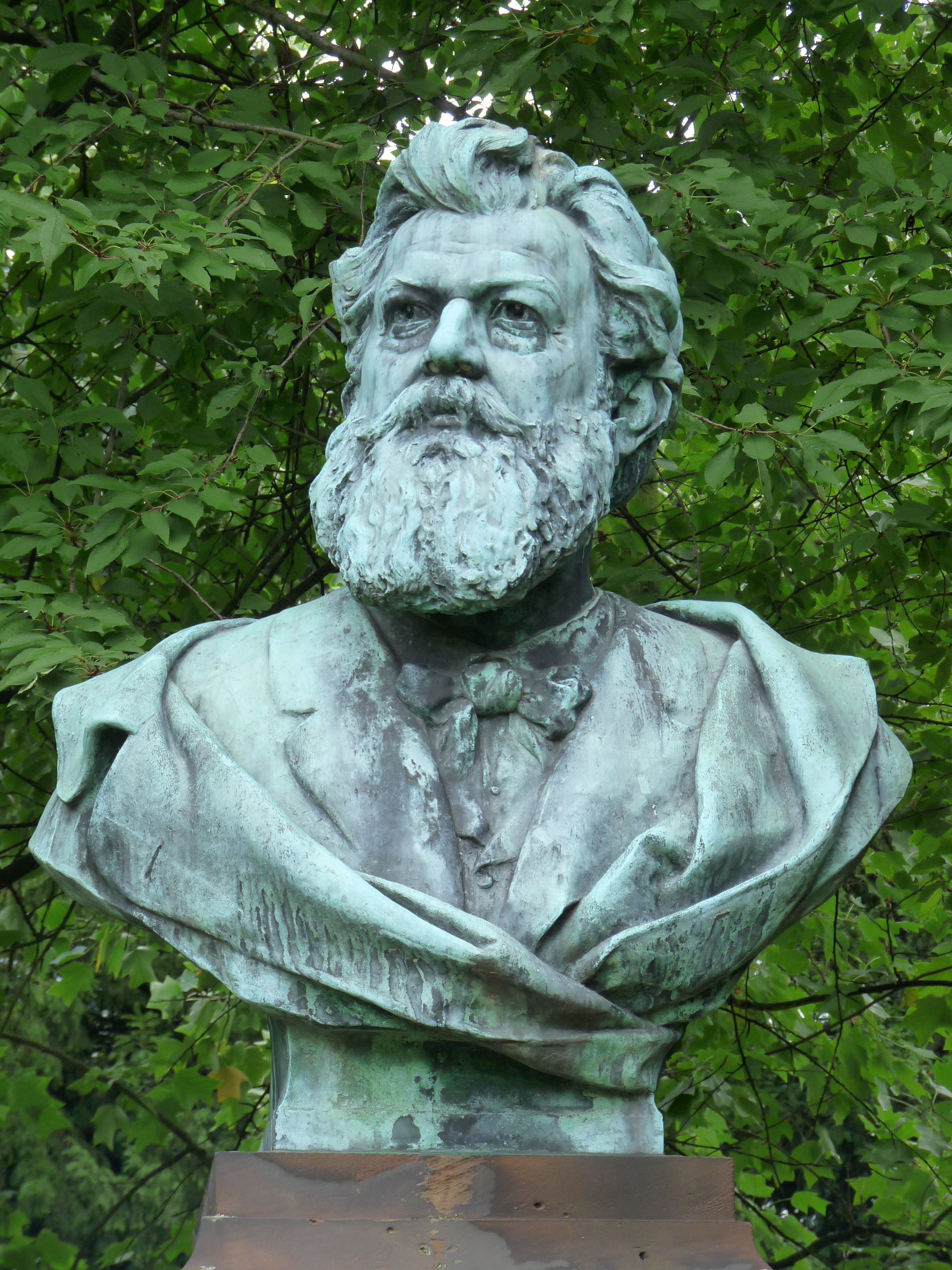
Victor Nessler.

- Les Deux Lions sur le portail d'entrée de la préfecture (1911).
- Le Rhin et la Moselle (1899), sur l'immeuble de la compagnie d'assurances réalisé par les architectes alsaciens Auguste Brion et Eugène Haug, rue du Maréchal-Joffre.
- Les statues du Stettmeister (magistrat, adjoint du maire) Jacques Sturm et de l'architecte de la Renaissance Daniel Specklin (1902) sur la façade des Petites-Boucheries, rue de la Haute-Montée, à l'arrière de l'Aubette.

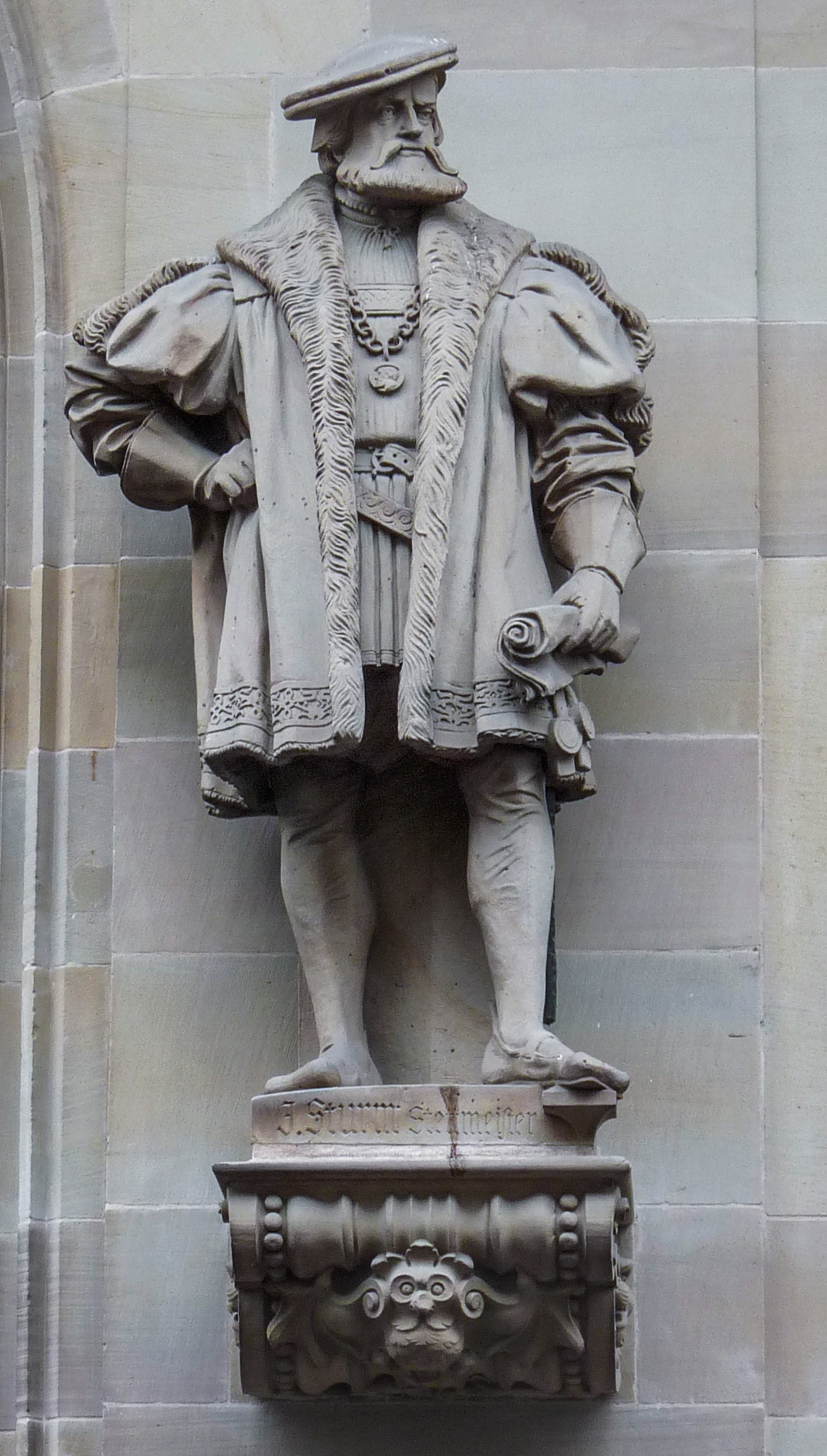
Jacques Sturm.
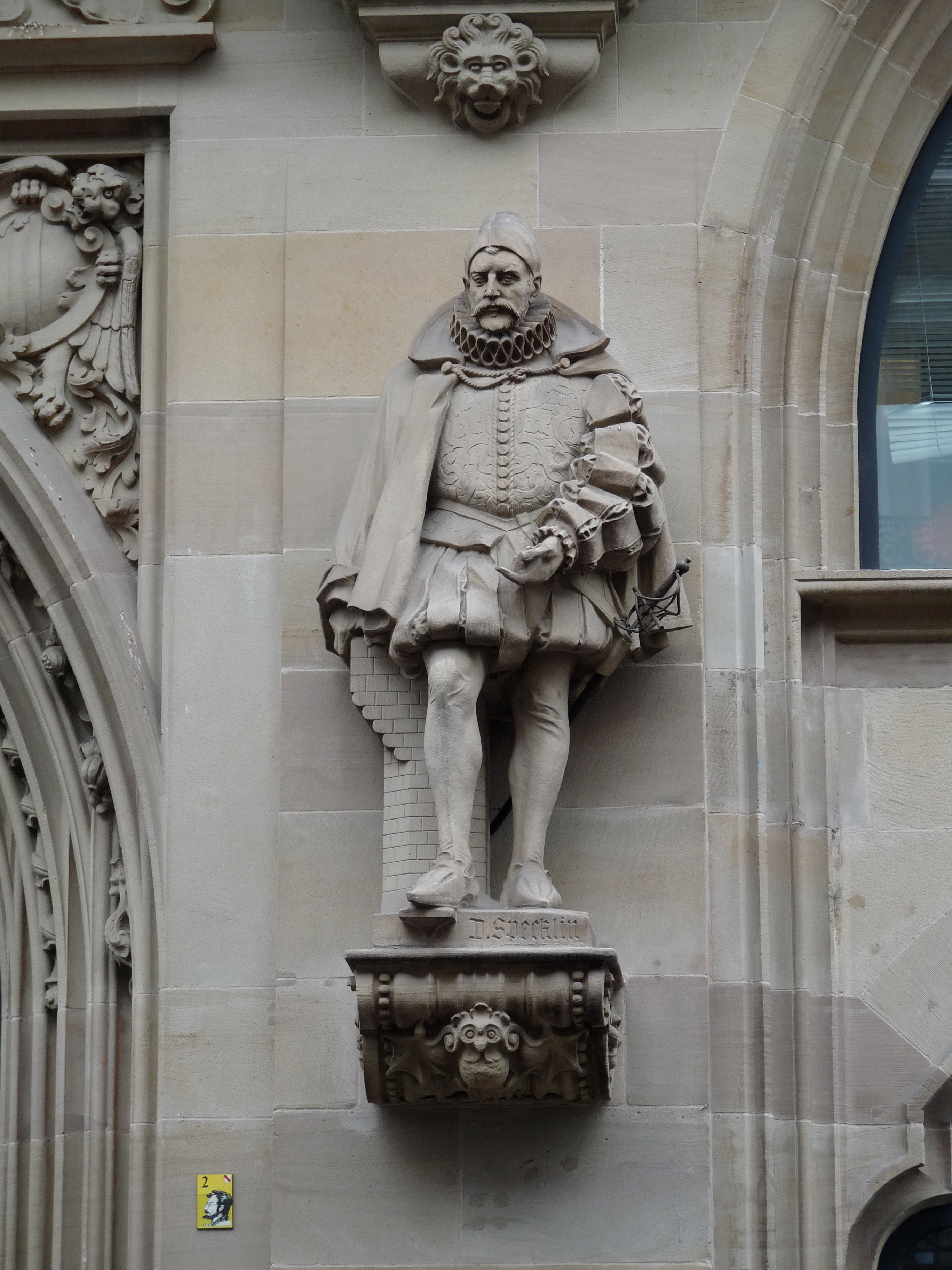
Daniel Specklin.

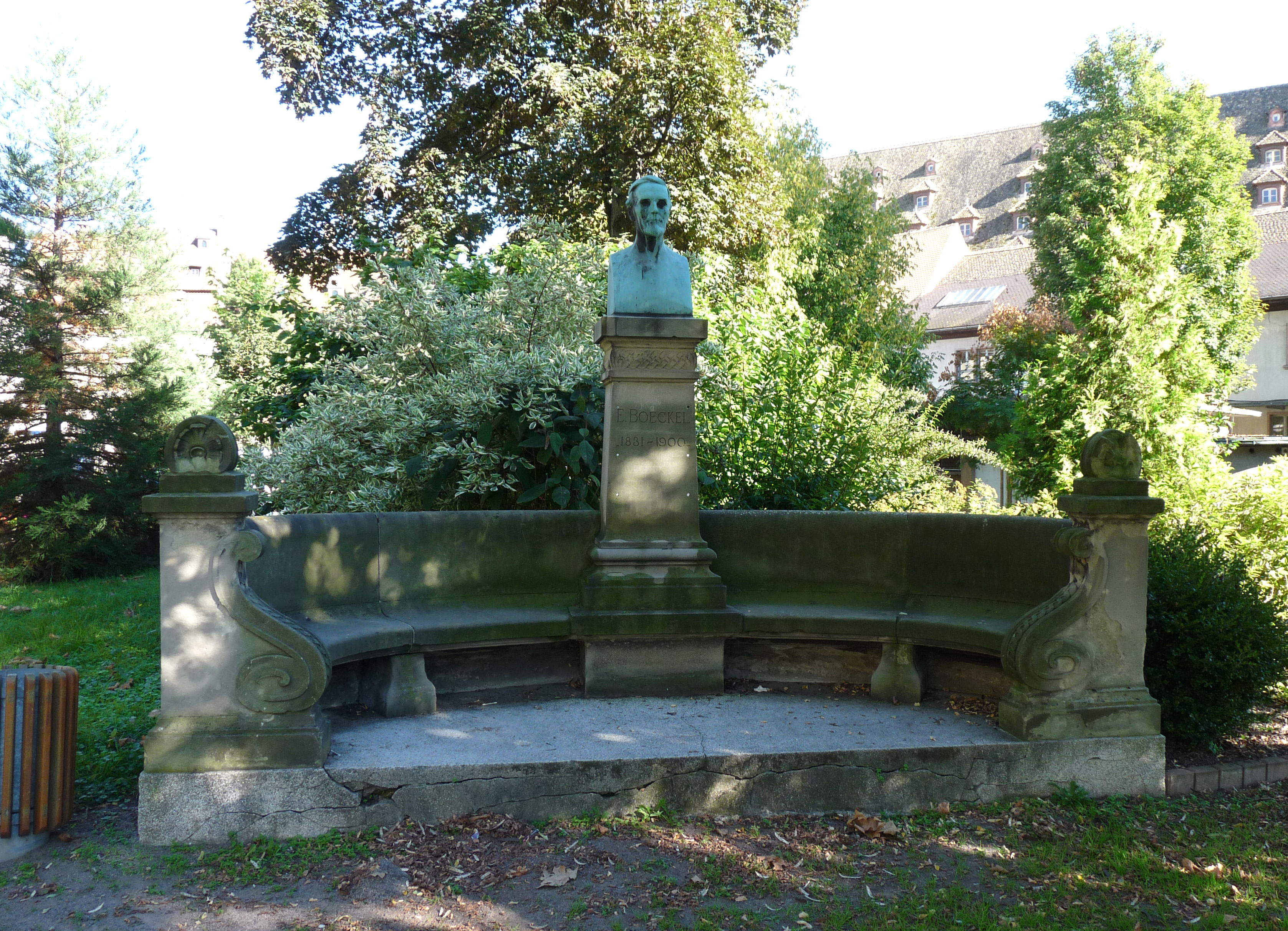
Buste d'Eugène Boeckel d'A. Marzolff dans les jardins de l'Hôpital civil de Strasbourg.

- Le buste du professeur Eugène Boeckel (1903) dans l'enceinte de l'Hôpital civil, derrière l'ancienne pharmacie.
- Deux statues appelées La Famille, une mère tenant un bébé dans ses bras et un travailleur torse nu (1912-1913), sur l'ancien immeuble de la CPAM, rue de Lausanne.
- Le Poison vaincu ou L'Homme terrassant un serpent (1919) en haut des escaliers de l'Institut de bactériologie devant l'entrée des Urgences de l'hôpital civil de Strasbourg, 3, rue Koeberlé.
- Les médaillons en bronze de Rouget de Lisle et du maire Dietrich (1922) sur la façade de la Banque de France, place Broglie. Ils proviennent de l'ancien monument de la Marseillaise détruit par les nazis en 1940.
- Le médaillon du monument dédié à l'ancien maire de Strasbourg, Jacques Peirotes, dans la rue qui porte son nom devant les HBM (habitats bon marché) construits par le maire.
- La stèle commémorative d'Alexandre Ribot (1884-1923), le fondateur du Crédit Immobilier, que l'on trouve sur la place des Rouges-Gorges dans le quartier du Neuhof de Strasbourg.
- Le bas-relief du Christ sur le portail de l'église protestante à Koenigshoffen (1911-1914).
- La statue Emma la lumière dans l'immeuble du Gaz de Strasbourg (1932).
- La plaque sur la tombe de Lucie Berger au cimetière des Diaconesses à Koenigshoffen.

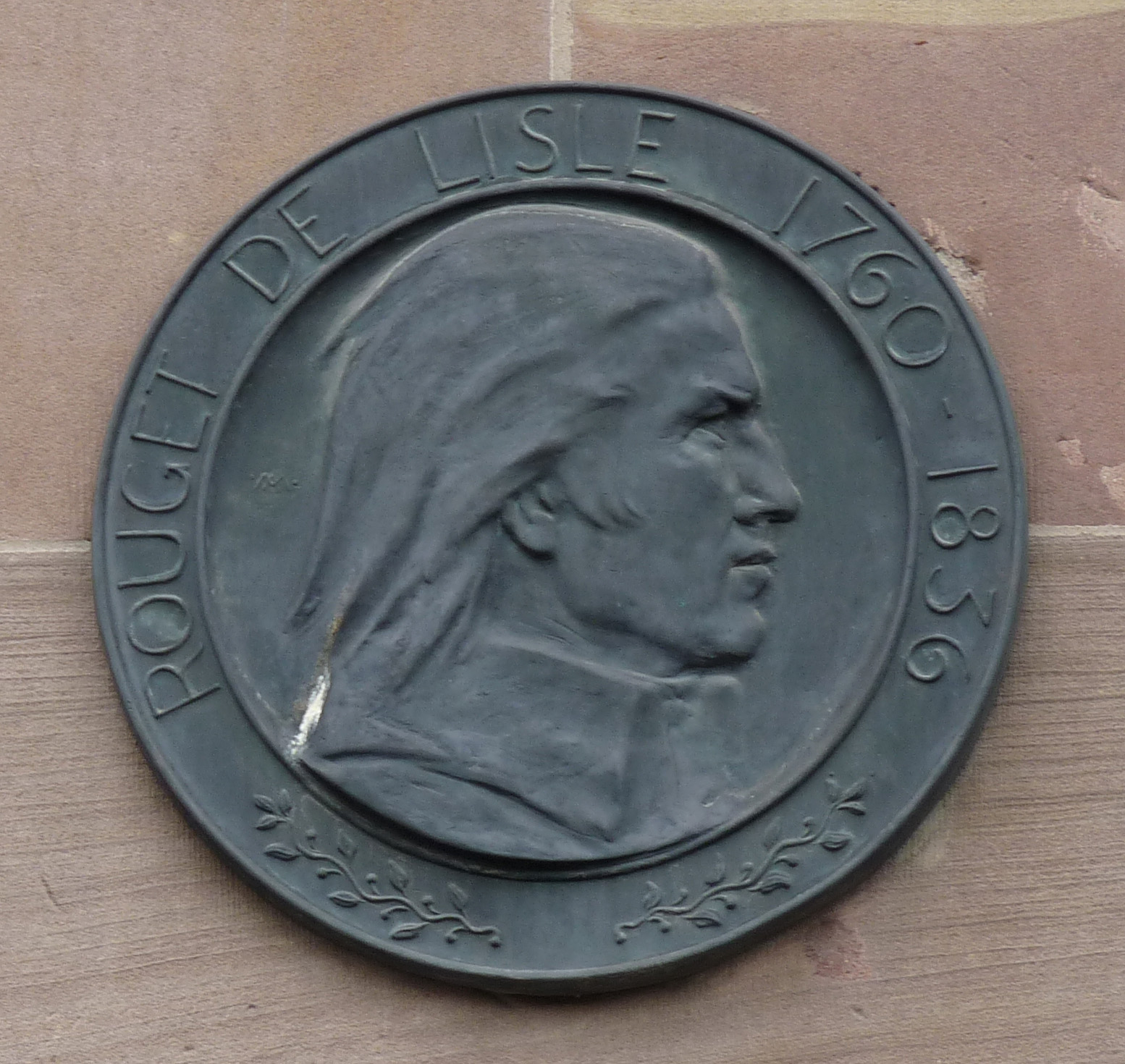
Rouget de Lisle .
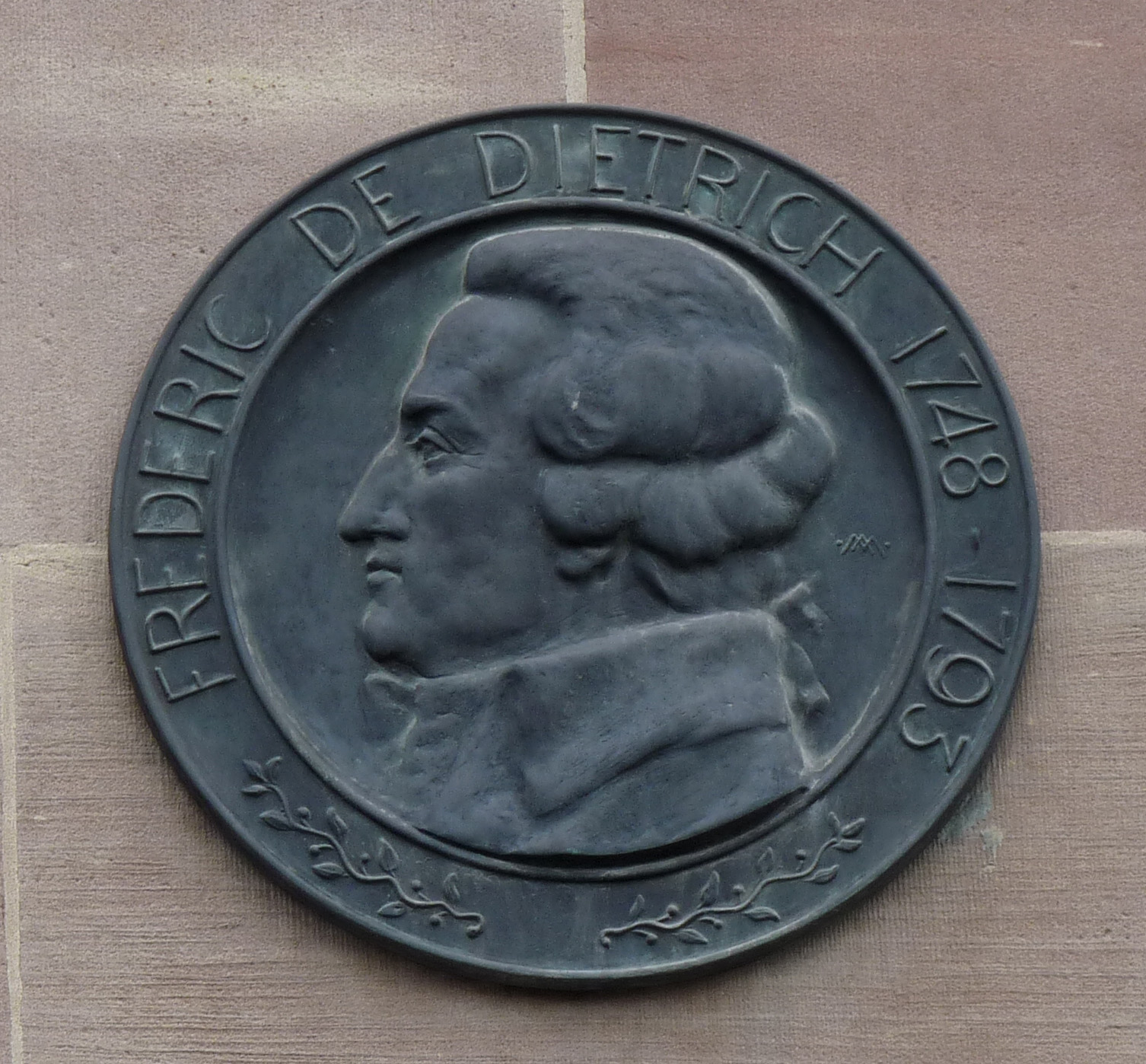
Frédéric de Dietrich.
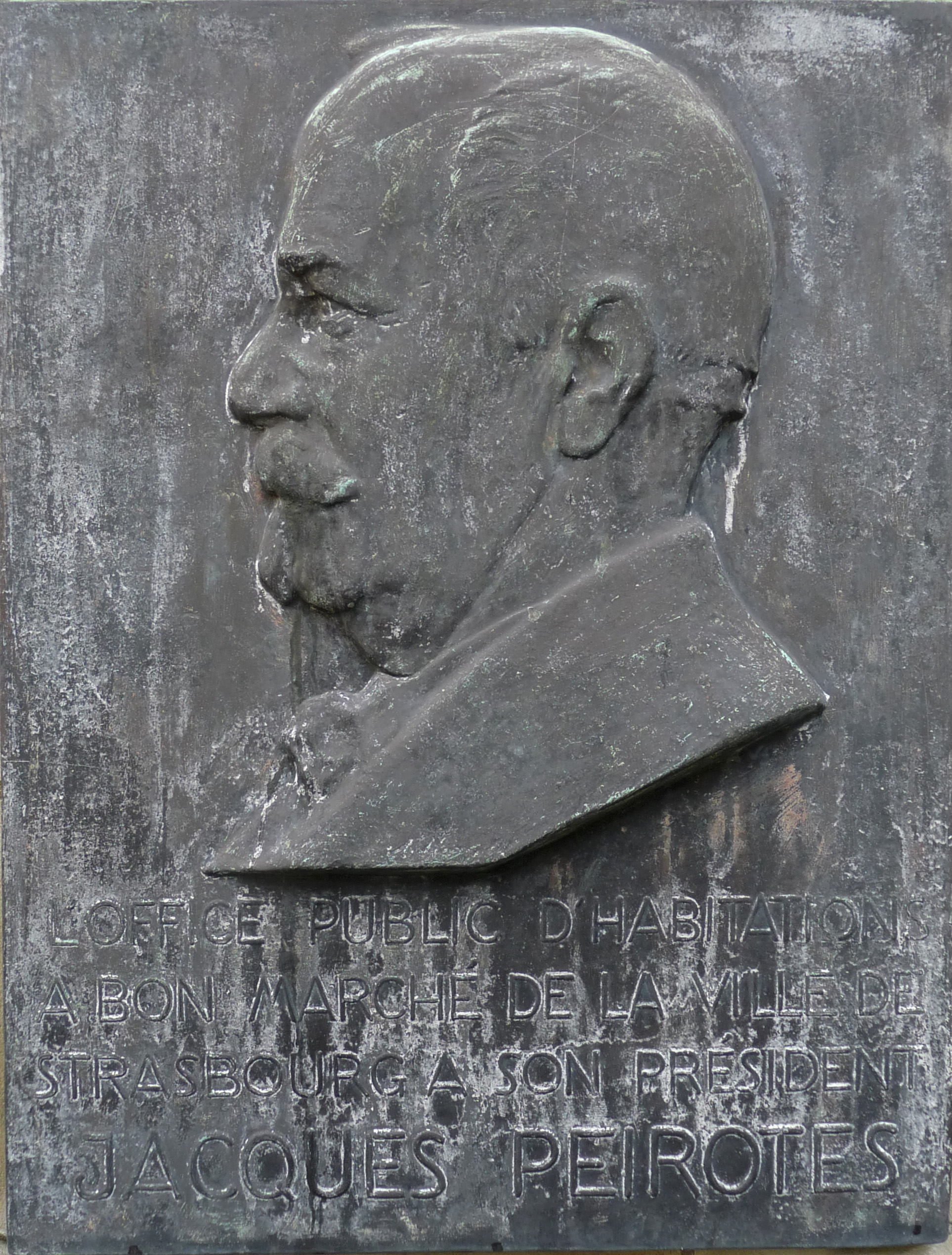
Jacques Peirotes.
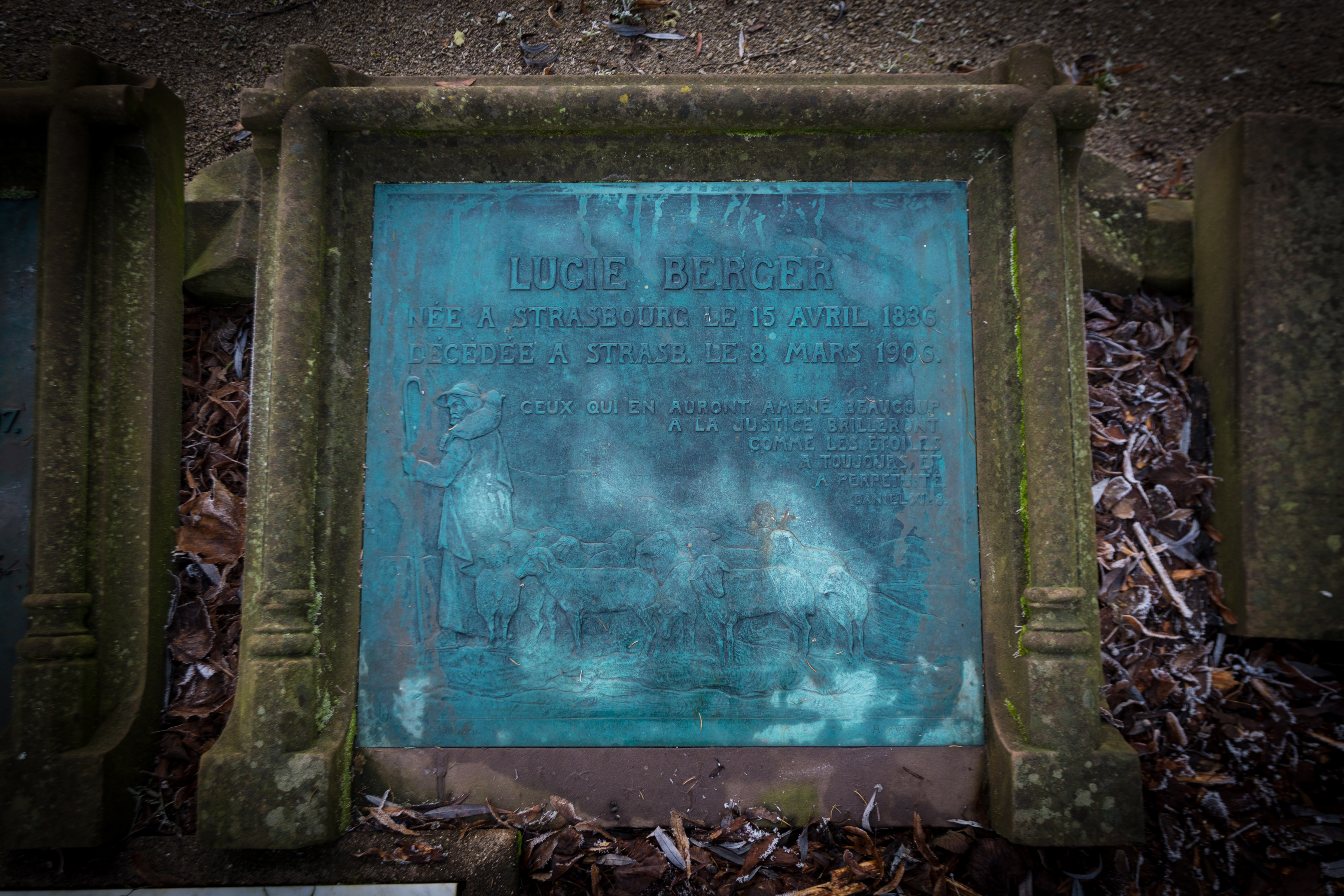
Plaque sur la tombe de Lucie Berger.

- L'ancien monument aux morts de la Robertsau (vers 1923), détruit, mais dont un vestige est exposé dans le cimetière Saint-Louis de Strasbourg.
- Les monuments aux morts de Koenigshoffen, du Neudorf et de Bischheim.
- Dans les réserves du musée d'art moderne et contemporain de Strasbourg : le bas-relief d'un homme réalisé par Thiébault frères (1894)[117], le bronze du sous-secrétaire d'État aux Finances du Reichsland Von Schraut (1894)[28], le buste du peintre Léon Hornecker (1894)[21], L'Archer ou Der Bogenspanner (1890)[11], la maquette de La Marseillaise (1919)[118], la céramique de La Panthère en grès émaillé vert clair avec coulures de cuivre et d'argent (1906)[119], le tableau d'A. Marzolff par le peintre Émile Schneider (1927), médaillon en terre cuite d'Henry Borromée, préfet du Bas-Rhin (1929)[33].

### Soufflenheim

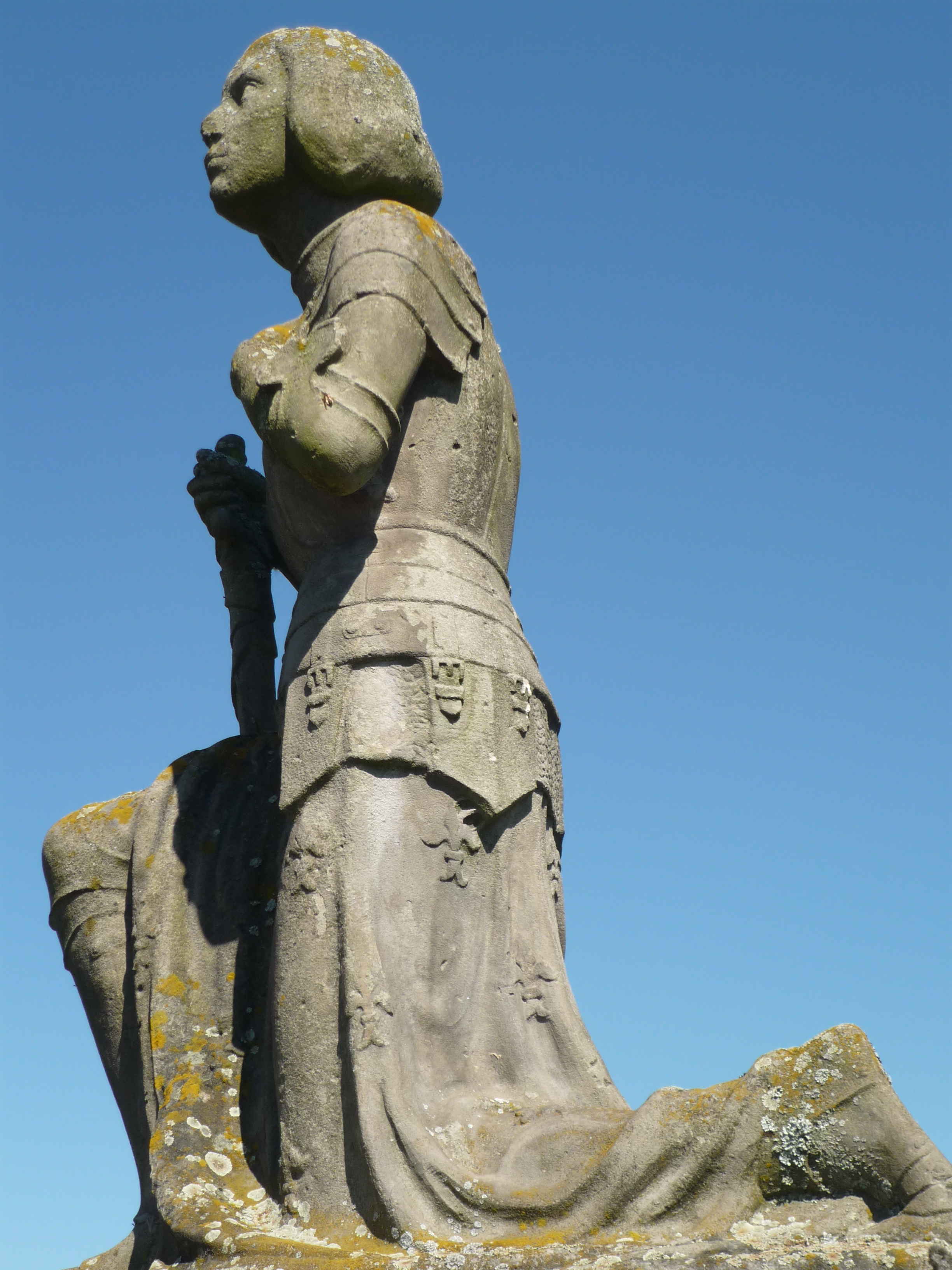
Statue de Jeanne d'Arc d'A. Marzolff à Soufflenheim.

- Le monument aux morts de 1914-1918. Il représente la statue de Jeanne d'Arc.
- La céramique de La Panthère en grès émaillé vert clair avec coulures de cuivre et d'argent réalisée à Soufflenheim avec Léon Elchinger (1906) et conservée au musée d'art moderne et contemporain de Strasbourg.

### Haguenau
- Le Lion réalisé en 1928 pour sa propriété de Rountzenheim et acheté par la ville de Haguenau en 1951. Le lion a été installé à l'intersection du boulevard Nessel et de la rue de la Vieille-Île en face de la gare.Dans les années 1980, le lion est changé d'orientation avec la modification du boulevard Nessel[120].
- Le buste du maire Xavier Nessel, fondateur du musée historique de Haguenau (sous-sol du musée historique dans la salle de la préhistoire et de l'Antiquité), commandé le 26 mars 1918 et le médaillon de l'abbé Hanauer, historien de la ville (salle des archives municipales du musée historique), commandé par la ville de Haguenau en 1917[121].
- Les Anges (Putti) et Les Corbeilles de fruits à l'entrée des bains municipaux (1926-1928) réalisés par l'architecte Gustave Oberthür.

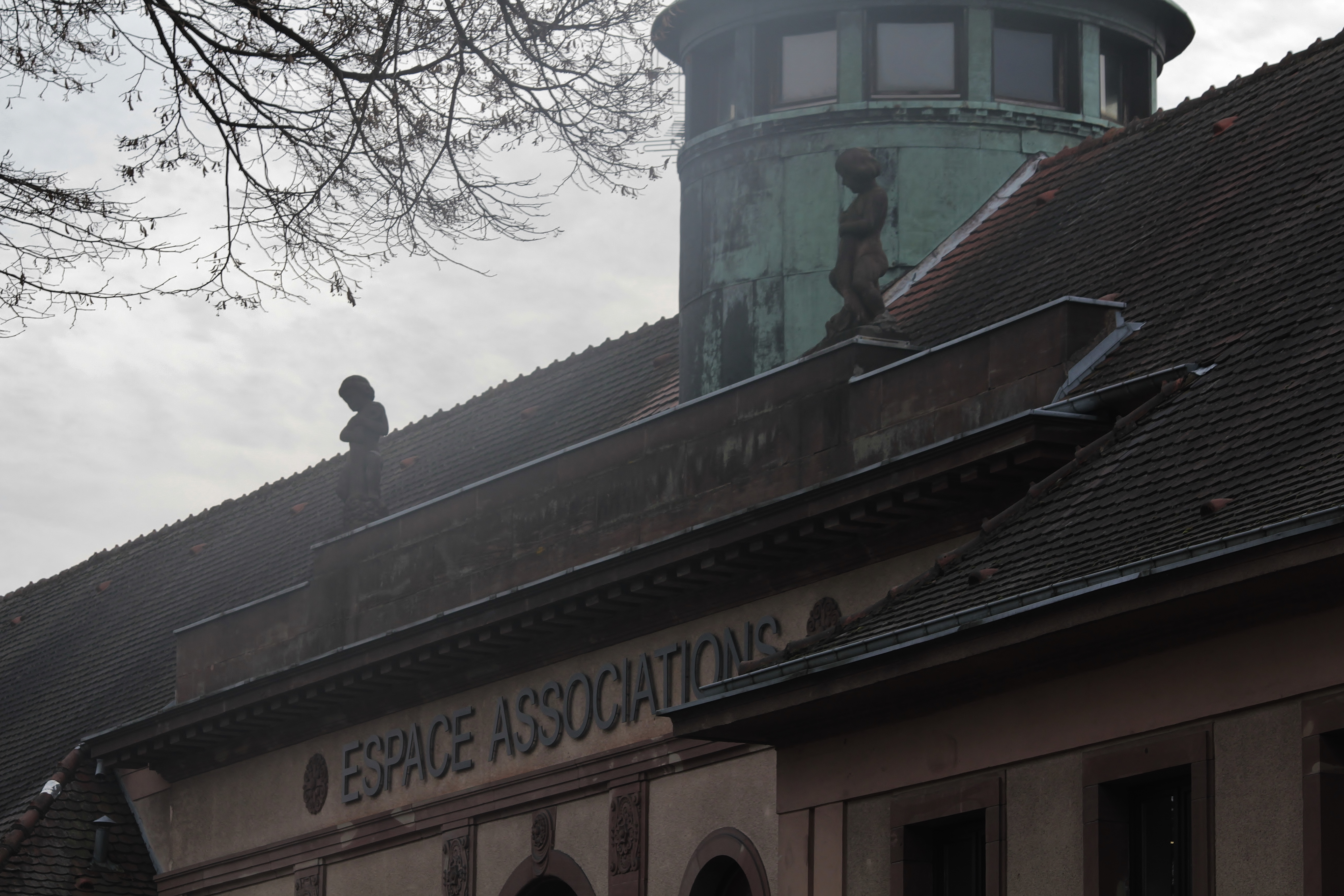
Bains-douches de Haguenau par l'architecte Gustave Oberthür.
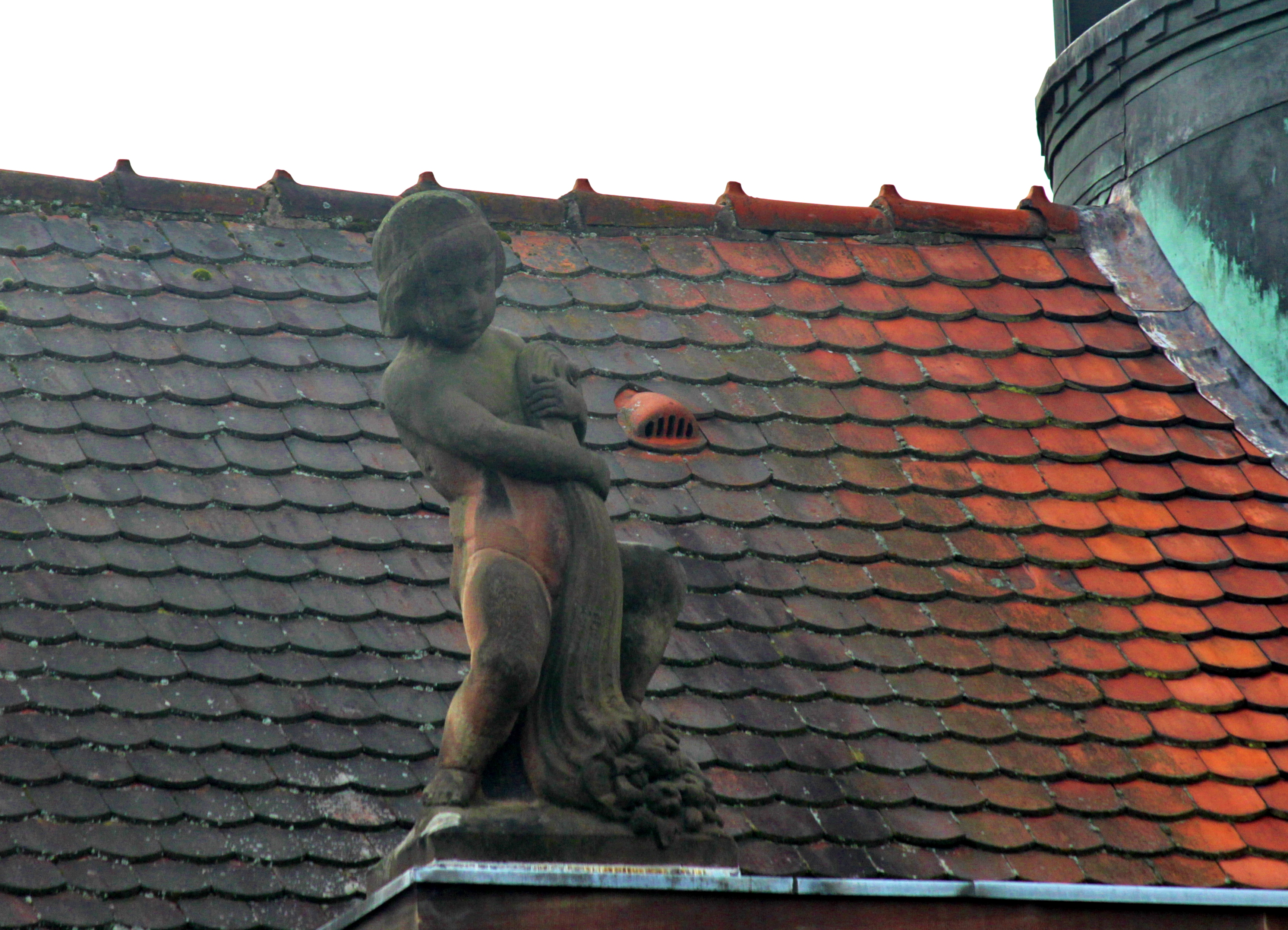
Bains municipaux de Haguenau, sculpture d'un enfant (Putto) avec une corne d'abondance d'A. Marzolff.
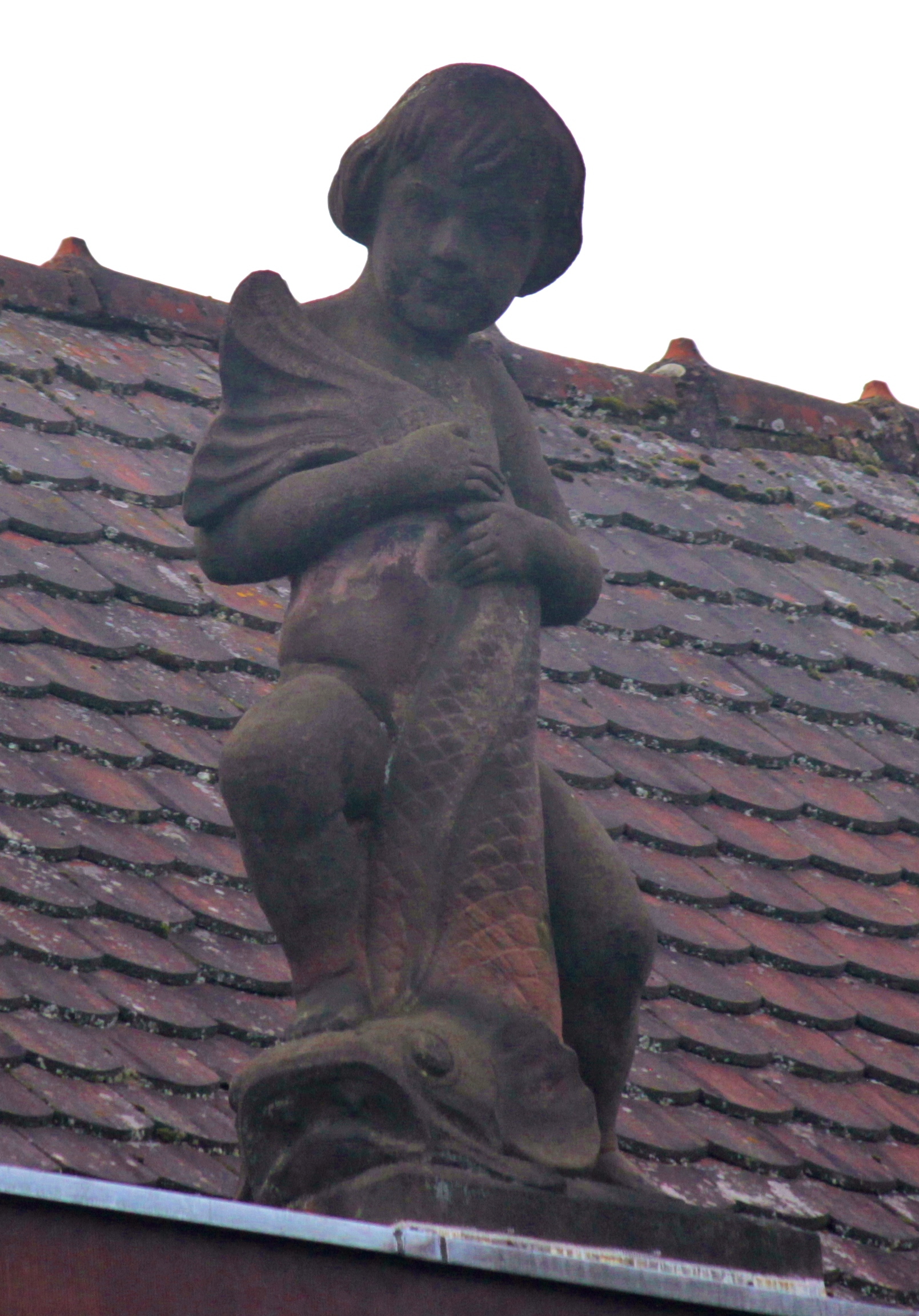
Sculpture d'un enfant (Putto) avec un poisson d'A. Marzolff.

- Le bûcheron et la Cueilleuse de houblon (1930-1931) devant l'ancienne école de commerce (actuel bâtiment A du collège Foch) réalisée par l'architecte A. Dollmeyer sur la place Robert-Schuman.

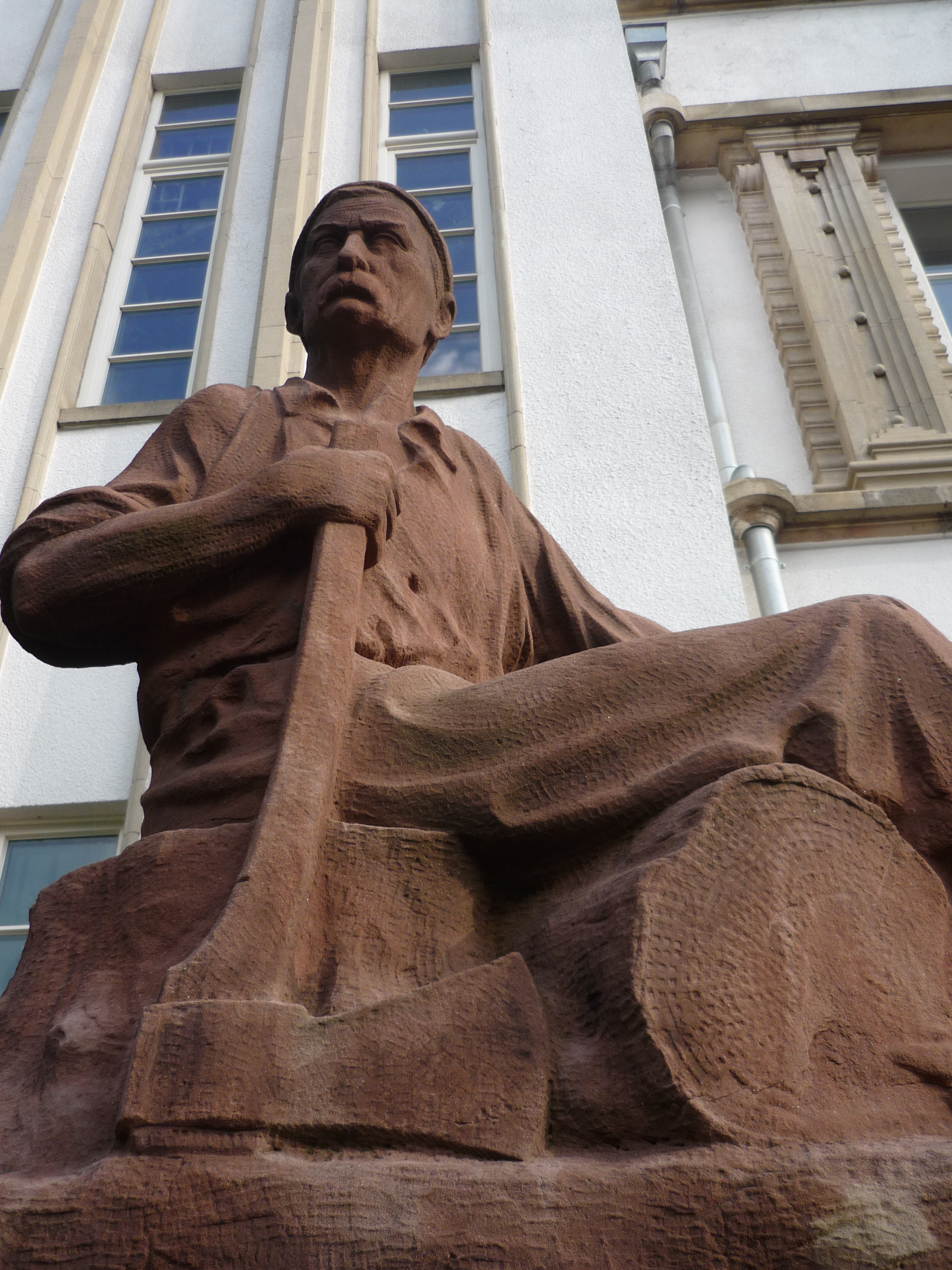
Bûcheron de Haguenau.
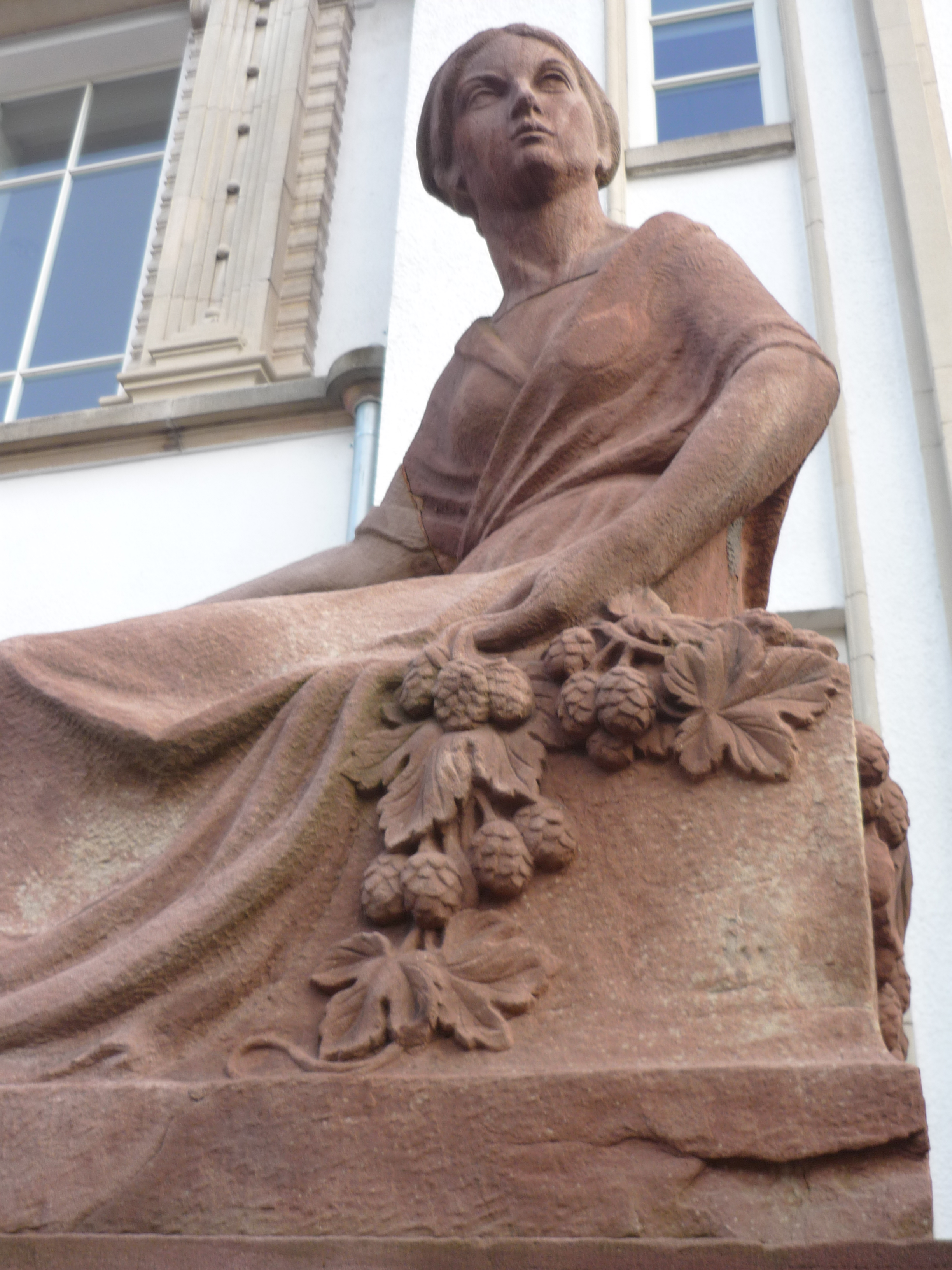
Cueilleuse de houblon Haguenau.
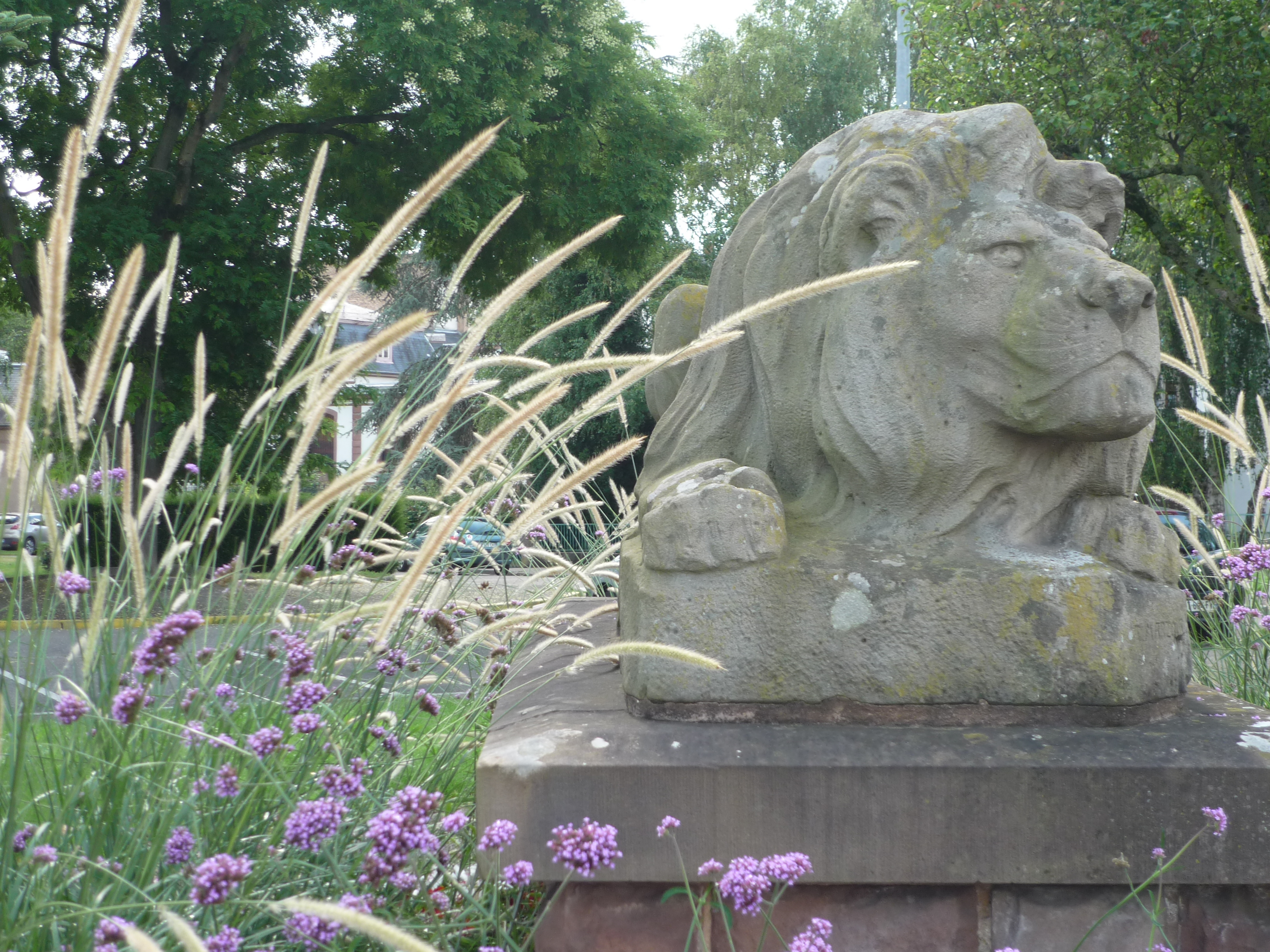
Lion d'A. Marzolff, boulevard Nessel à Haguenau.

### Hœrdt
- Le buste de Louis Gustave Heyler sur un mur du presbytère à Hœrdt (1911).

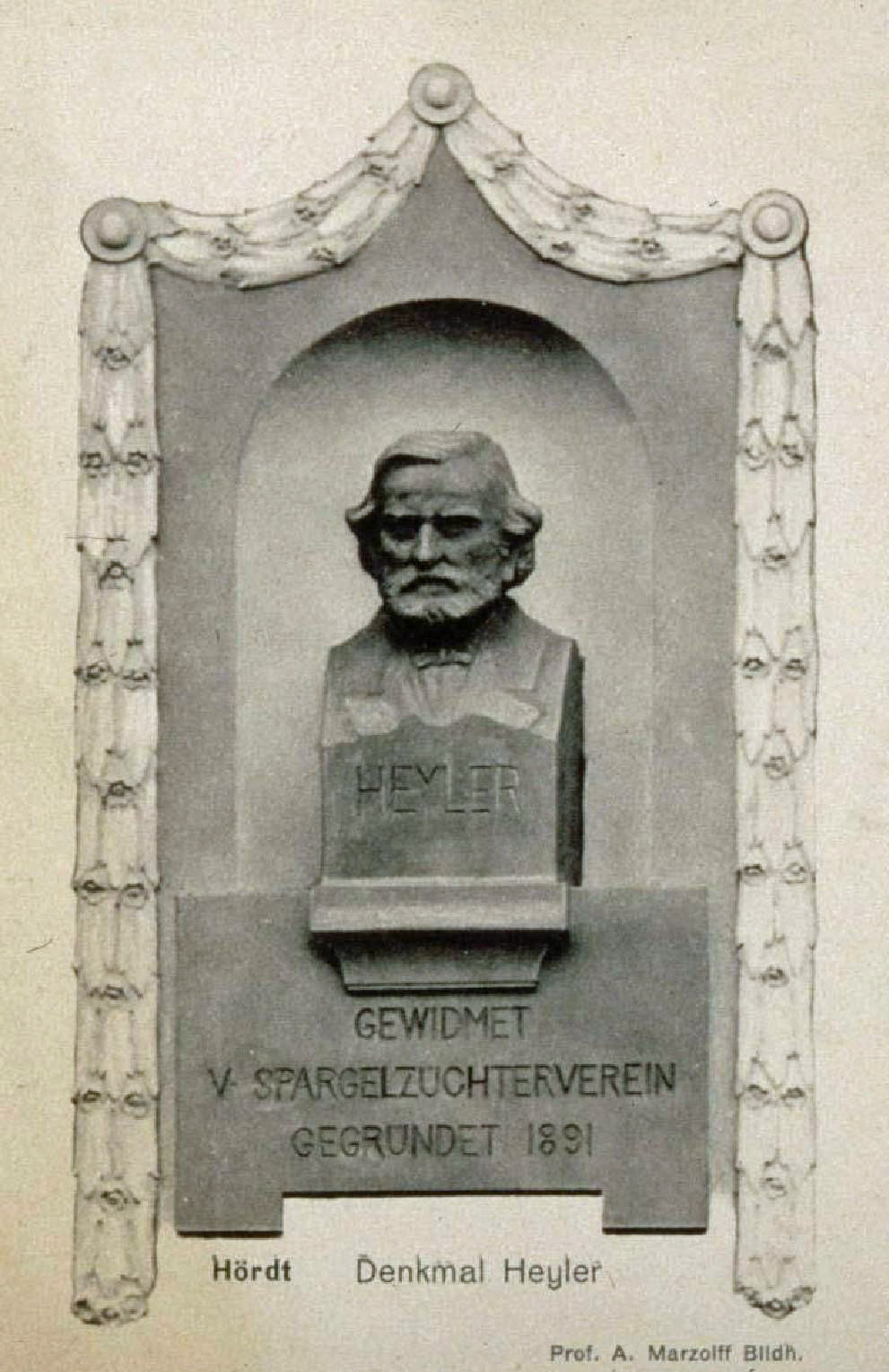
Buste de Louis Gustave Heyler.
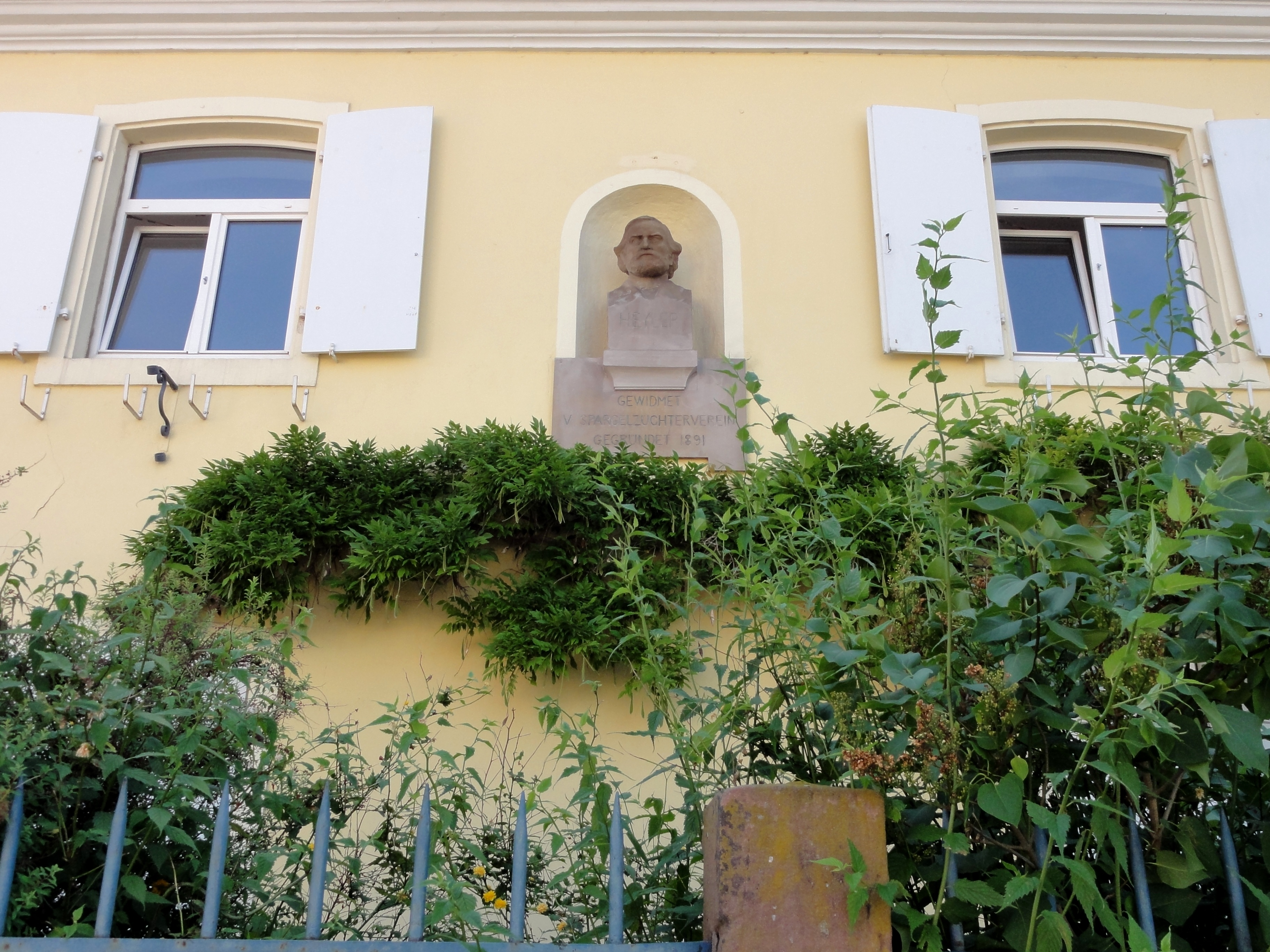
Buste du pasteur Heyler par A. Marzolff.

### Mulhouse
- Le Lion du parc zoologique et botanique de Mulhouse (1906).
- Le bas-relief des Écoliers à l'école maternelle de la rue de la Tour-du-Diable à Mulhouse (1904-1907).

### Obernai
- Le médaillon du chanoine Gyss (1900).
- La fontaine Sainte-Odile (1904), réalisée par Gustave Oberthür.

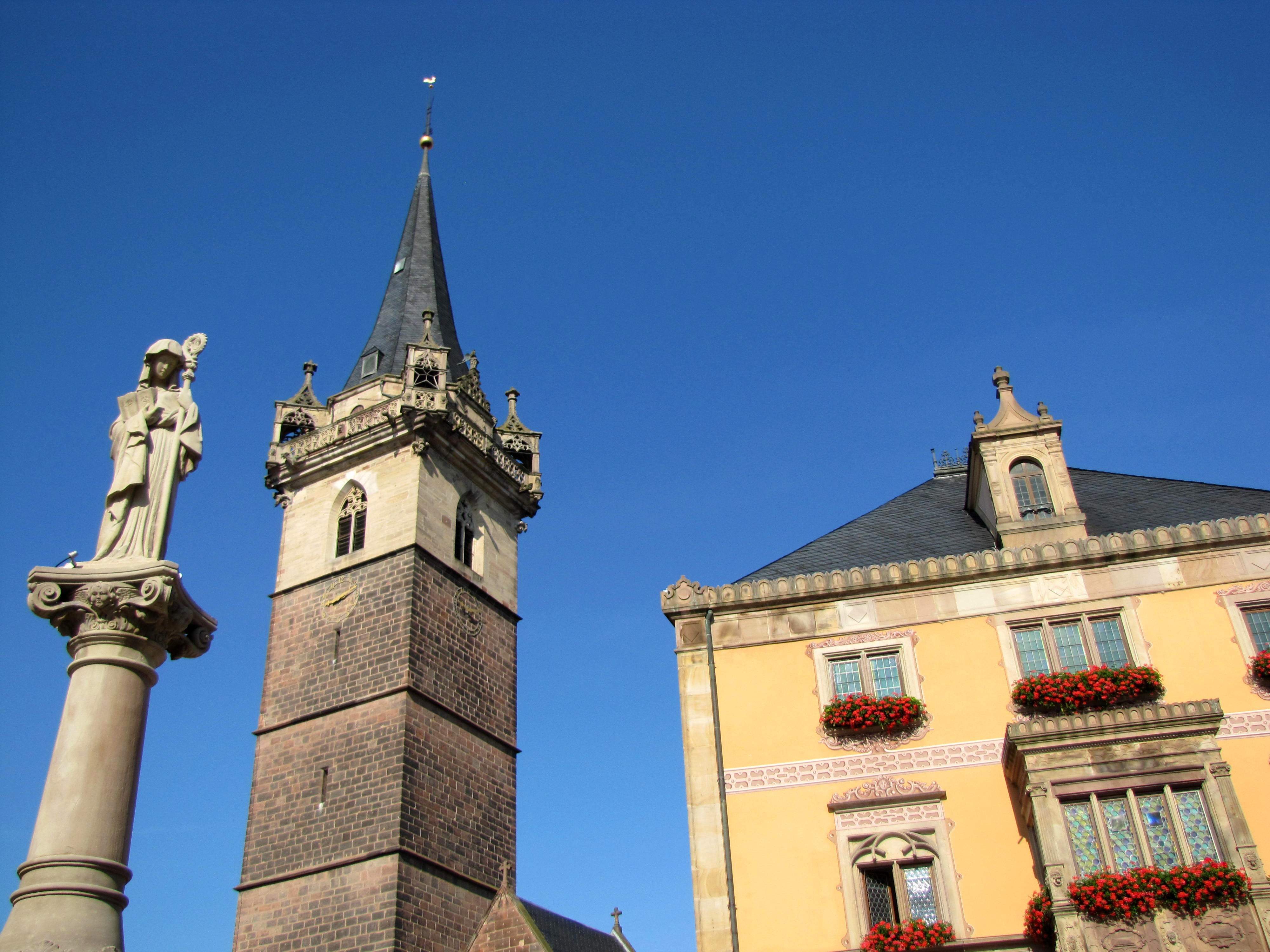
Fontaine Sainte-Odile à Obernai par A. Marzolff.

### Musée de Karlsruhe, lors de l'exposition Jugendstil dans le Rhin supérieur de 2009
Une femme à genoux (23 cm sur 11 cm) réalisée autour de 1900 (collection privée).